# Abbatiale Sainte-Glossinde
L’abbatiale Sainte-Glossinde est l’église d’une ancienne abbaye bénédictine fondée vers 604 par Glossinde de Champagne (580–610), dans la ville de Metz, alors capitale du royaume d’Austrasie. Elle a été remaniée au fil des siècles et existe toujours, l’abbaye étant le siège de l’évêché de Metz depuis 1802.

## Histoire

### Fondation et Moyen Âge
Une partie des caves est constituée de cryptoportiques gallo-romains, ayant vraisemblablement servi d’entrepôts à l’époque romaine.

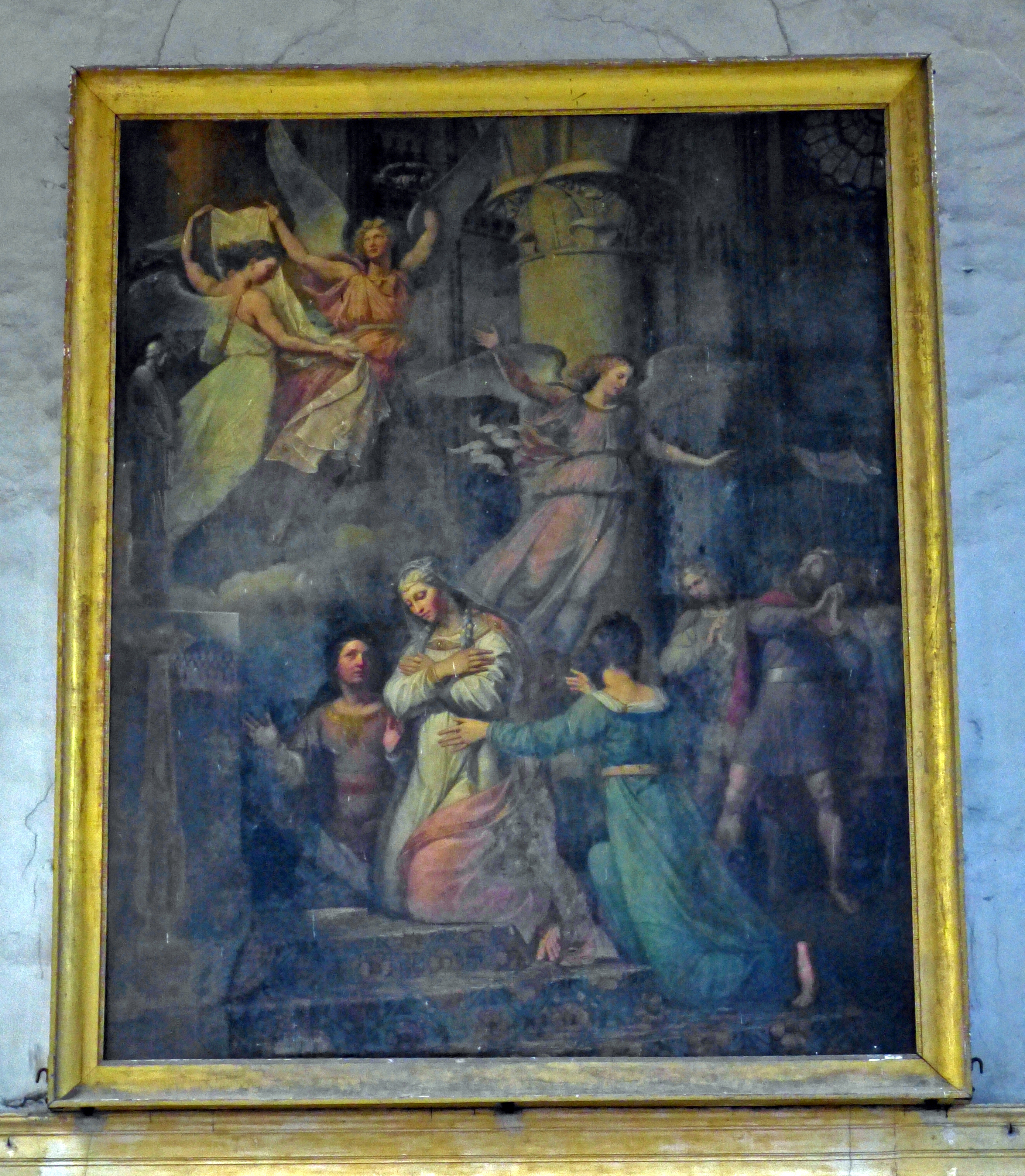
Les anges remettent le voile de moniale à sainte Glossinde - Tableau du XVIIe siècle dans l'abbatiale homonyme.

Aux environs de l’an 604, sous le règne de Thibert II, une jeune fille de la noblesse franque d’Austrasie, Glossinde, fille du duc de Champagne Wintrio, chef des leudes d’Austrasie, refuse le prétendant que ce dernier veut lui faire épouser après avoir exécuté son fiancé Obolen, et se réfugie à la cathédrale de Metz cernée par les troupes de son père. Après six jours de prière et de jeûne, un ange apparait et couvre la tête de Glossinde du voile des moniales. Son père, résigné, lui offre une demeure à proximité des remparts où elle fonde la première communauté bénédictine de Metz qui est bientôt peuplé par cent vierges consacrées à Dieu.
Glossinde meurt six ans plus tard, le 25 juillet, à peine âgée de trente ans. Très vite, ses reliques sont vénérées et l’on signale de grands miracles réalisés par son intercession.
En 635, une église dédiée à la Sainte Vierge et à saint Pierre est édifiée entre les murs du couvent.

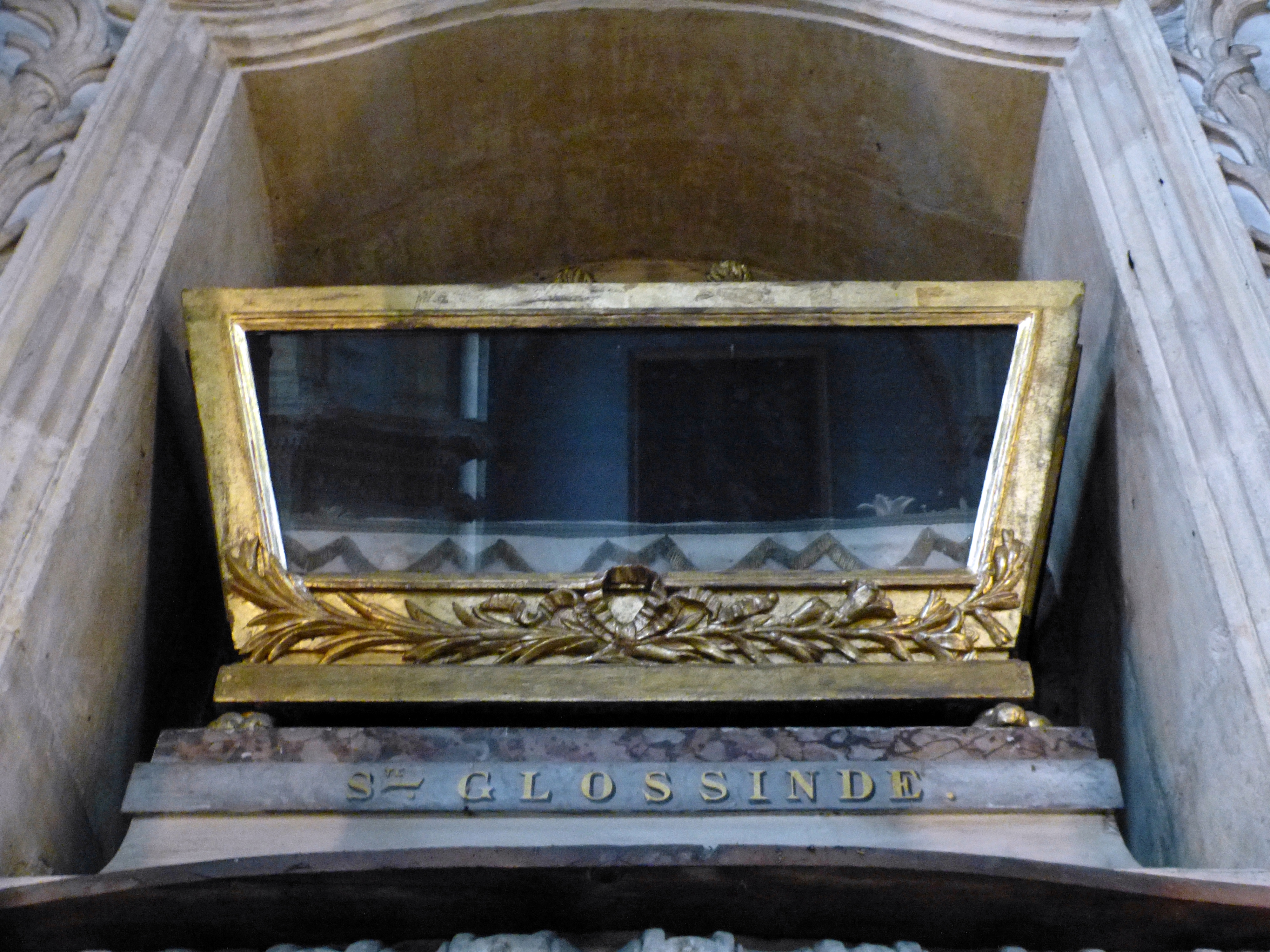
Le reliquaire de sainte Glossinde derrière la maître-autel dans l'abbatiale.

Primitivement conservées dans l’église des Saints-Apôtres, actuel mess des officiers, les reliques de Sainte Glossinde sont transférées successivement à l’église Sainte-Marie-hors-les-Murs, puis, en 836, dans l’église principale du couvent, qui devient ainsi la chapelle Sainte-Glossinde.
L’abbaye Sainte-Glossinde est un des rares monastères de la ville de Metz ayant toujours conservé son emplacement primitif.
Au Xe siècle, la communauté est spoliée de ses biens et la misère s’installe, tandis que la vie religieuse laisse à désirer. L’évêque Adalbéron Ier ordonne la restitution des biens, met sa nièce Himiltrude à la tête du monastère et fait construire en 951 une église à l’emplacement de l’édifice actuel. Nul ne sait si c’est cette église qui perdurera jusqu’en 1752.
En 1473, la ville, menacée par les Lorrains, fait abattre toutes les maisons et édifice du monastère qui touchent la muraille.

### La Renaissance
En avril 1552, la ville (à l’instar ses voisines Toul et Verdun) est prise par les Français. Pour des raisons d’ordre militaire, le monastère est enseveli en partie sous des fortifications édifiées sur ordre du duc de Guise. En effet, l’empereur Charles Quint ne peut laisser une cité impériale être annexée par l’ennemi sans réagir. Il fait en vain le siège de la ville de Metz en octobre mais doit se retirer au cours de l’hiver.

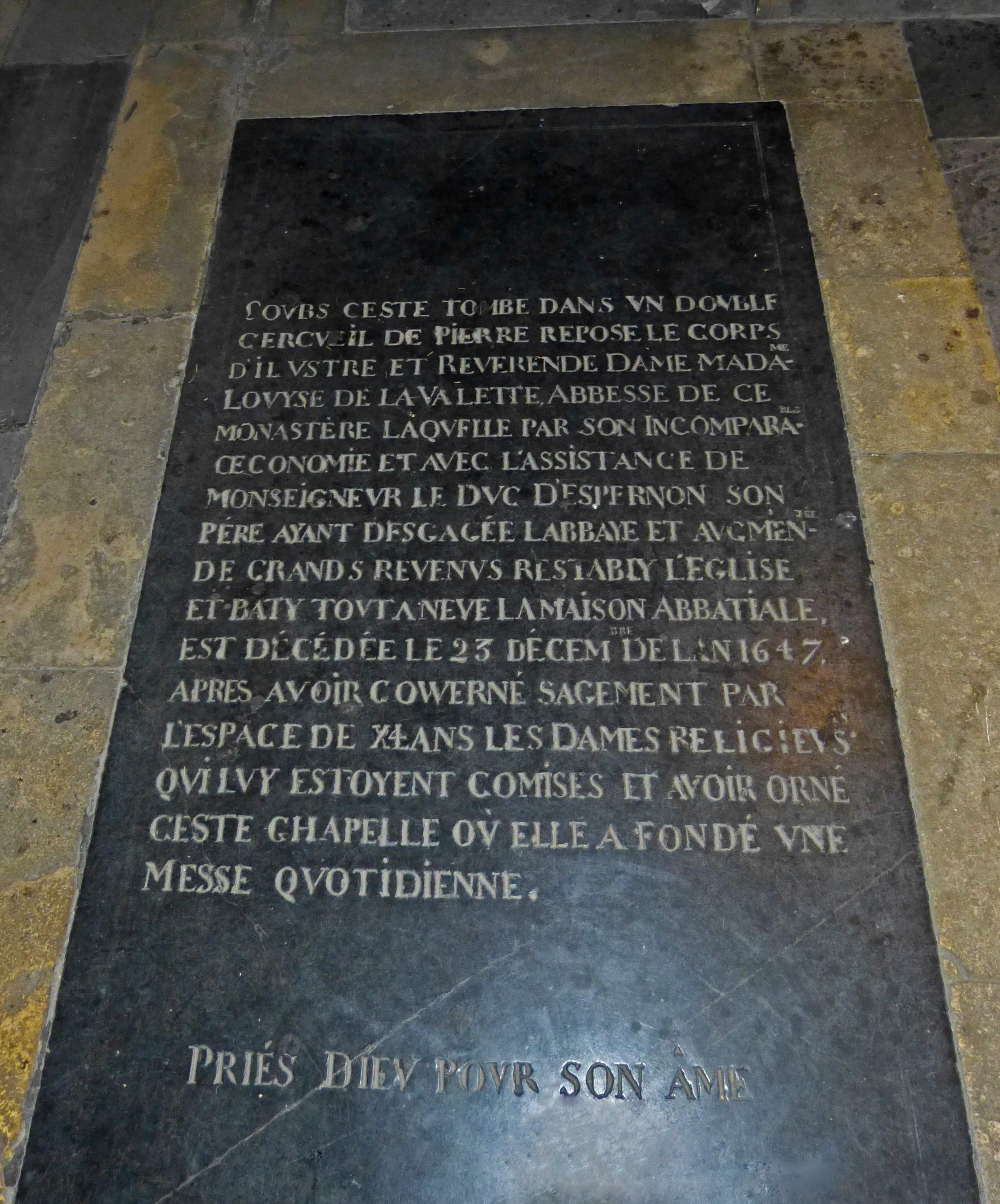
La tombe de Louise de Nogaret de la Valette dans la chapelle.

En 1565, le clocher est partiellement abattu jusqu’à la hauteur des voûtes et en 1611, l’entrée située au sud, du côté de la porte Serpenoise, est bâtie à son emplacement actuel. L’église est également rénovée, grâce à l'abbesse Louise de Nogaret de la Valette qui rétablit aussi la règle de vie commune et l'assistance aux offices. L'épitaphe sur sa pierre tombale est ainsi gravée :

« Sous ceste tombe dans un double cercueil de pierre repose le corps d'illustre et révérende dame madame Louyse de la Valette, abesse de ce monastère laquelle par son incomparable oeconomie et avec l'assistance de monseigneur le duc d'Espernon son père ayant désgagée l'abbaye et augmentée de grands revenus restably l'église et baty tout a neve la maison abbatiale, est décédée le 23 décembre de l'an 1647, après avoir gowerné sagement par l'espace de 74 ans les dames religieuses quiluy estoyent comises et avoir orné ceste chapelle où elle a fondé une messe quotidienne.
Priés Dieu pour son Ame. »

### XVIIeetXVIIIesiècles
En 1648, Metz devient française de jure (traités de Westphalie). En 1674–1676, Vauban retire à l’abbaye une grande partie de ses terrains pour construire murs et fossés de défense et le chœur de l’église est sacrifié.
Entre 1680 et 1719, avec l'aide de Bossuet, archidiacre à Metz, les sœurs Marie et Catherine Texier de Hautefeuille entreprennent une réforme spirituelle et matérielle de l'abbaye, sous la pression du pape Alexandre VII.

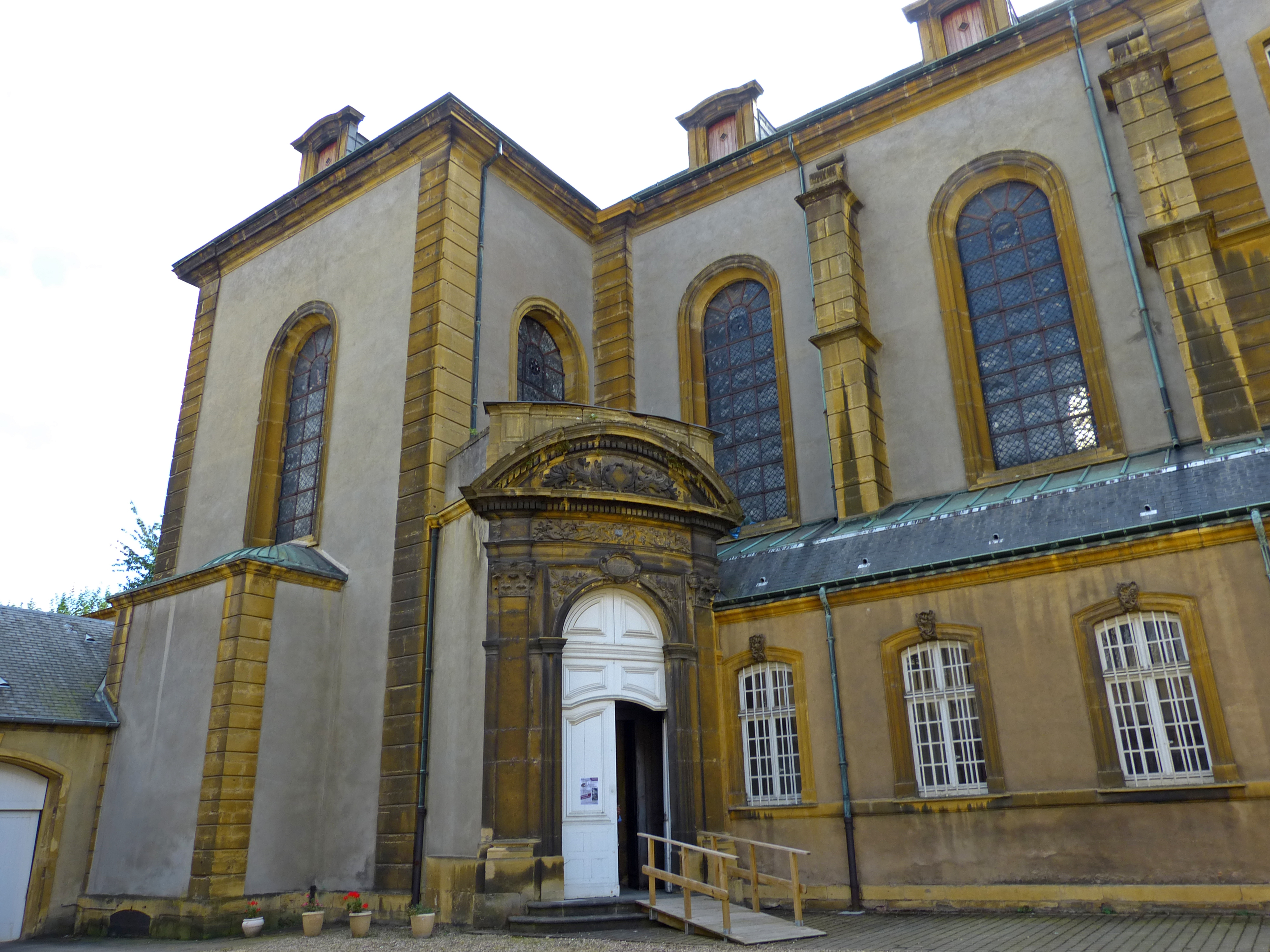
L'entrée de l'abbatiale et le clocher.

En 1717, la salle du chapitre, la cuisine et le réfectoire sont reconstruits (seule subsiste la salle du chapitre).
En 1752, l’abbatiale menaçant de tomber en ruine, les sœurs Marguerite-Vincente et Marguerite-Éléonore Hotman entreprennent la construction de la nouvelle église à l'emplacement de l'ancienne église abbatiale.
Les architectes sont Barlet et Louis. L’édifice sera achevé avec son nouveau clocher en 1756. Charles de Belle-Isle, gouverneur de la province des Trois-Évêchés durant cette période, participe à la reconstruction.

### Après la Révolution française
Durant les troubles révolutionnaires, le clocher est à nouveau détruit. Le 31 août 1792, l'abbesse Élisabeth Claire de Choiseul Beaupré et les religieuses sont expulsées après leur refus de quitter le couvent. Le 7 septembre, l’église est vidée de son mobilier qui sera vendu. Elle sert tout d’abord de dépôt de grains, puis on y loge les bœufs de boucherie pour l’armée du maréchal Kellermann. Les bâtiments annexes accueillent l’hôpital ambulant des armées. L'eau du puits étant devenue insalubre de par le fumier des bœufs, ces derniers sont finalement retirés.

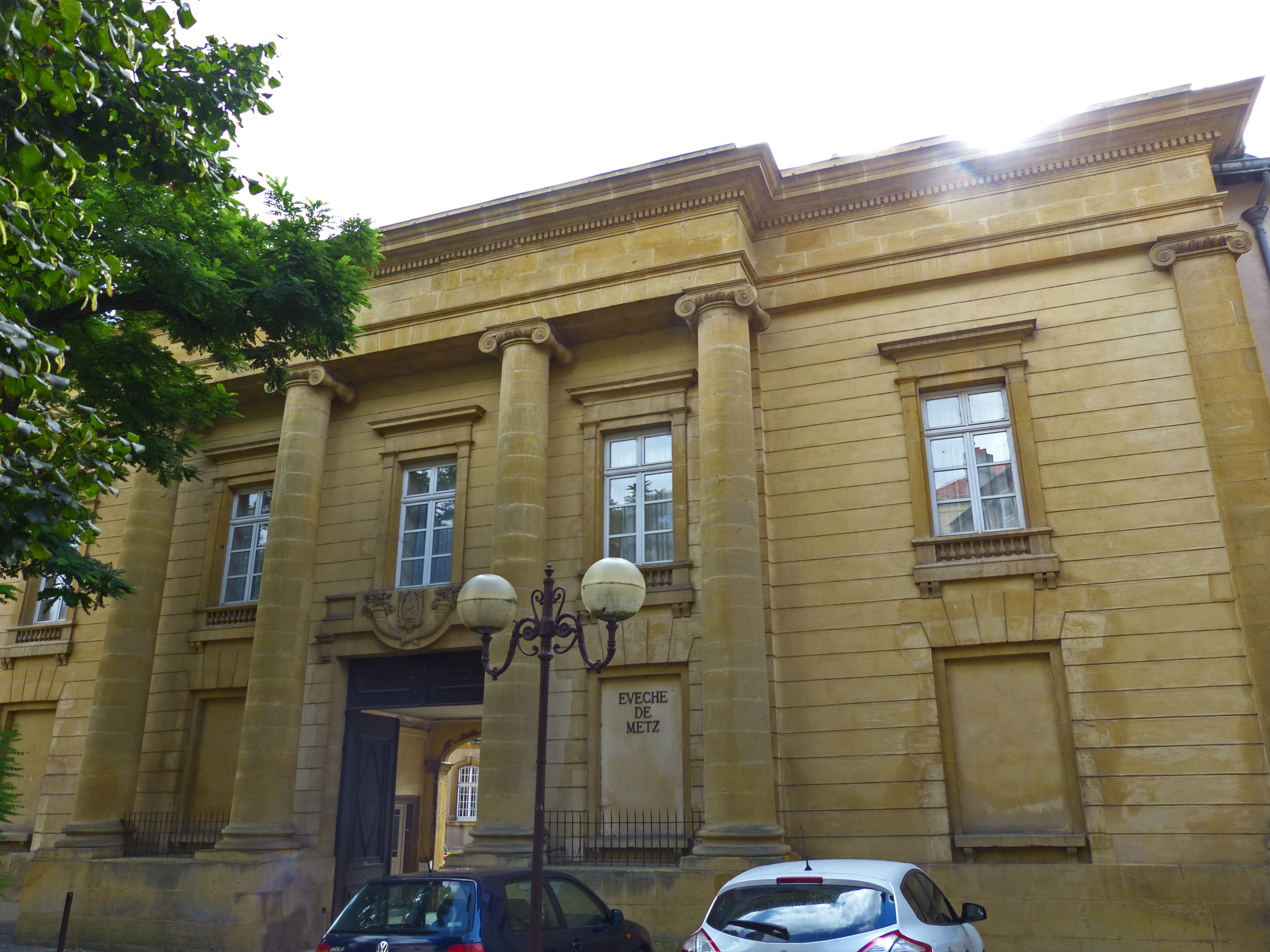
Le portail avec les colonnes ioniques sur la place Sainte-Glossinde.

L’église est rendue au culte en 1802 et l’abbaye désaffectée est attribuée au logement de l’évêque Pierre-François Bienaymé qui n’avait plus de demeure (la construction du palais épiscopal près de la cathédrale ayant été interrompue par la Révolution).
De 1805 à 1807, l'abbaye partage ses locaux avec le grand séminaire, et de 1807 à 1827 avec le petit séminaire.
En 1816, l’architecte Nicolas-Maurice Derobe restaure l’abbaye et construit le nouveau portail d’ordre ionique qui s’ouvre sur la place Sainte-Glossinde.
En 1834, l'œuvre des orphelins s'établit dans l'abbaye, remplacée par le noviciat des Frères de la Doctrine chrétienne jusqu'en 1911.
Une dernière restauration a lieu en 1909.

### De nos jours
Aujourd’hui, en plus d’être le lieu de résidence de l’évêque, les bâtiments de l’évêché comprennent l’administration diocésaine (secrétariat, chancellerie, service des archives, service de la communication,…), l’officialité (tribunal épiscopal, responsable par exemple des procès de nullité de mariage) et les bureaux des pèlerinages diocésains.

Les bâtiments de l'évêché
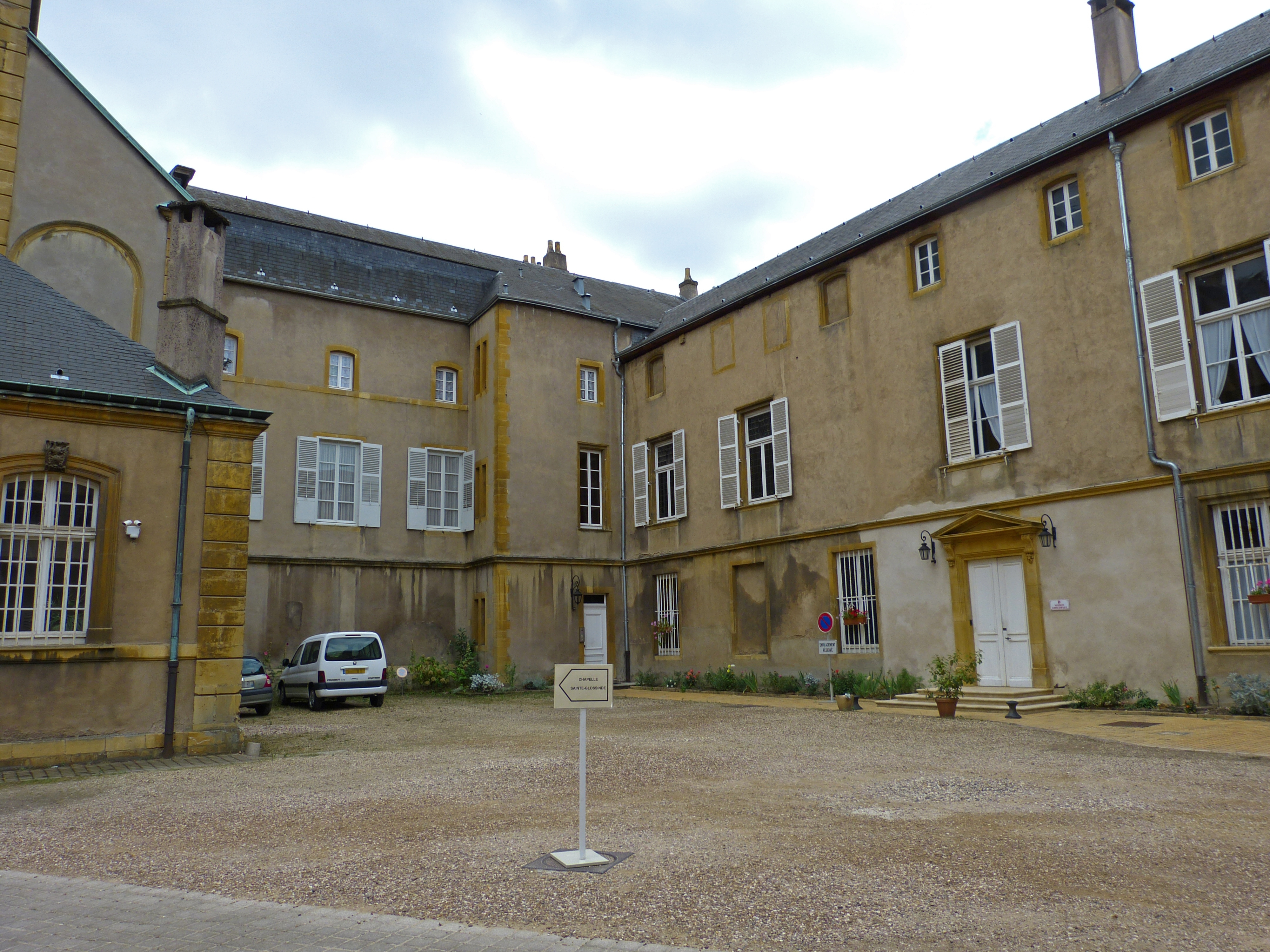
L'abbatiale (à l'extrême-gauche), l'administration (au centre) et la maison épiscopale (à droite).
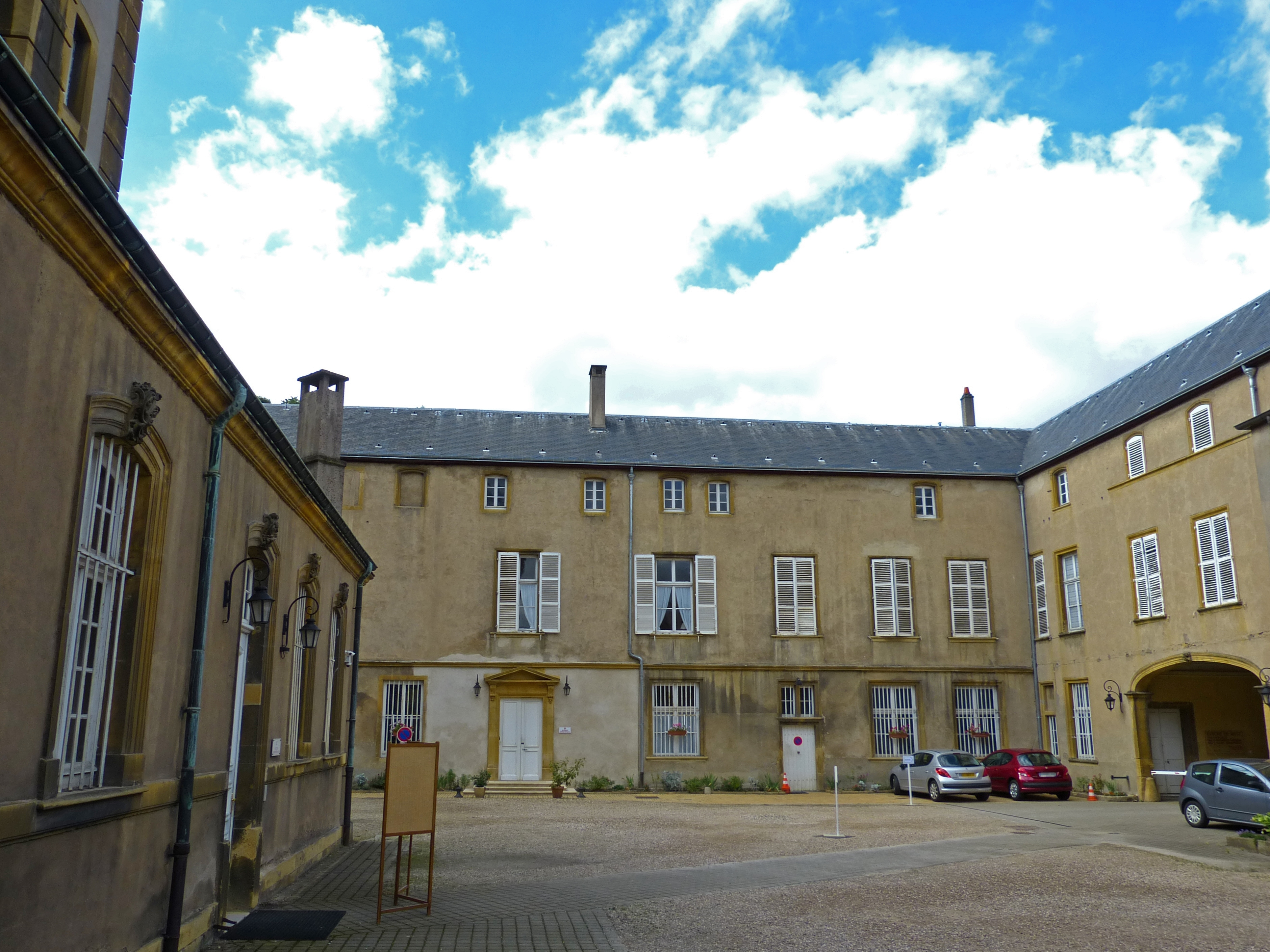
L'abbatiale (à gauche), la maison épiscopale (au fond) et le portail (à droite).
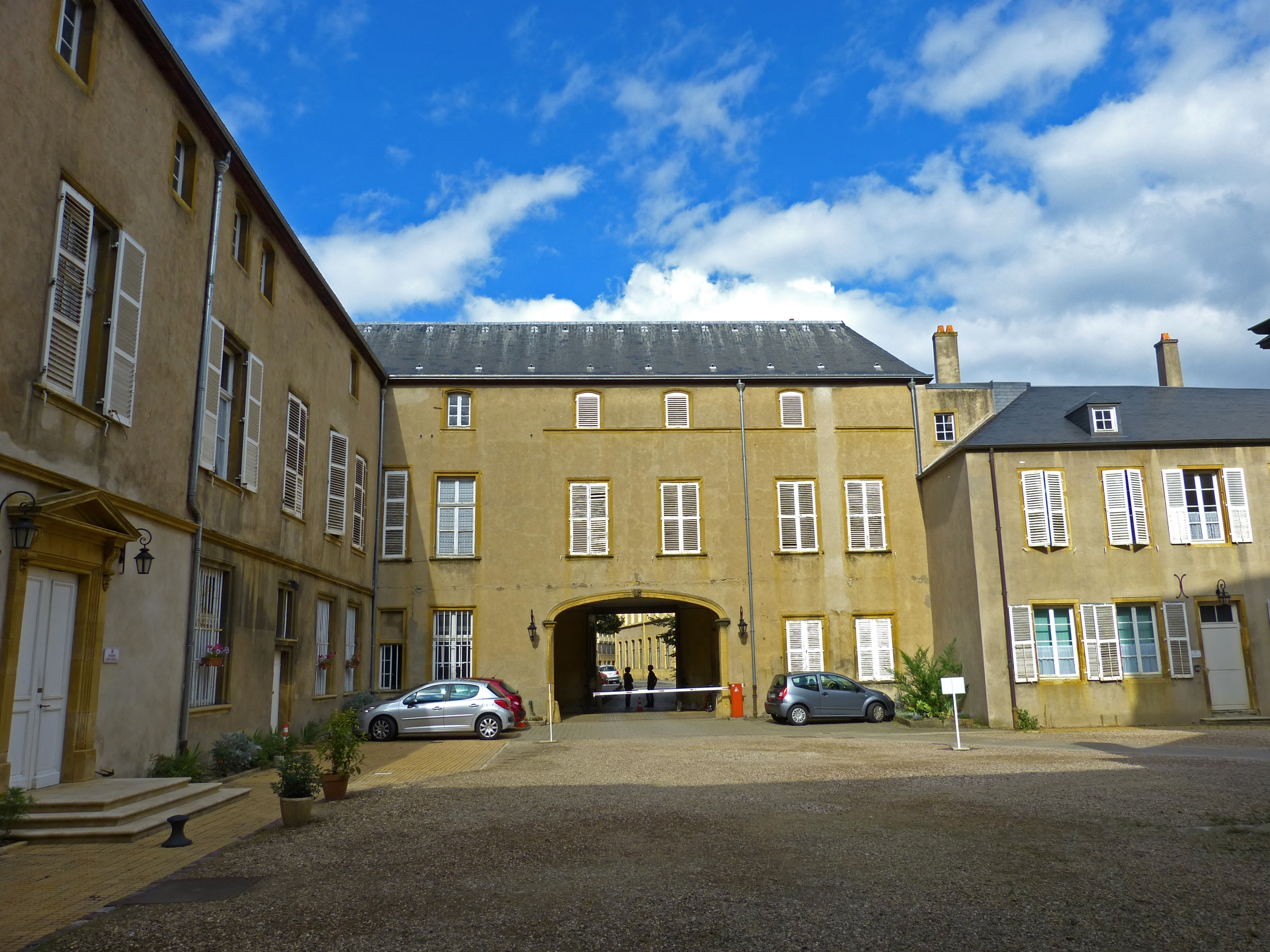
La maison épiscopale (à gauche), le portail (au fond) et l'officialité (à droite).
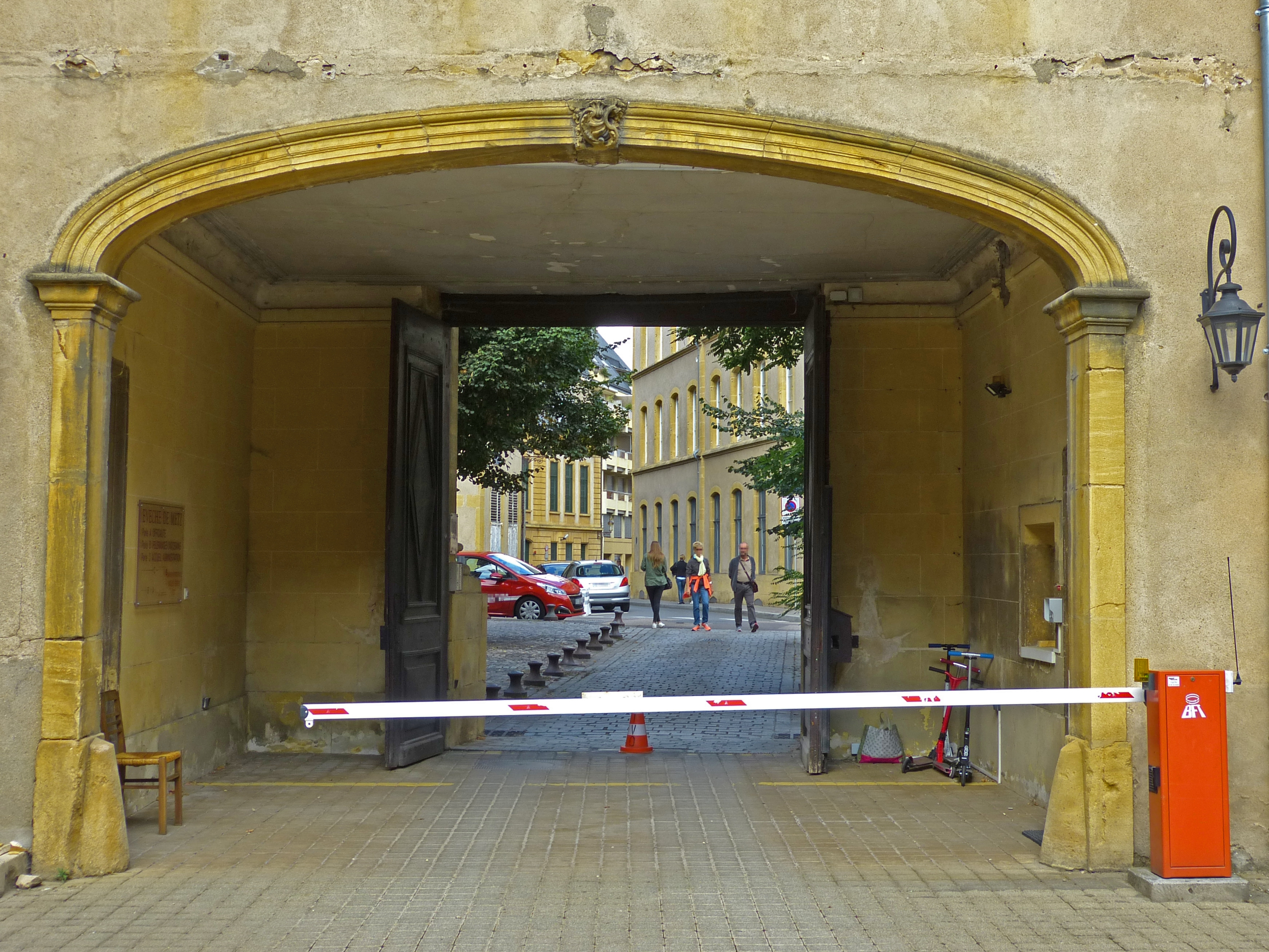
Le portail donnant sur la place Sainte-Glossinde et la rue Dupont-des-Loges.
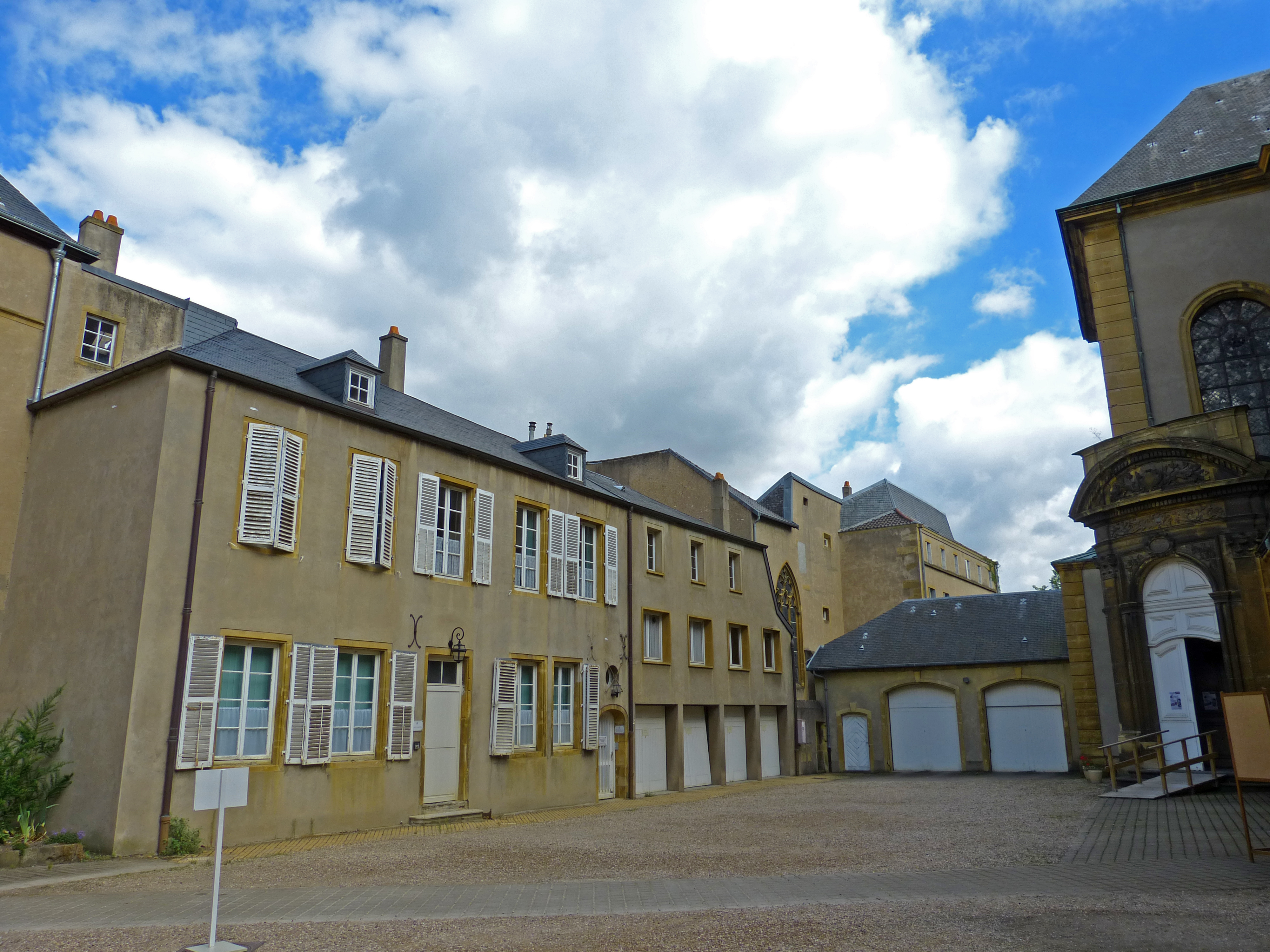
L'officialité (porte de gauche), les pèlerinages diocésains (porte au centre) et l'entrée de l'abbatiale (à droite).

La chapelle Sainte-Glossinde, les petit et grand vestibules, la chapelle de l’Évêque au premier étage et la salle du tribunal ecclésiastique (ancienne salle du Chapitre) avec son décor (rez-de-chaussée) font l’objet d’un classement au titre des monuments historiques depuis le 7 août 1978.
La chapelle est utilisée lors des offices épiscopaux, et uniquement ouverte au public lors des journées du patrimoine à la mi-septembre. Des concerts de musique sacrée y sont parfois organisés lors de cette ouverture annuelle.

## Architecture, mobiliers et ornements
Exemple unique à Metz, l’église est de style rococo. La nef, très courte, était réservée aux moniales et le transept aux laïcs. Le décor sculpté est très raffiné, mais l’œuvre la plus remarquable est la fresque de la coupole peinte par Girardet, peintre du roi Stanislas. Le mobilier (autel, baldaquin, confessionnaux, lutrin, statues, etc.) est lui aussi remarquable. Dans la crypte, on peut toujours lire les épitaphes funéraires de quatorze religieuses.

### La fresque de la coupole
La fresque a été peinte en 1756 par Jean Girardet. Elle représente Dieu, entouré d'anges sonnant la trompette avec un messager s'élançant pour proclamer le venue du Christ à la fin du monde. Sur les bords, au-dessus d'une balustrade en trompe-l'œil, les 24 vieillards de l'Apocalypse jouent de la cithare. Dans les coins, les évangélistes Matthieu, Luc et Marc sont plongés dans la rédaction de leur évangile, alors que Saint Jean s'élance au-dessus de l'aigle vers Dieu.

La fresque de Girardet
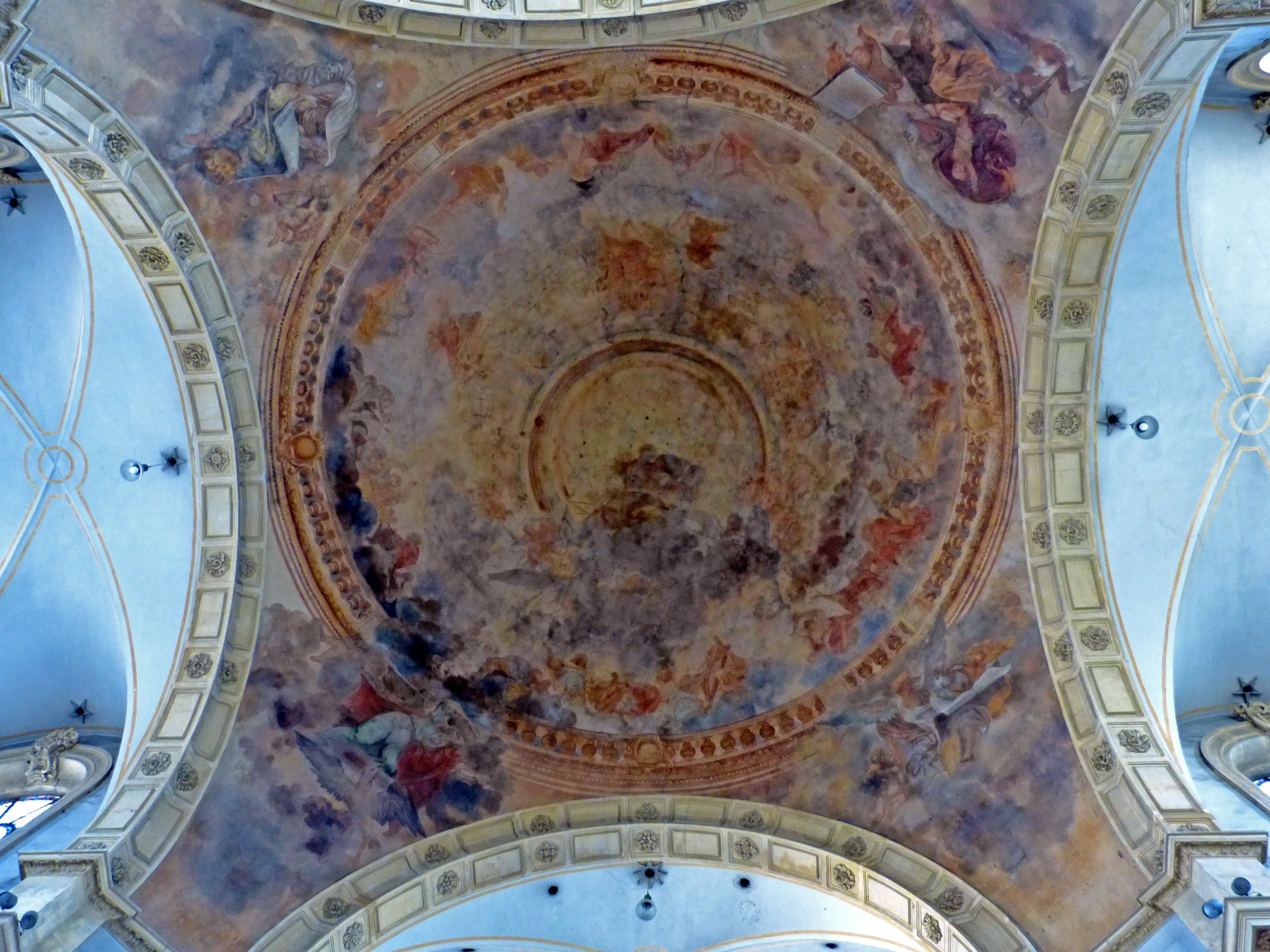
Vue générale.
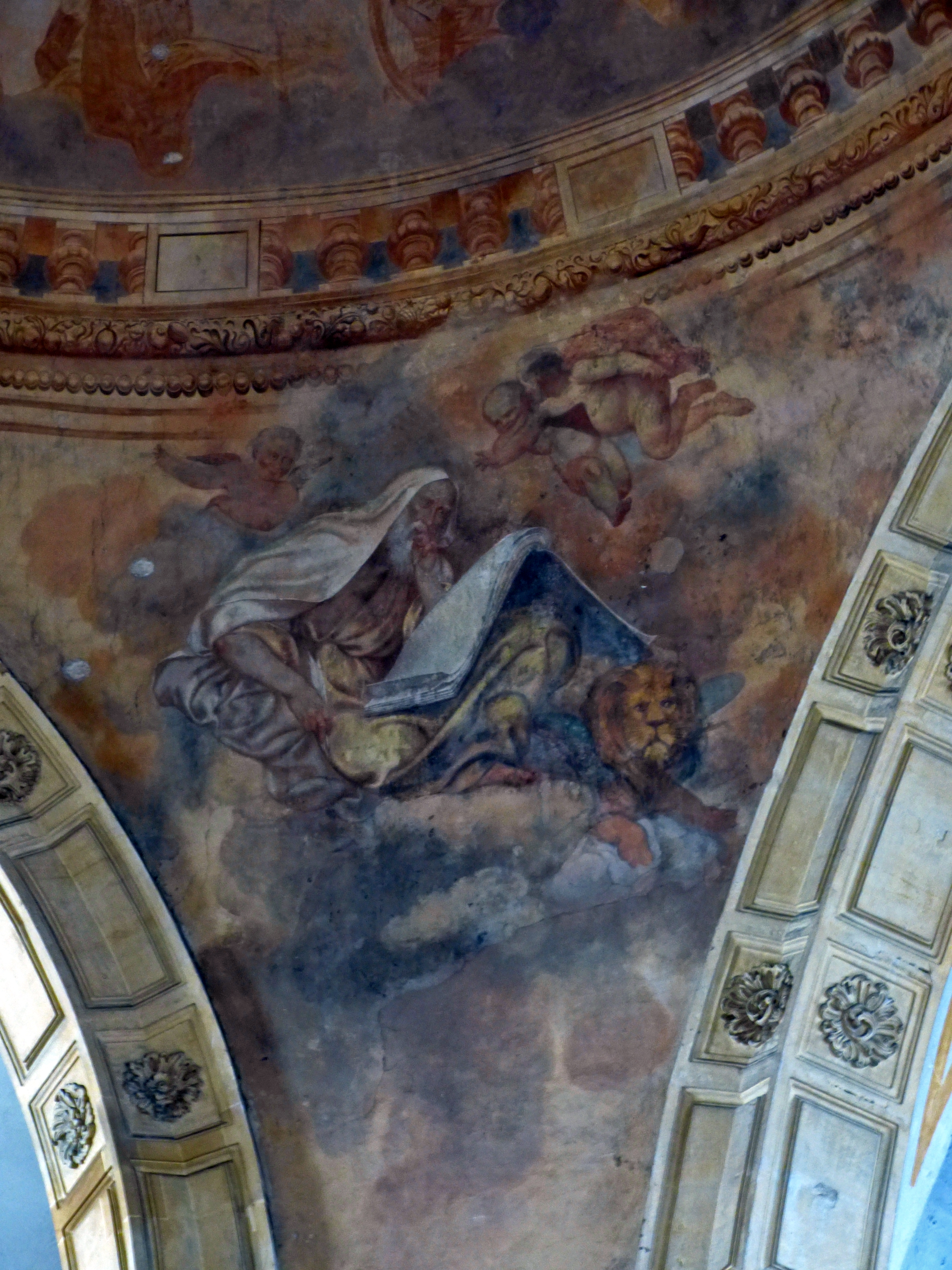
Saint Marc et le lion
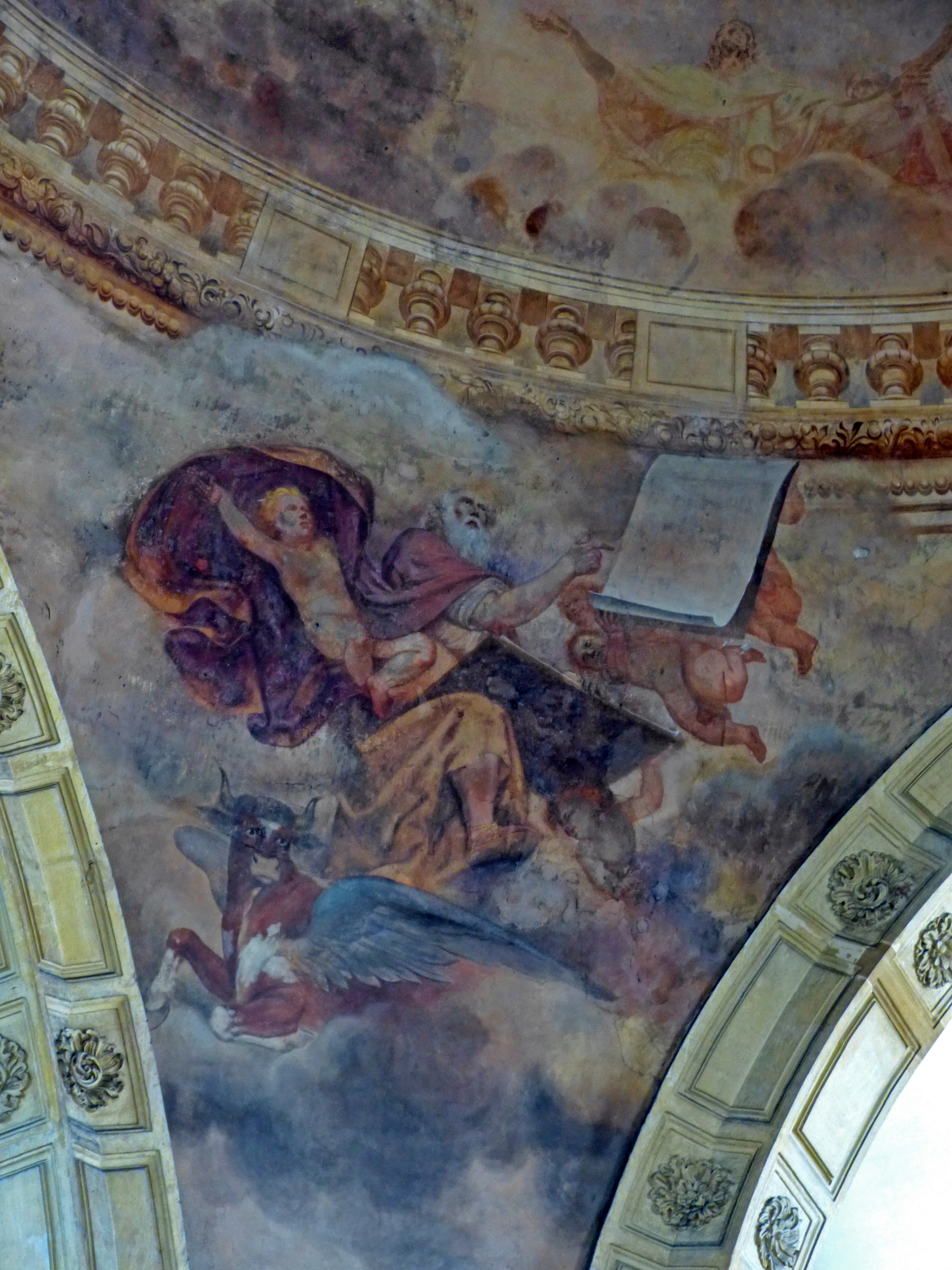
Saint Luc et le taureau.
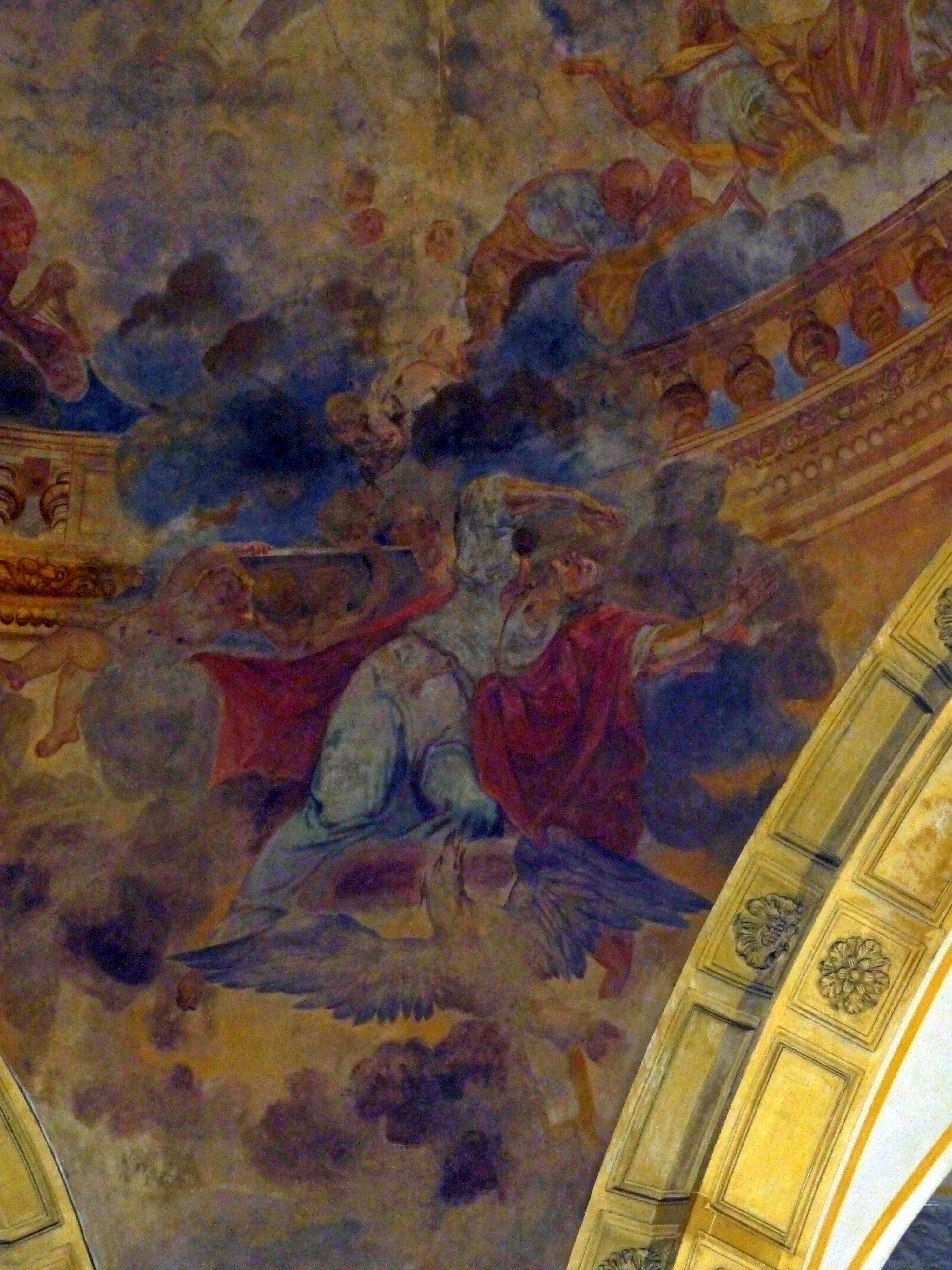
Saint Jean et l'aigle.
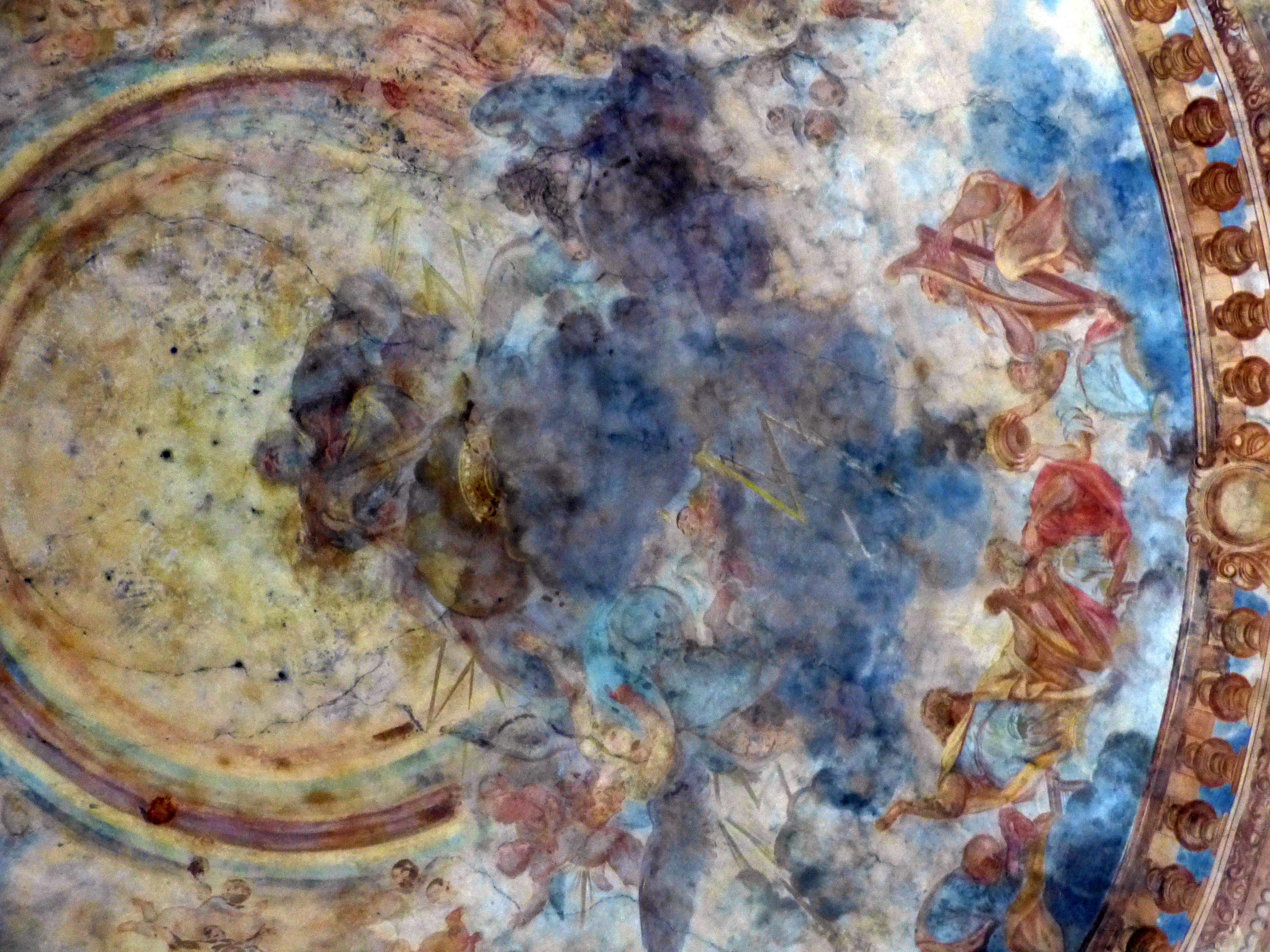
Les vieillards de l'Apocalypse.
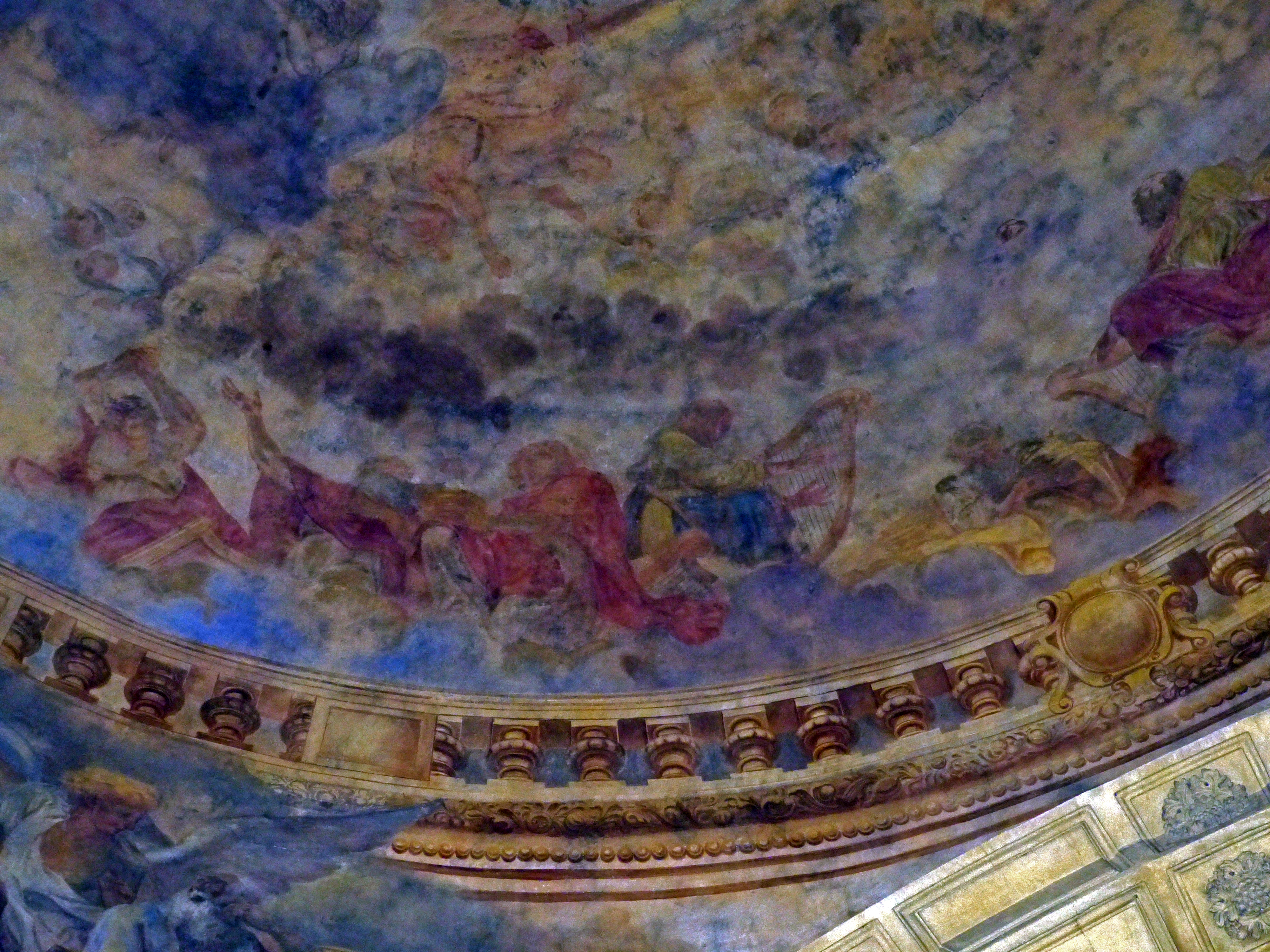
Les vieillards de l'Apocalypse.
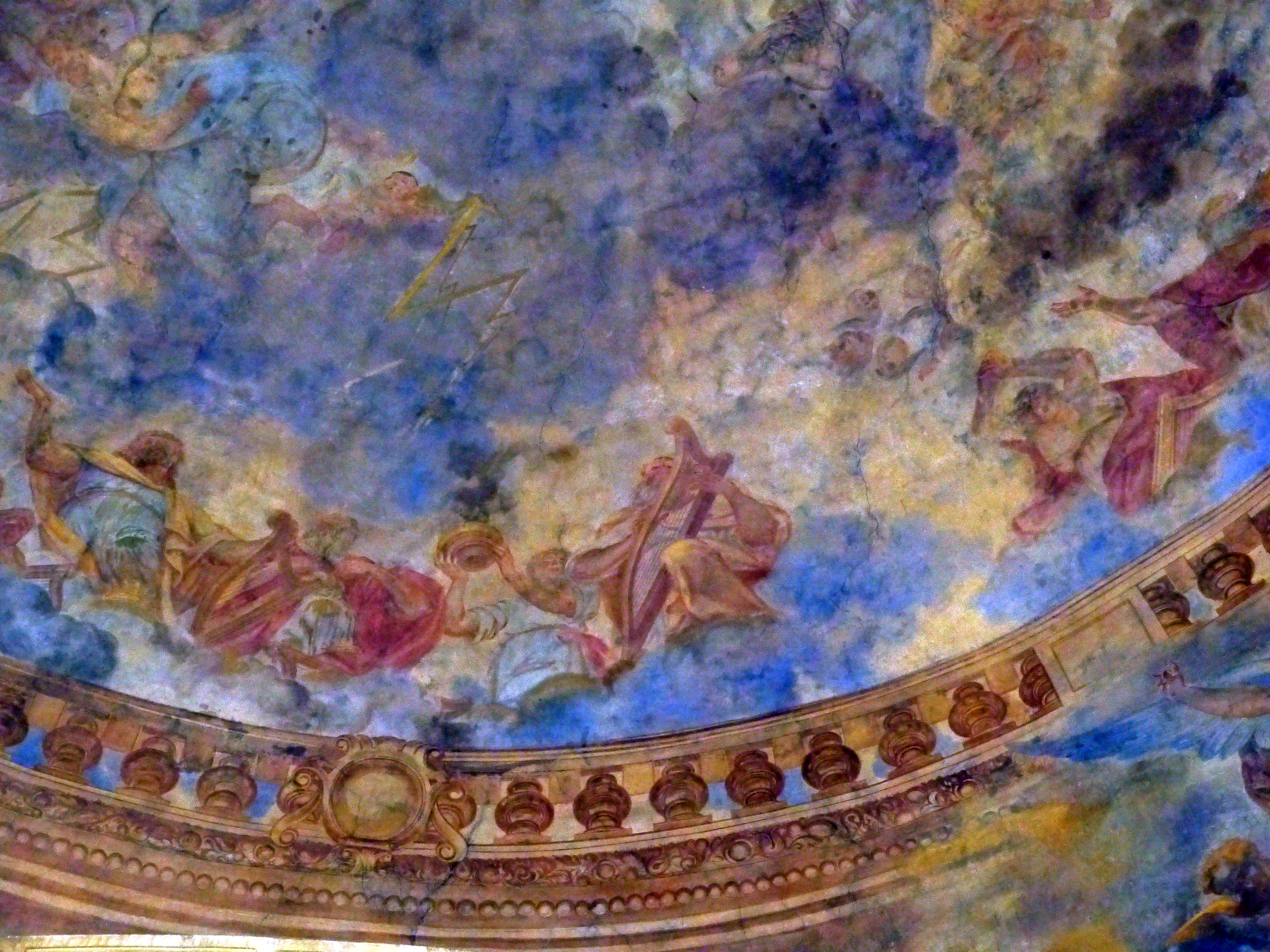
Les vieillards de l'Apocalypse.
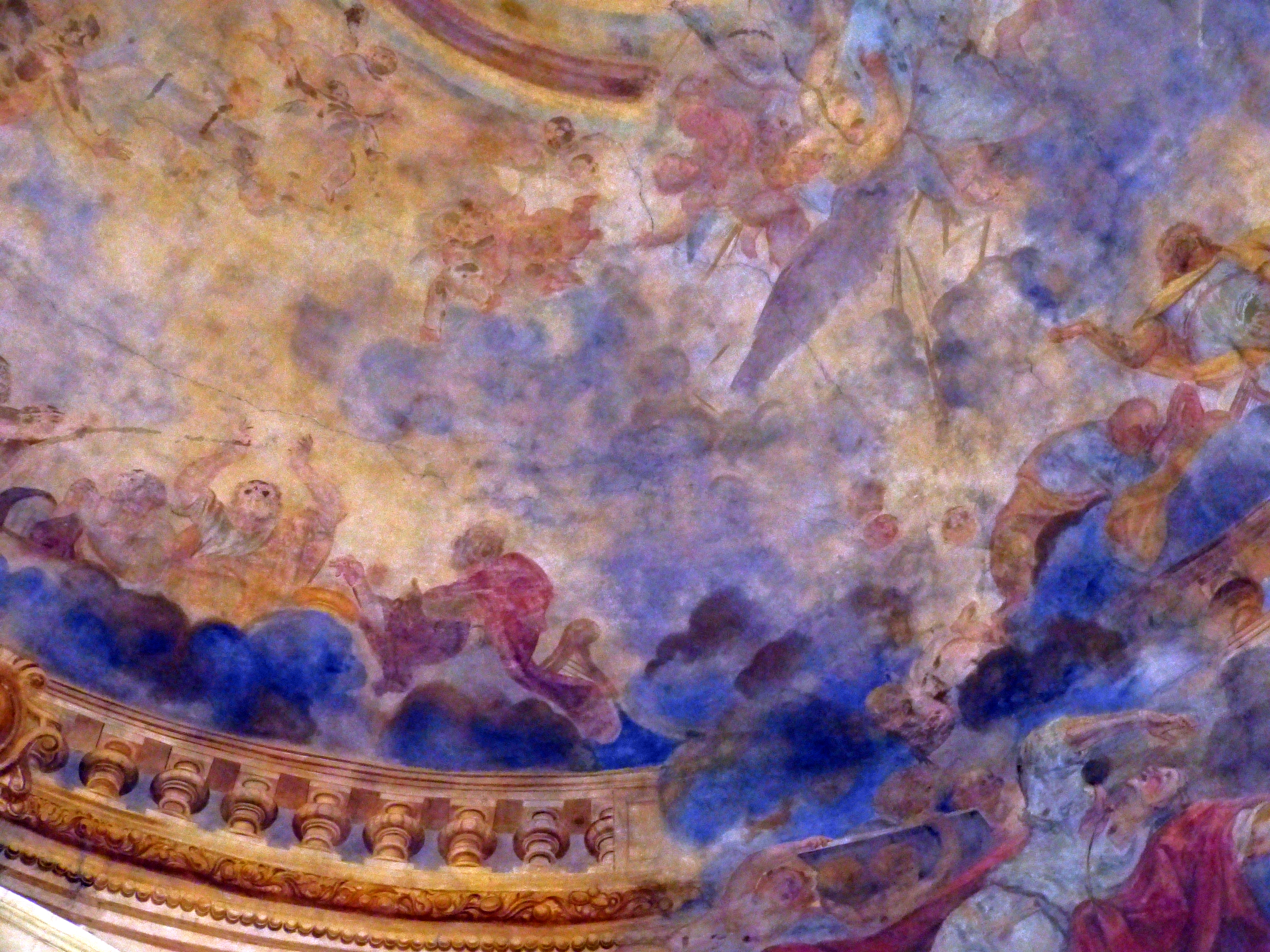
Les vieillards de l'Apocalypse.
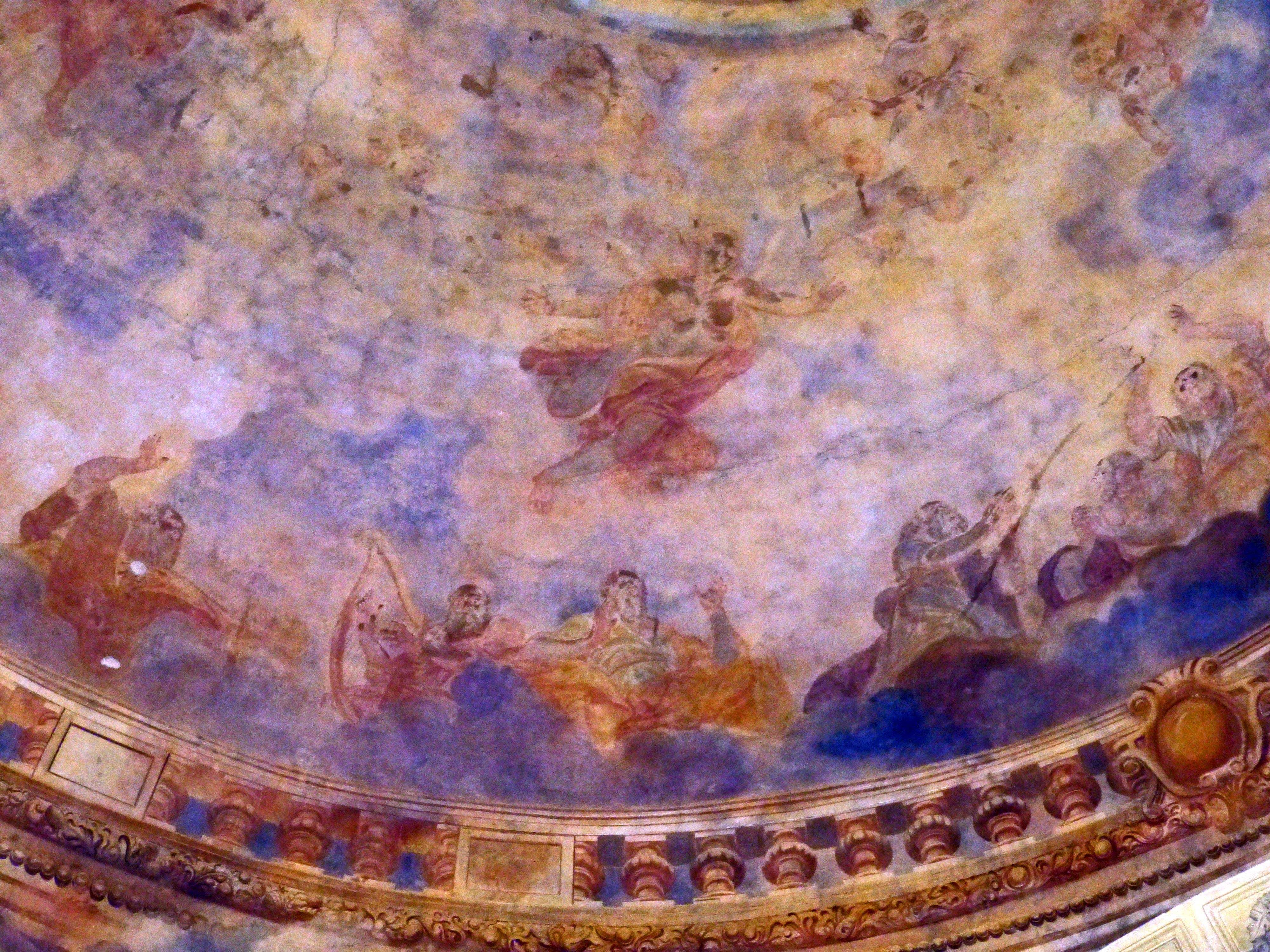
Les vieillards de l'Apocalypse.
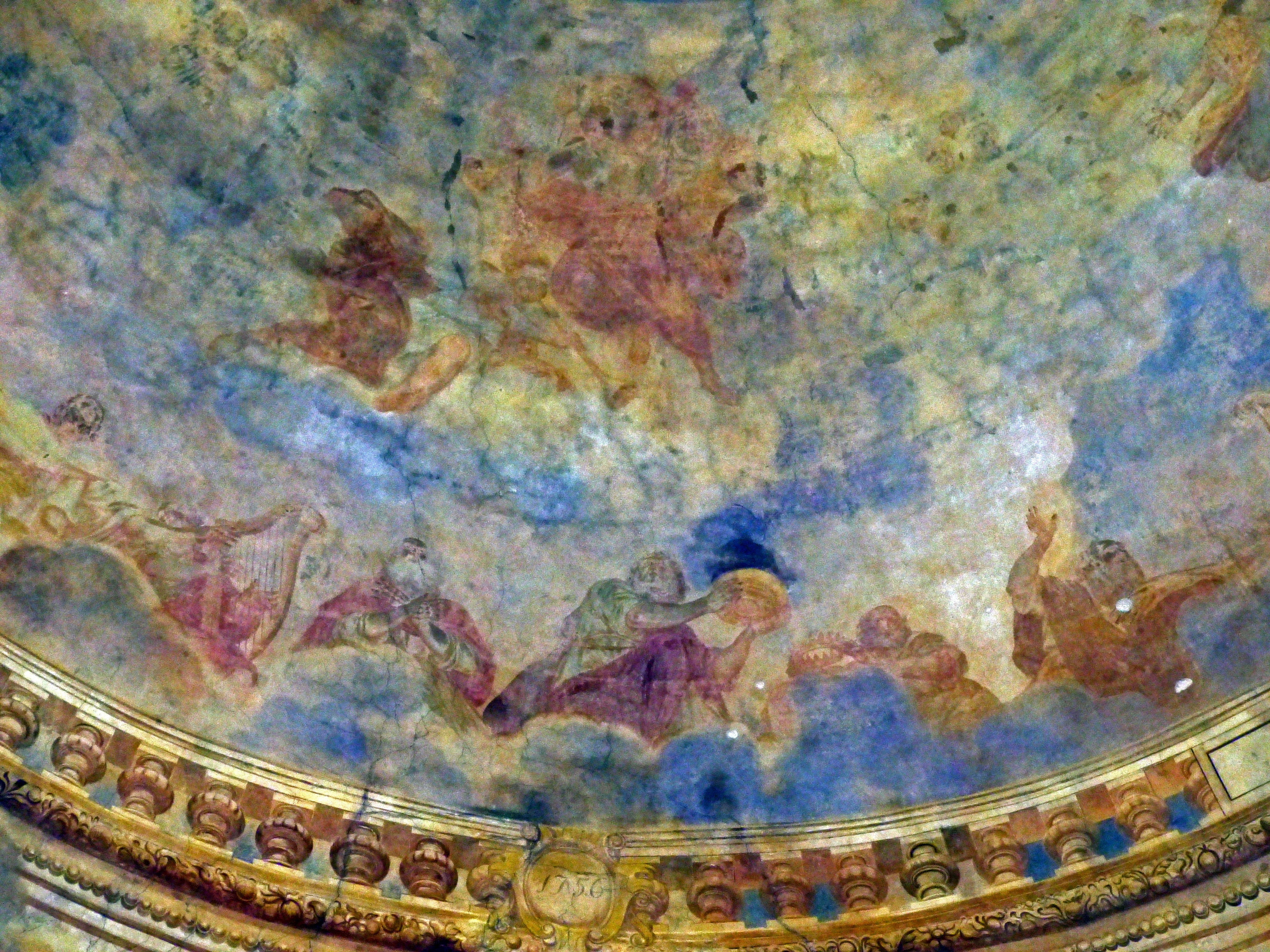
Les vieillards de l'Apocalypse.
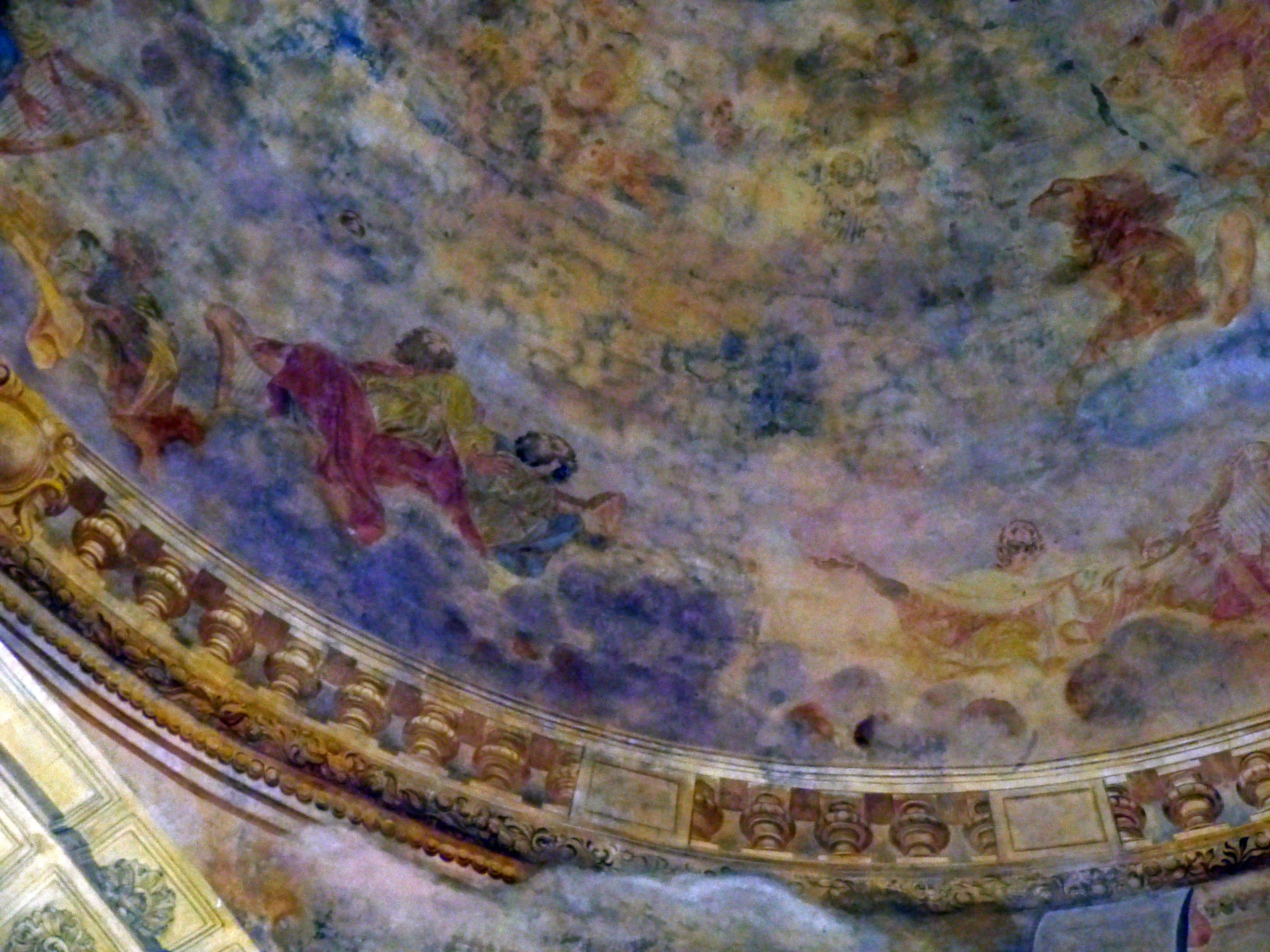
Les vieillards de l'Apocalypse.

### La maître-autel et son baldaquin
Le maître-autel et son baldaquin sont du XVIIIe siècle. L'autel est en marbre de Charleville avec deux anges thuriféraires à droite et à gauche du couronnement. 

Le maître-autel et son baldaquin
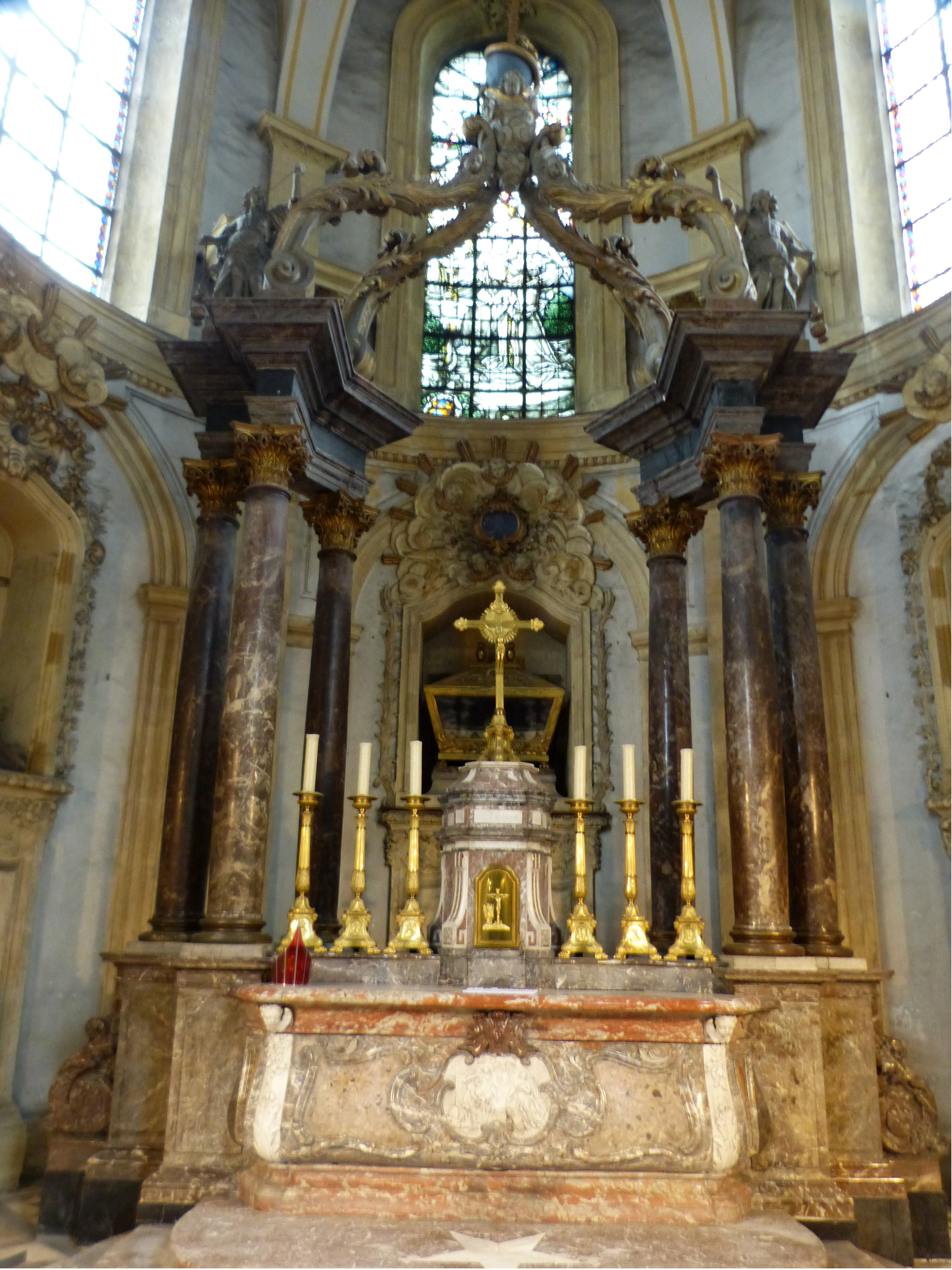
Vue générale.
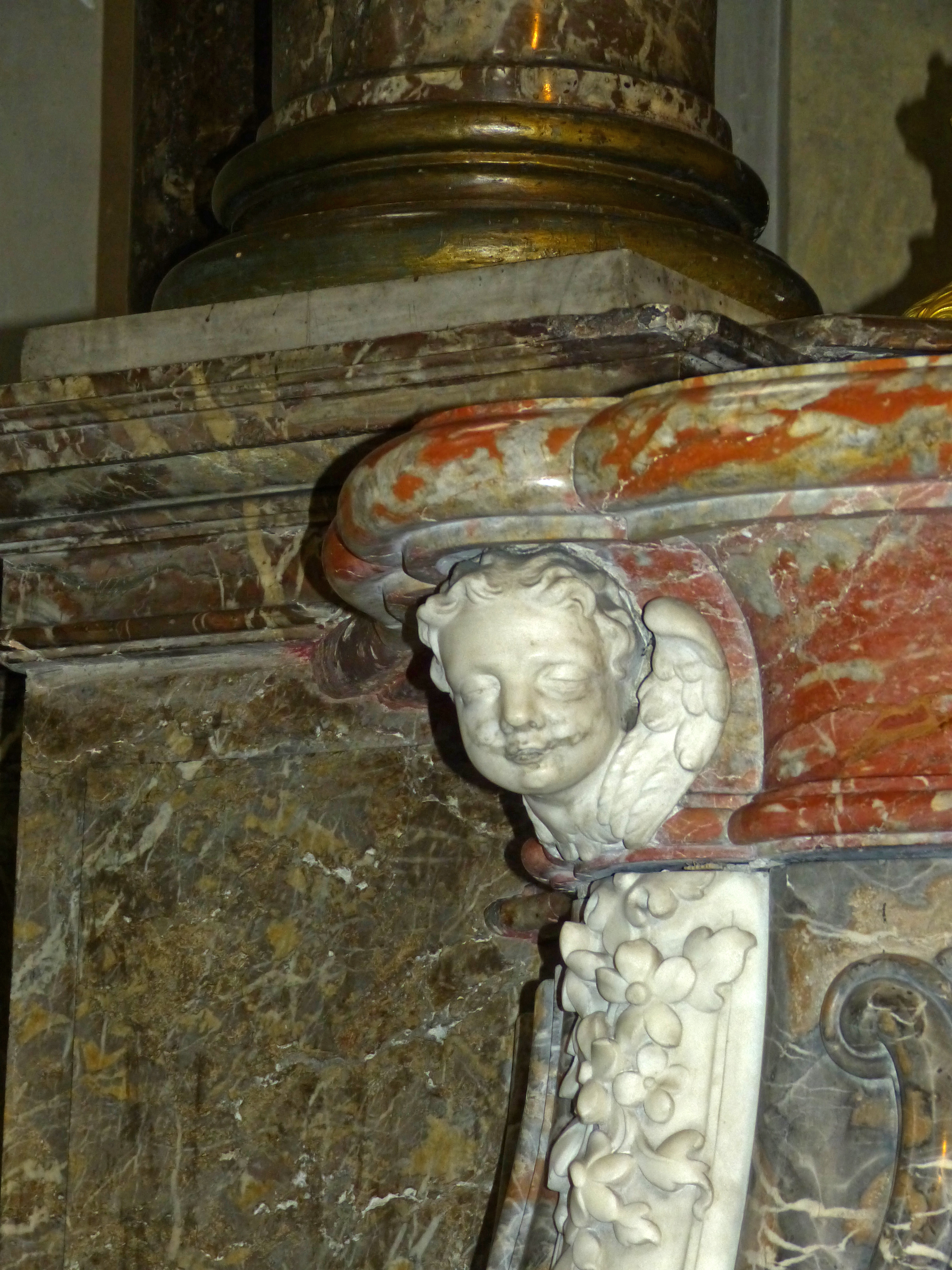
Tête d'angelot à gauche de l'autel.
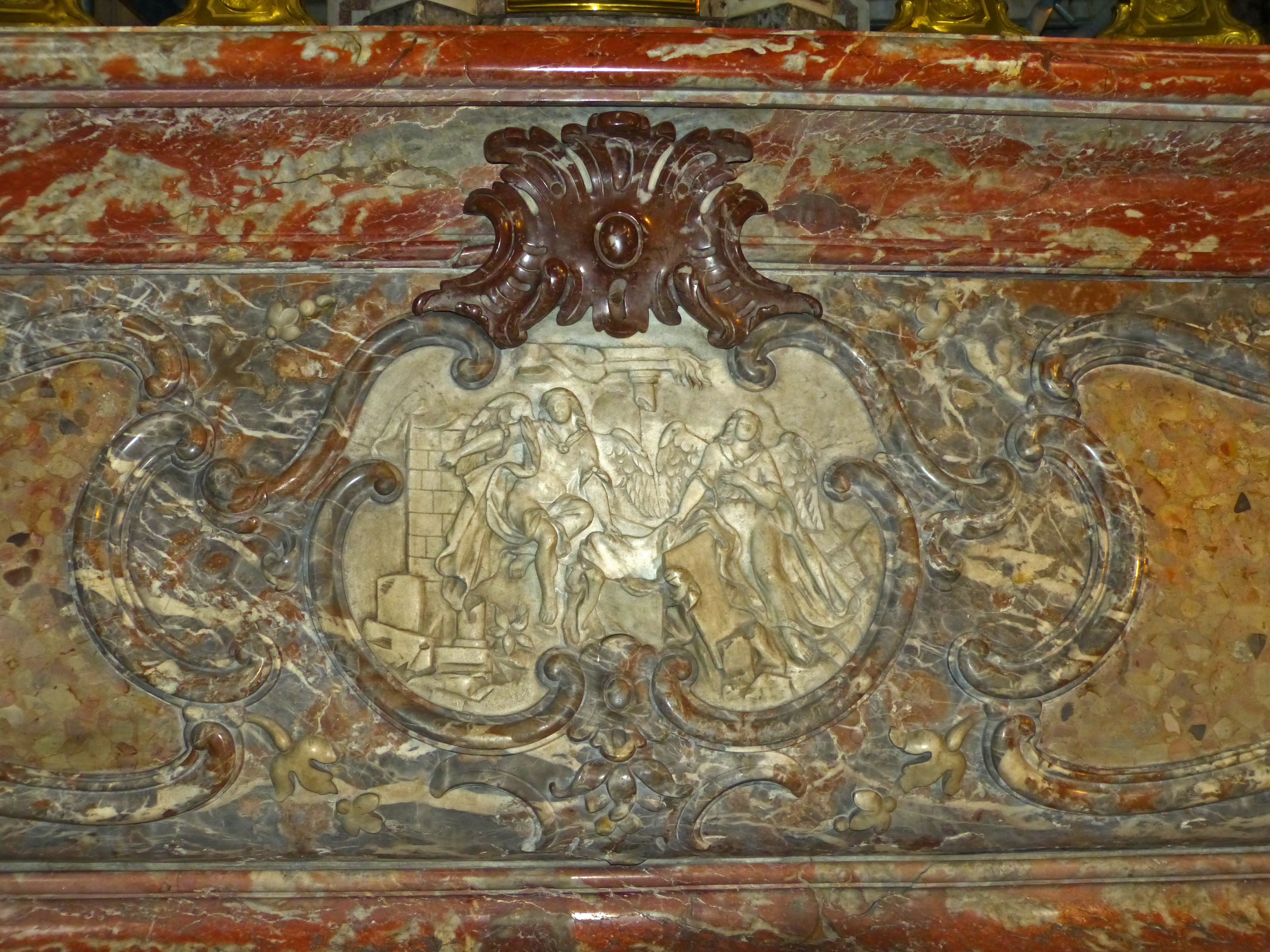
Sculpture au centre de l'autel.
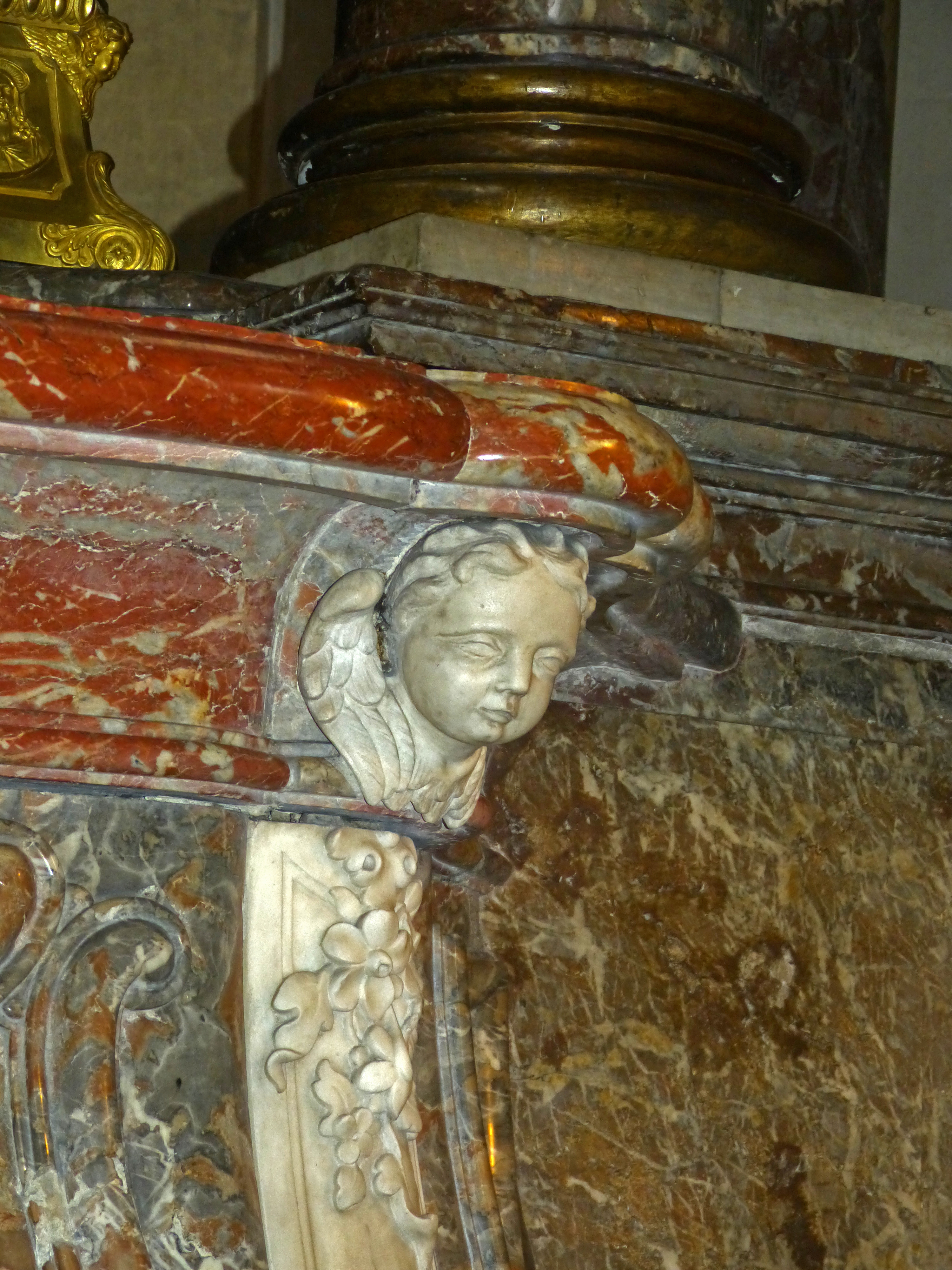
Tête d'angelot à droite de l'autel.
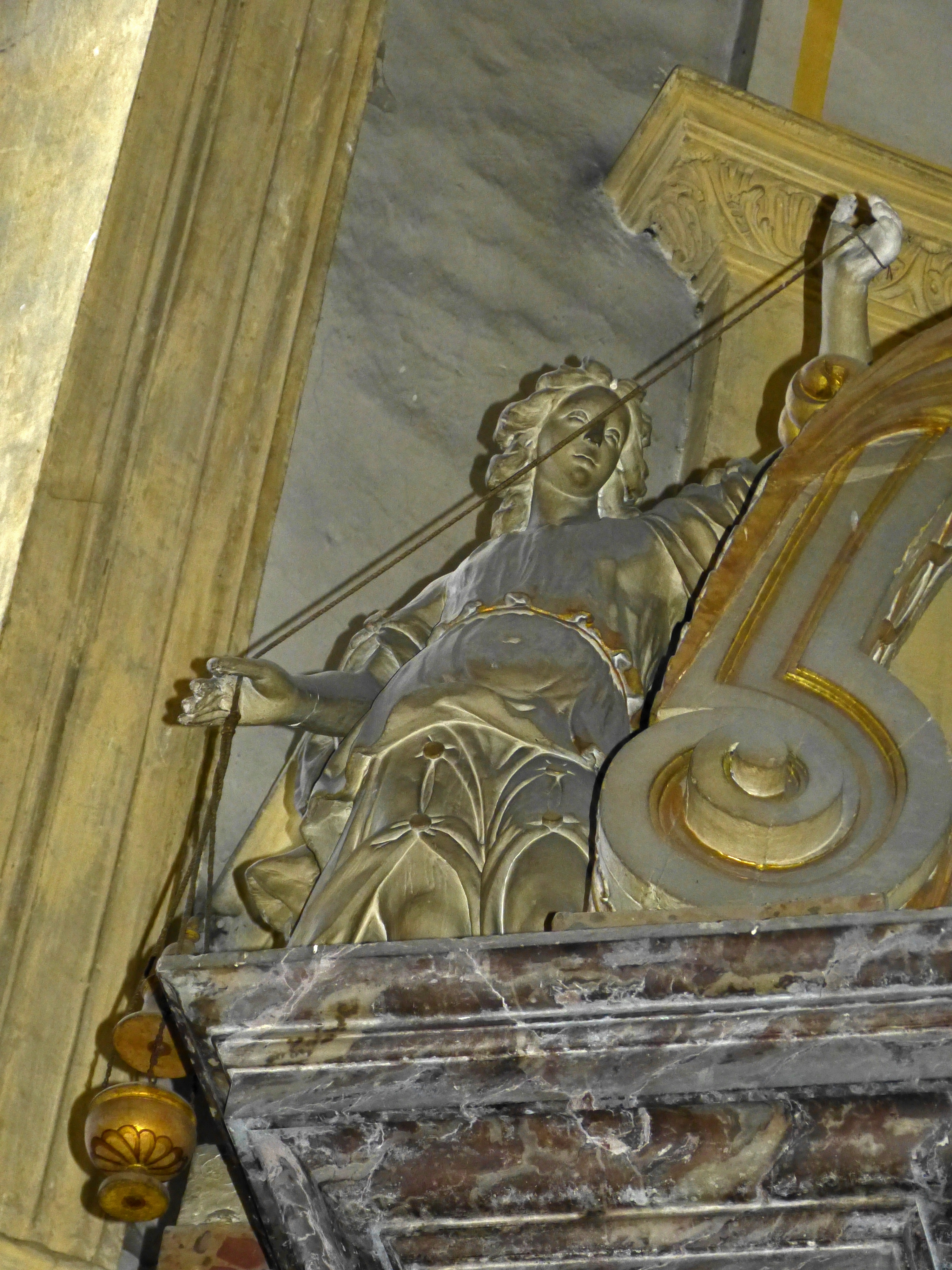
Ange à gauche du baldaquin.
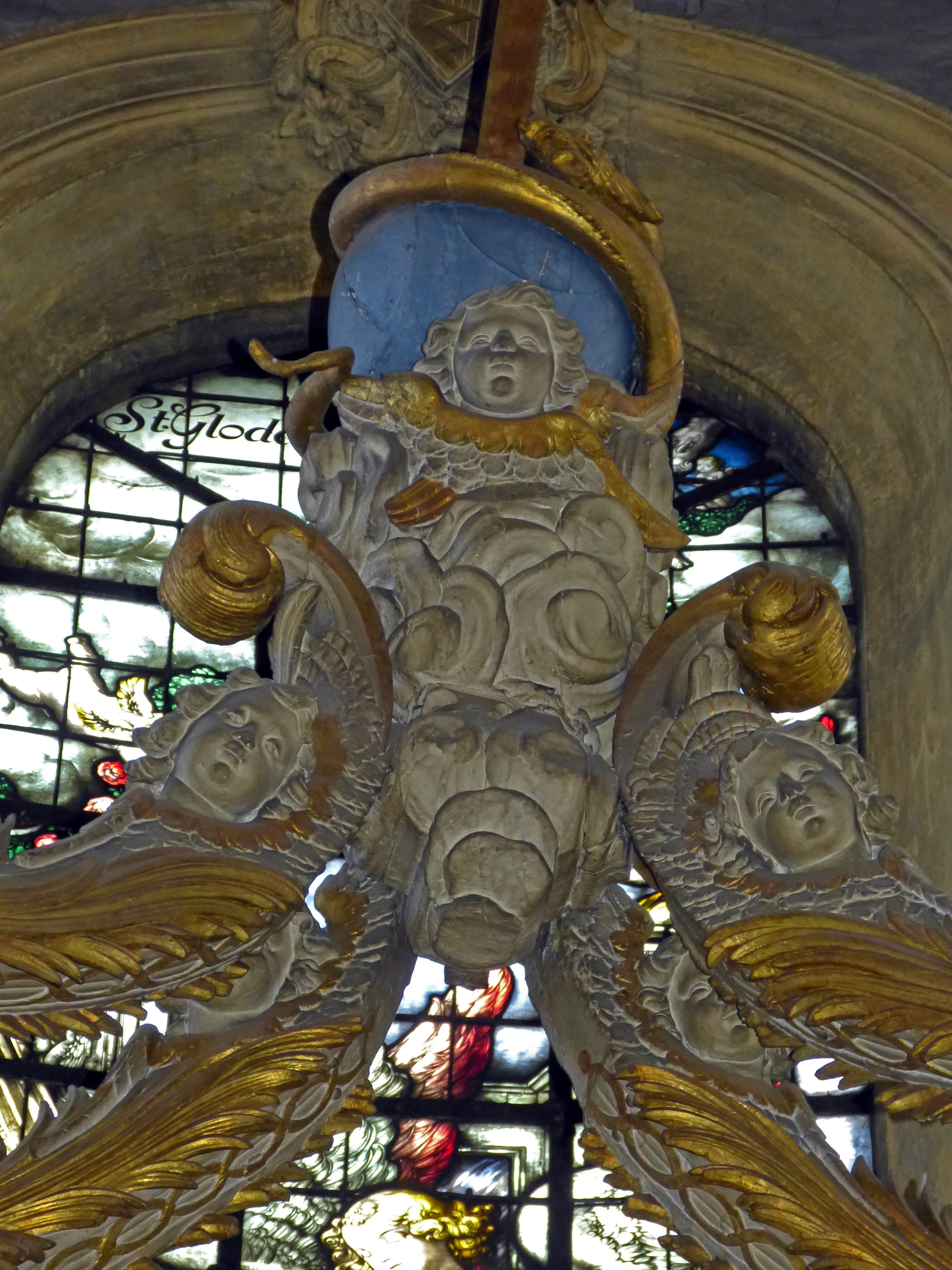
Angelot au sommet du baldaquin.
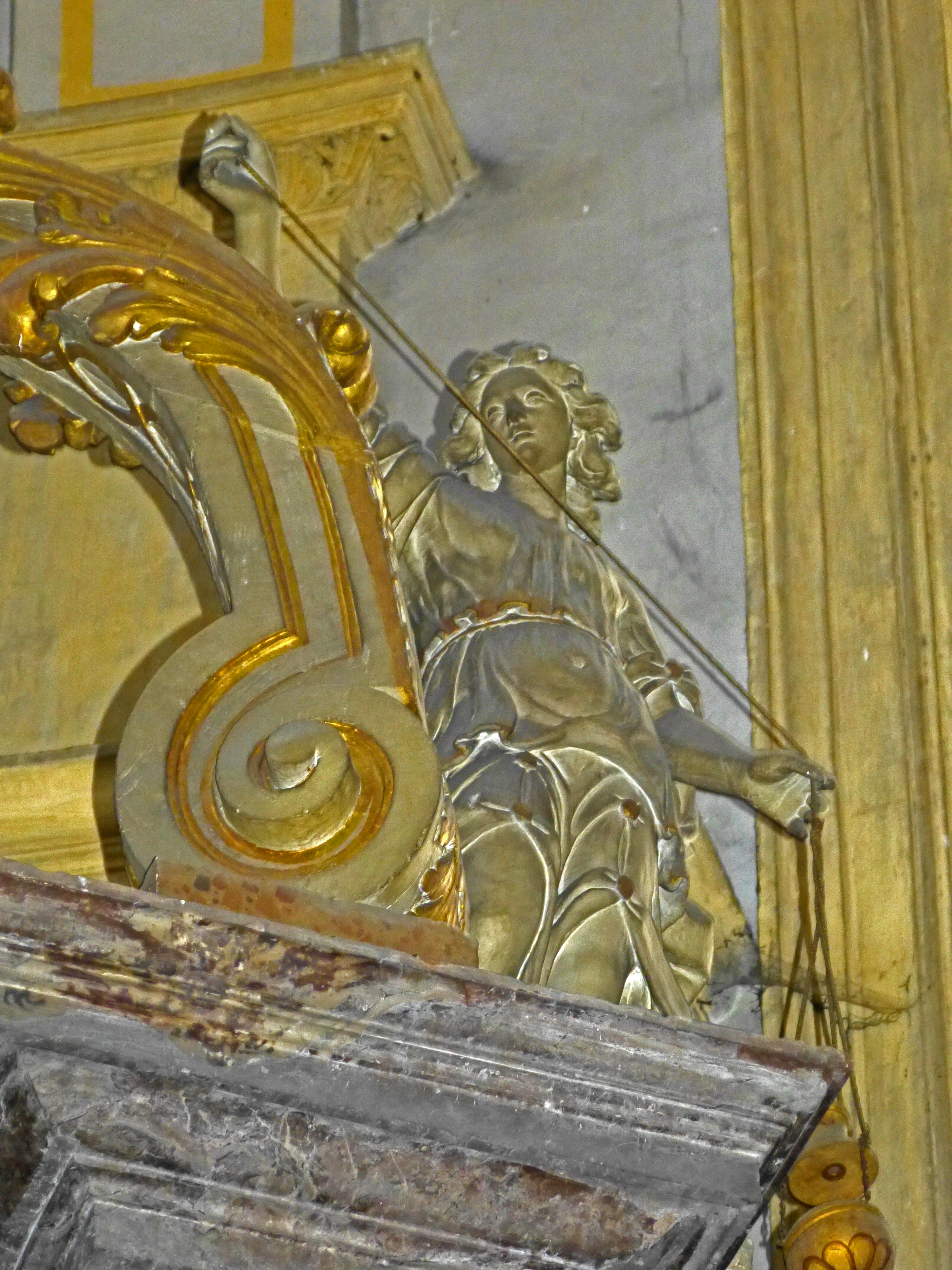
Ange à droite du baldaquin.

### Les vitraux

#### Le vitrail de sainte Glossinde
Dans le chœur se trouve derrière le baldaquin le vitrail de sainte Glossinde réalisé en 1908 par l'Allemand Fritz Geiges (de) : il représente les anges remettant le voile de moniale à Glossinde.

Le vitrail de sainte Glossinde
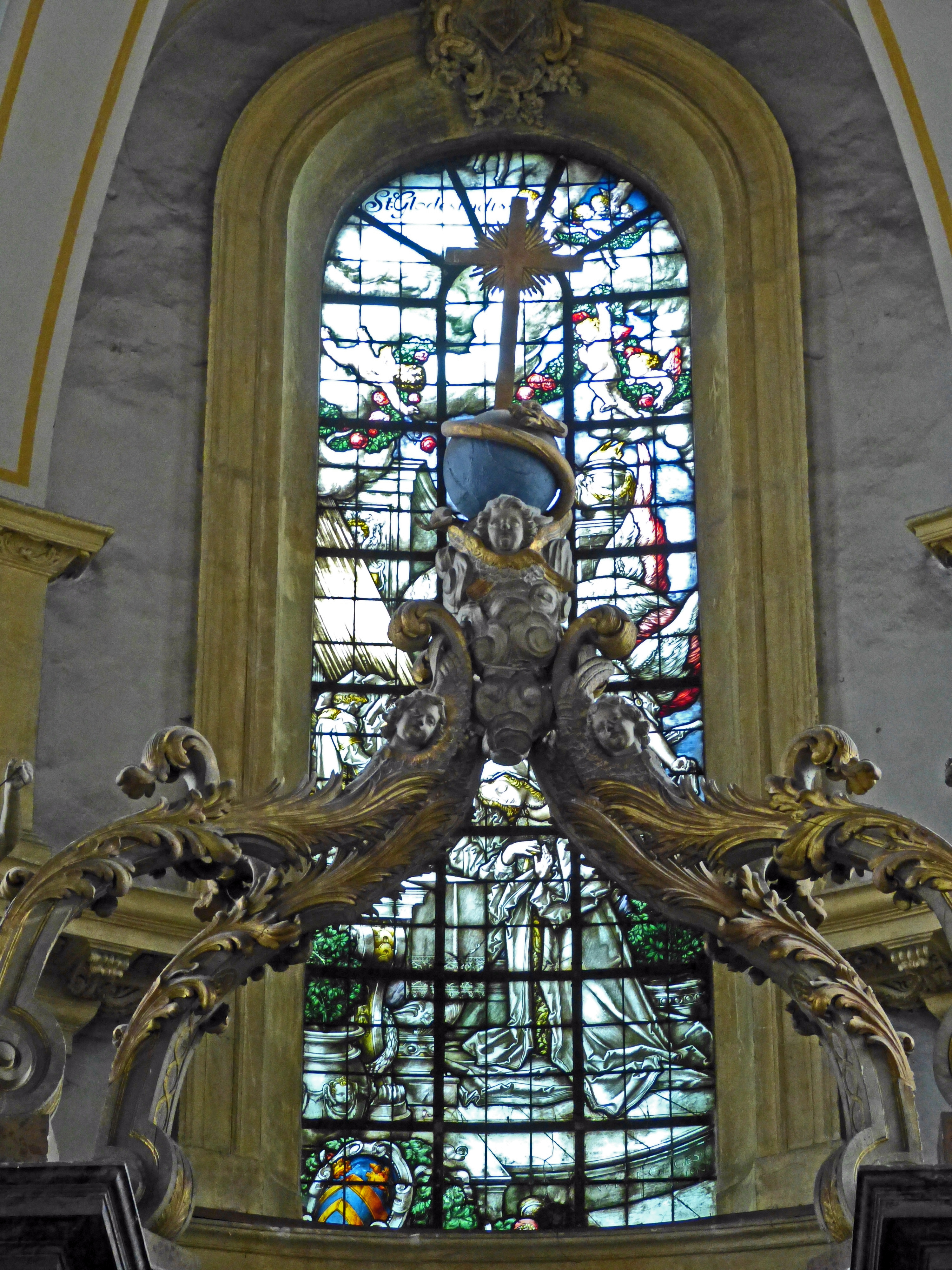
Vue générale derrière le baldaquin.
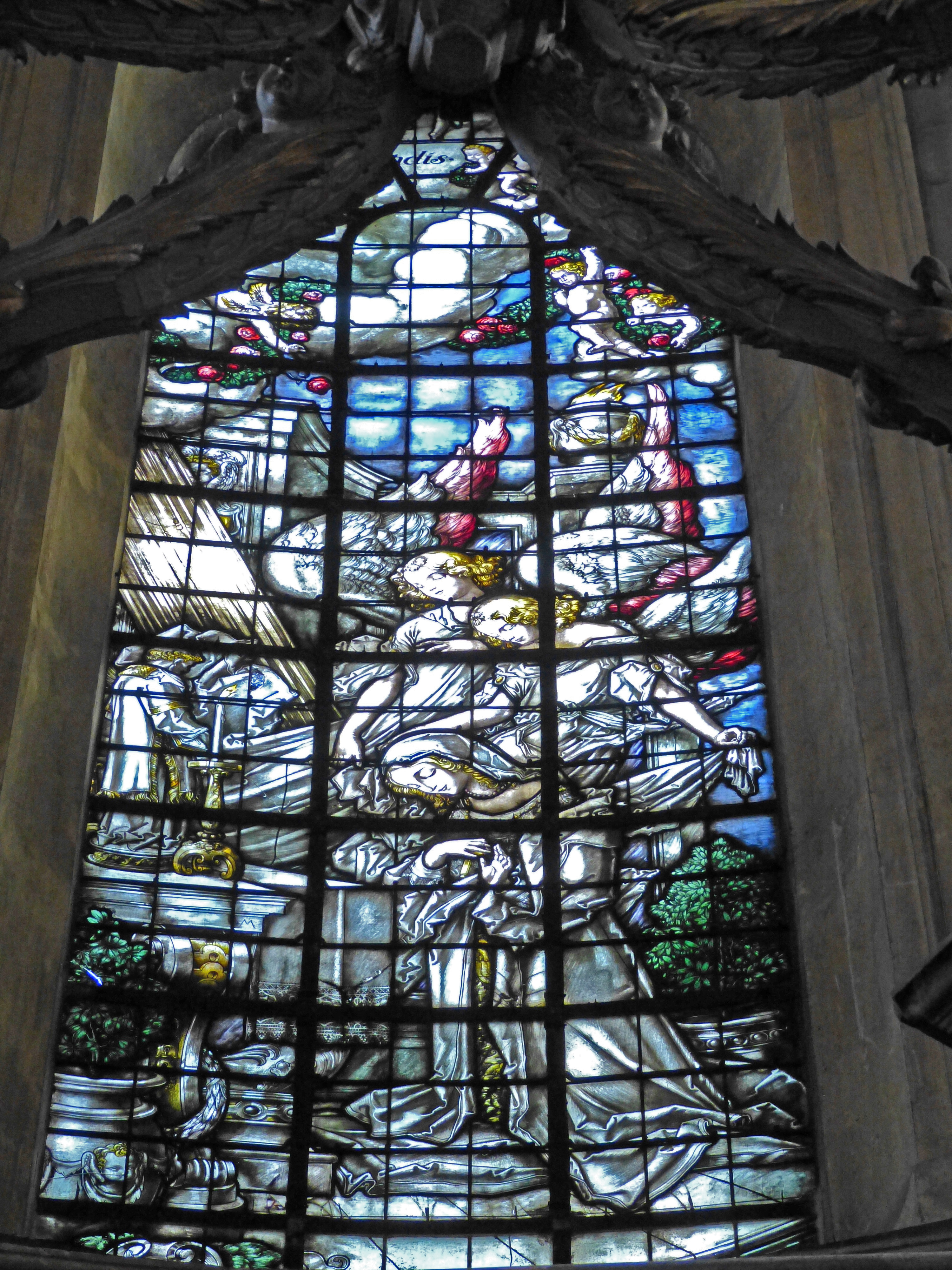
Vue à travers le baldaquin.
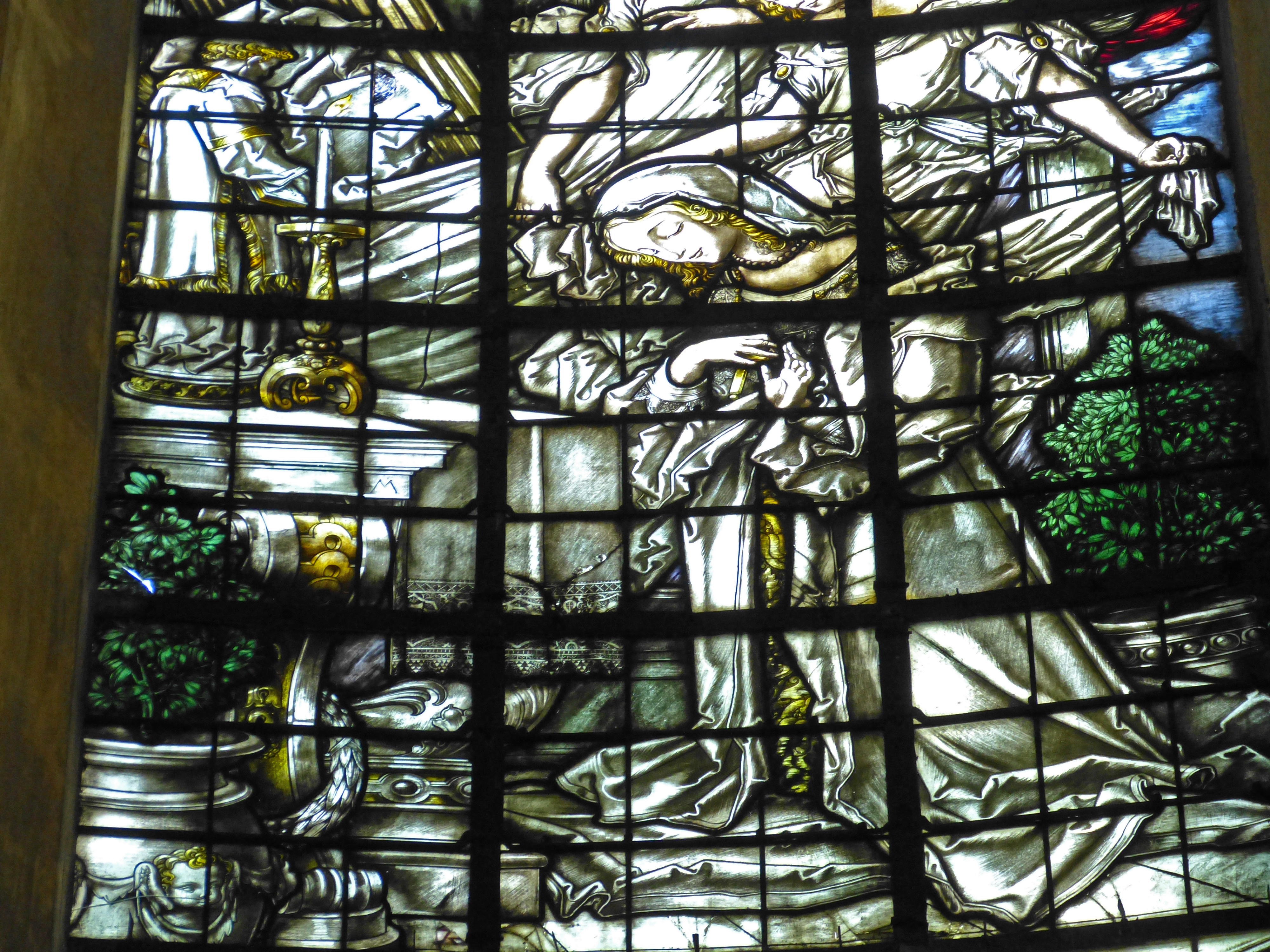
Détail de sainte Glossinde.

#### Les vitraux du chœur
Les autres vitraux du chœur représentent chacun, dans un petit vitrail encastré dans un plus grand, de gauche à droite : un saint évêque et la Vierge de l'Annonciation ; une sainte abbesse et sainte Barbe ; saint Michel et le Martyre de saint Érasme ; saint Benoît et saint Étienne.

Les vitraux du chœur
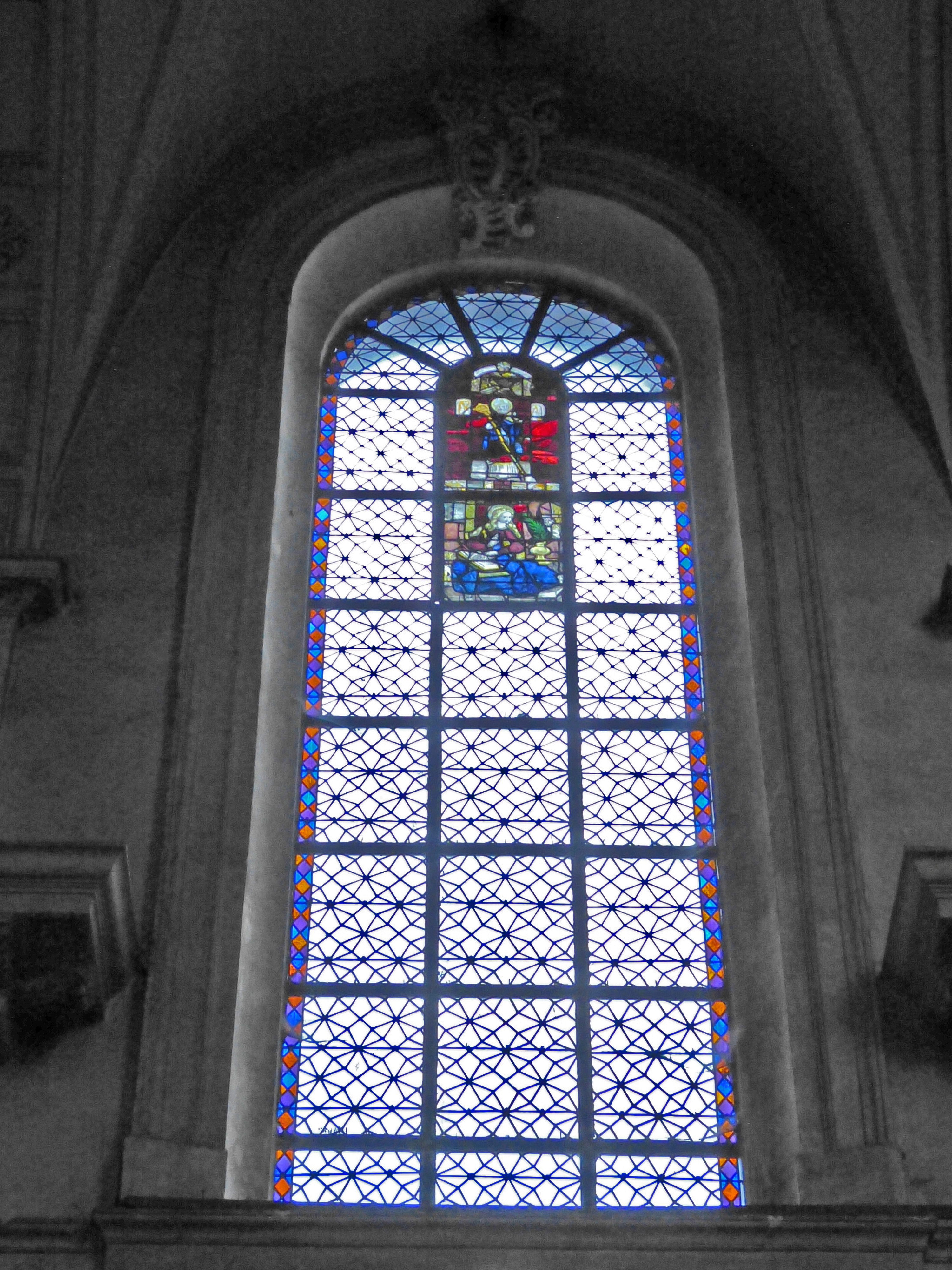
Saint évêque et Vierge de l'Annonciation (vue générale).
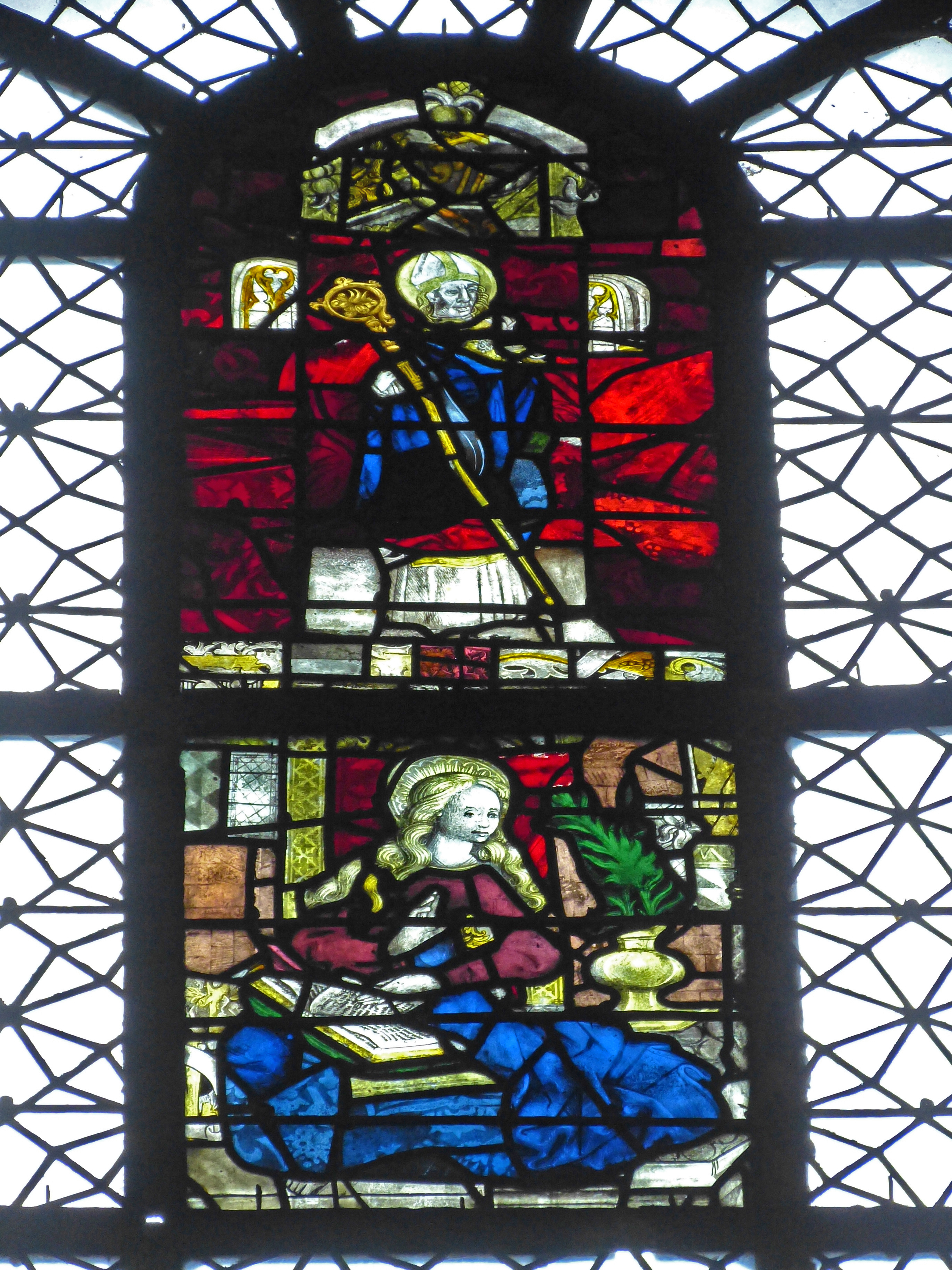
Saint évêque et Vierge de l'Annonciation (détails).
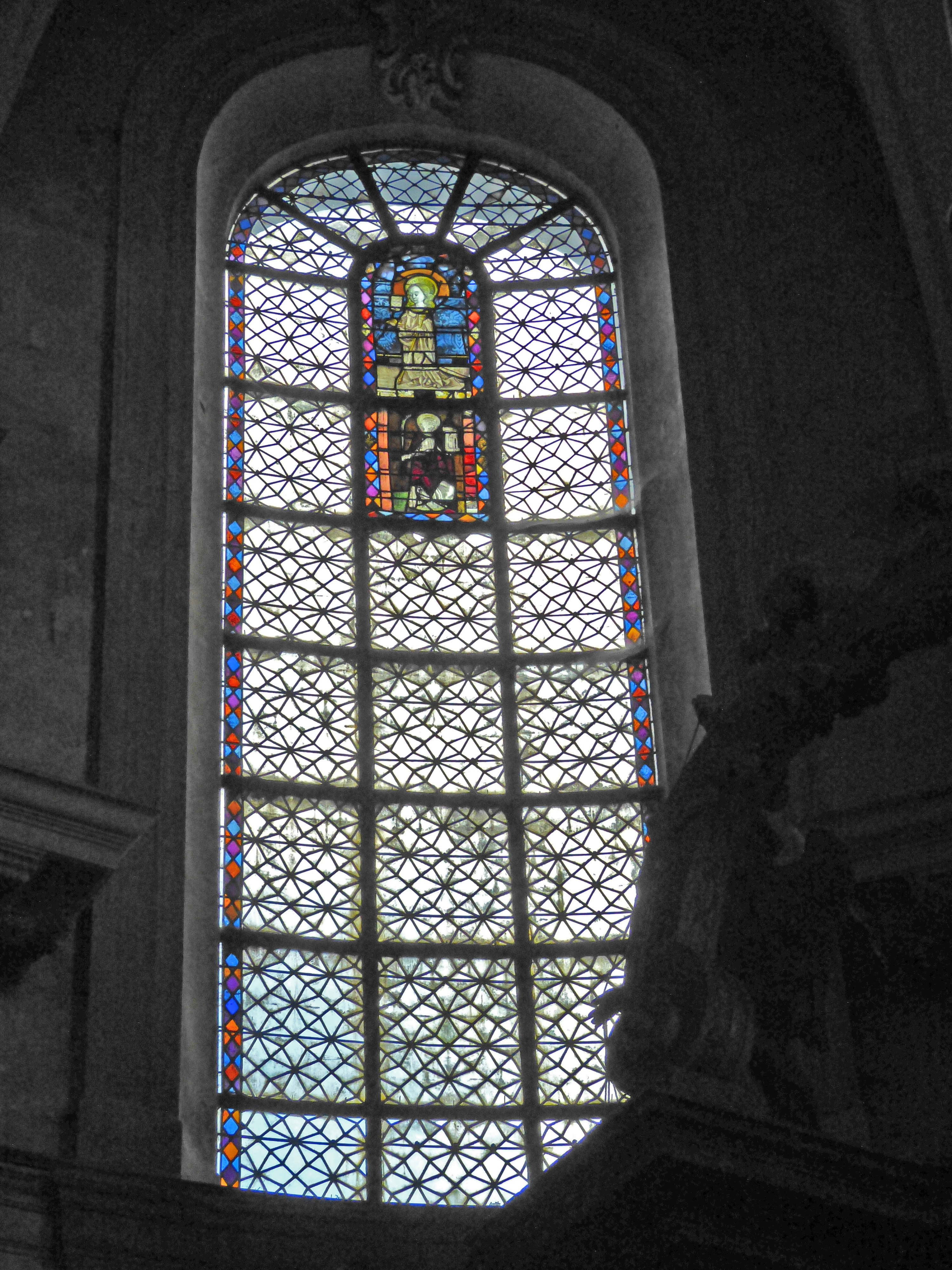
Sainte abbesse et sainte Barbe (vue générale).
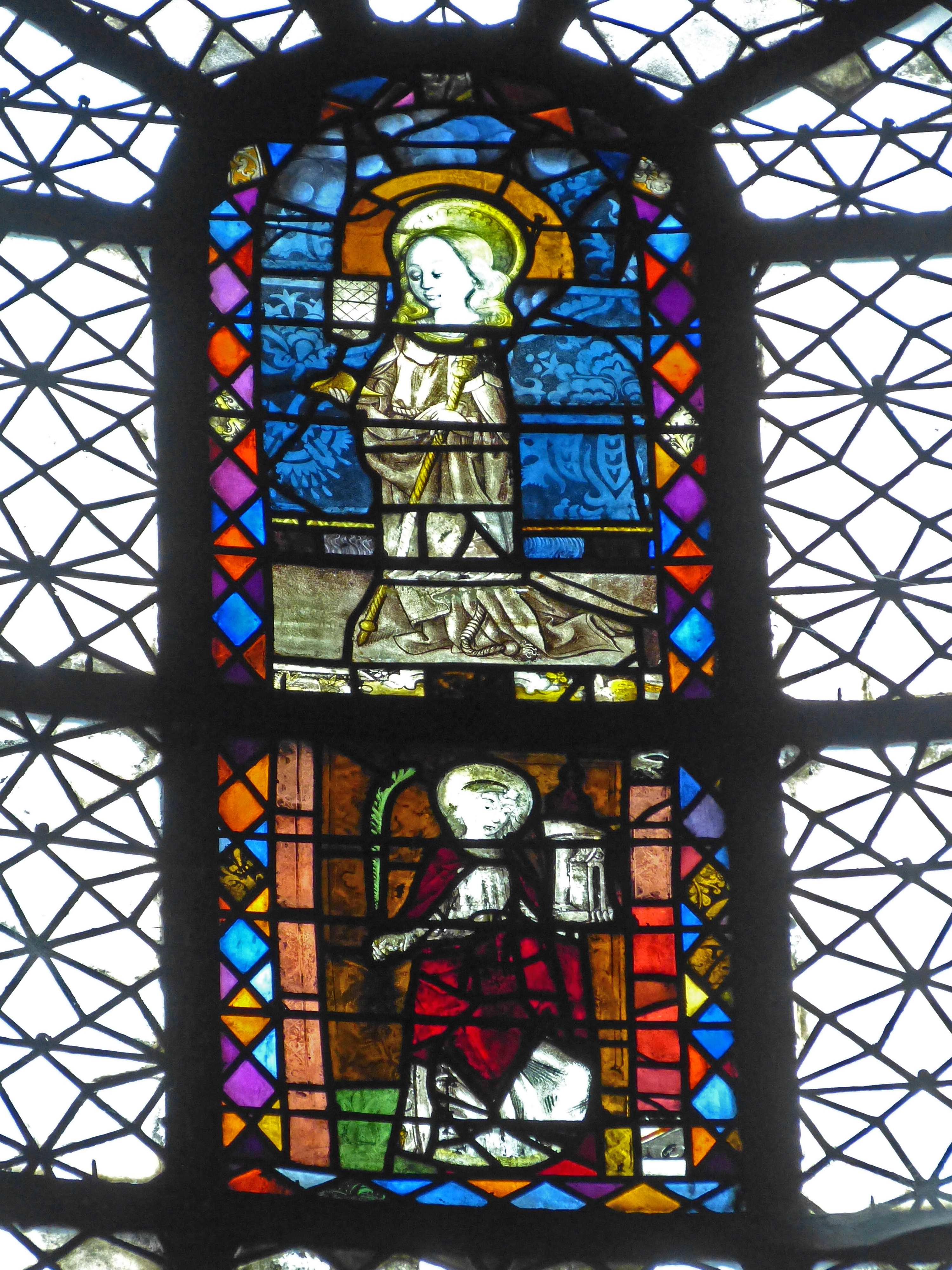
Sainte abbesse et sainte Barbe (détails).
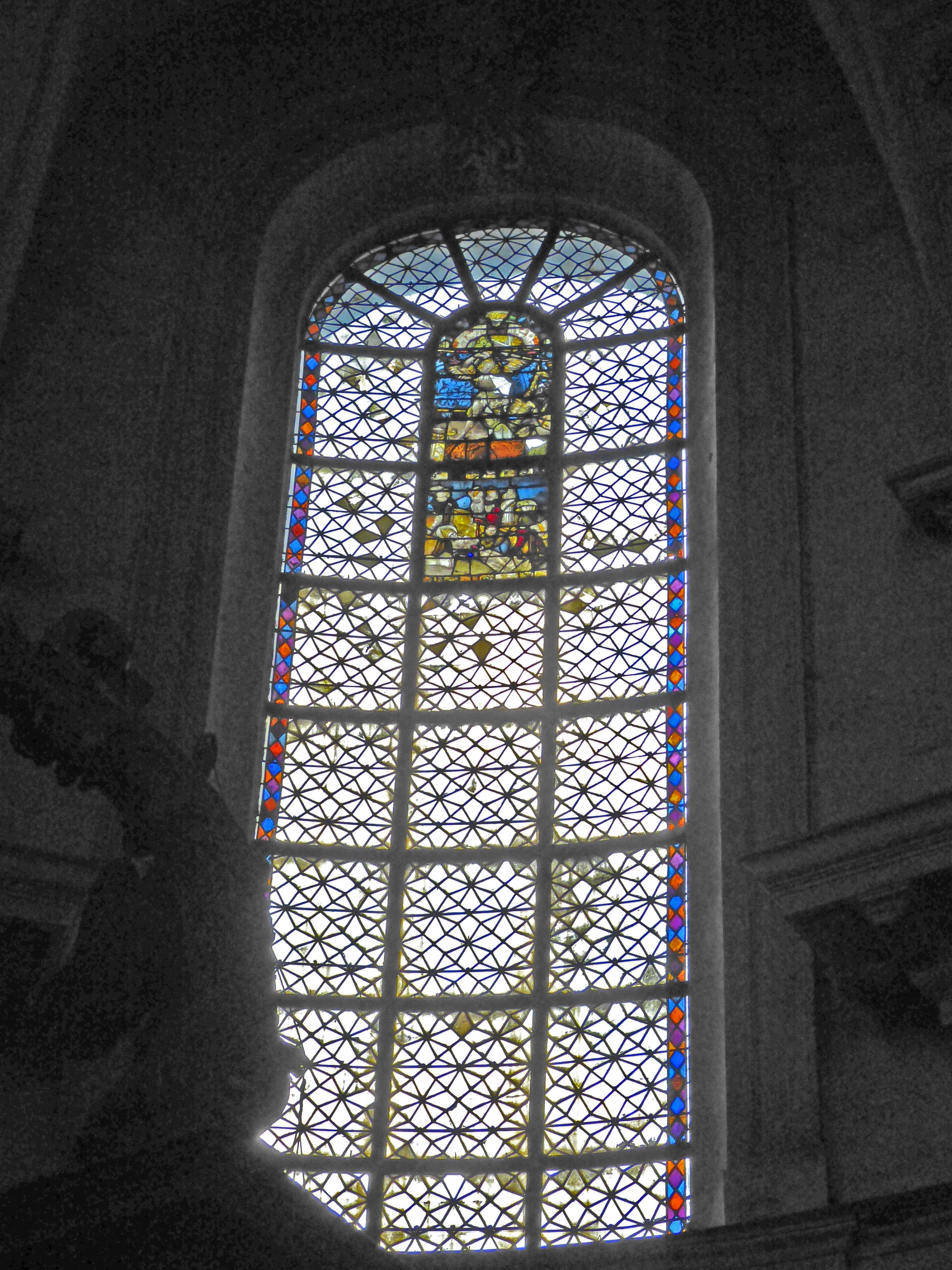
Saint Michel et martyre de saint Érasme (vue générale).
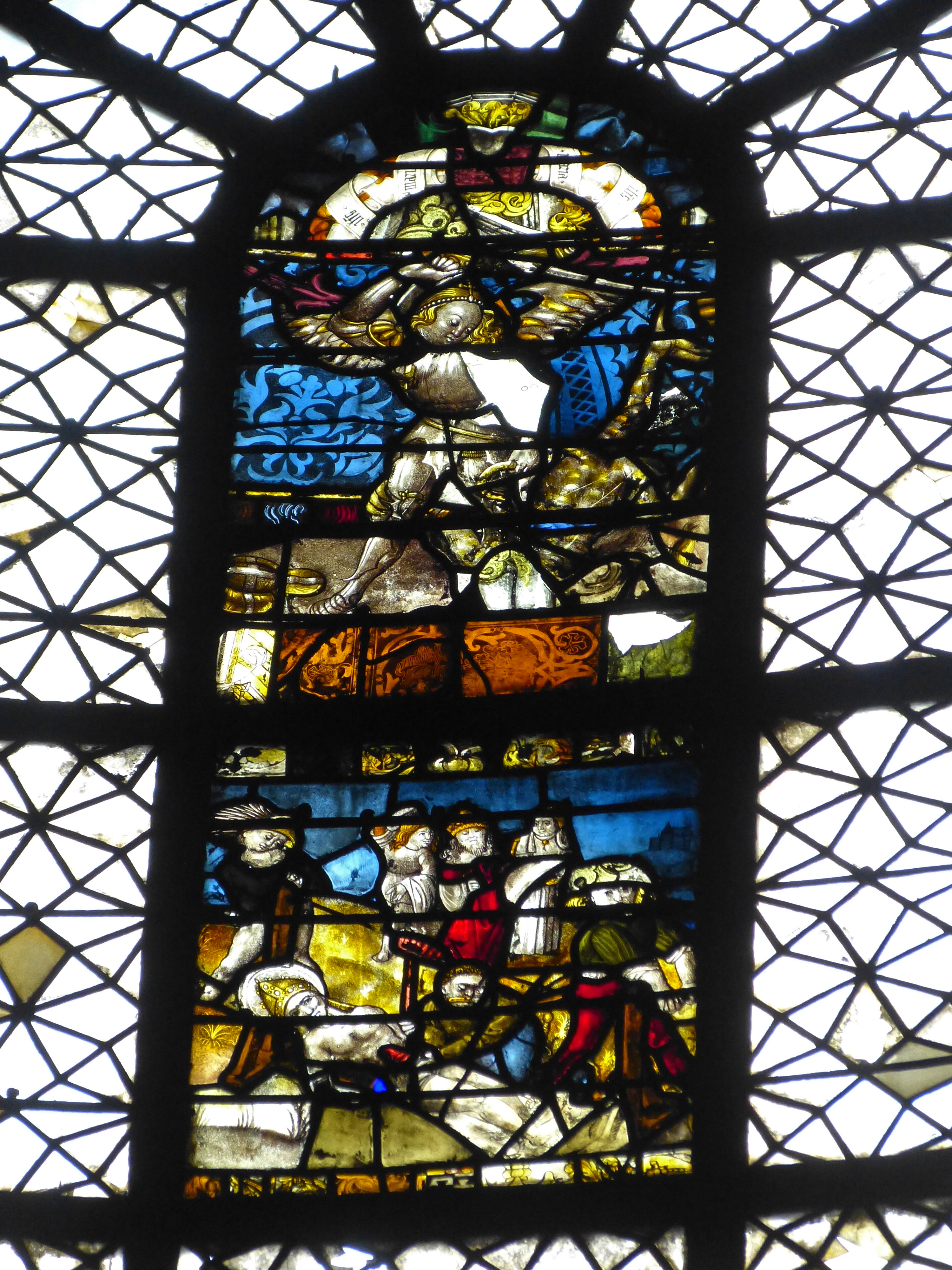
Saint Michel et martyre de saint Érasme (détails).
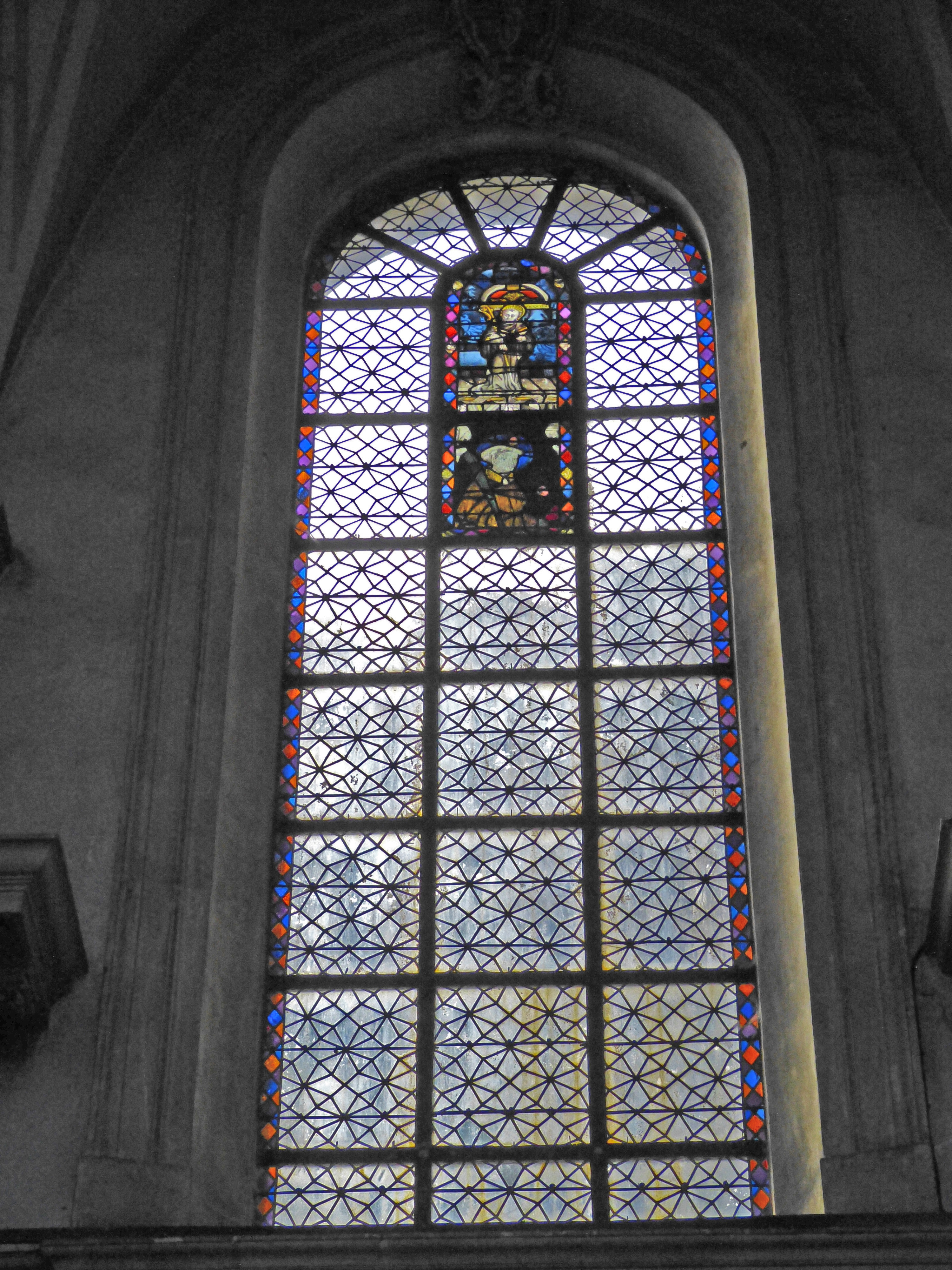
Saint Benoît et saint Étienne (vue générale).
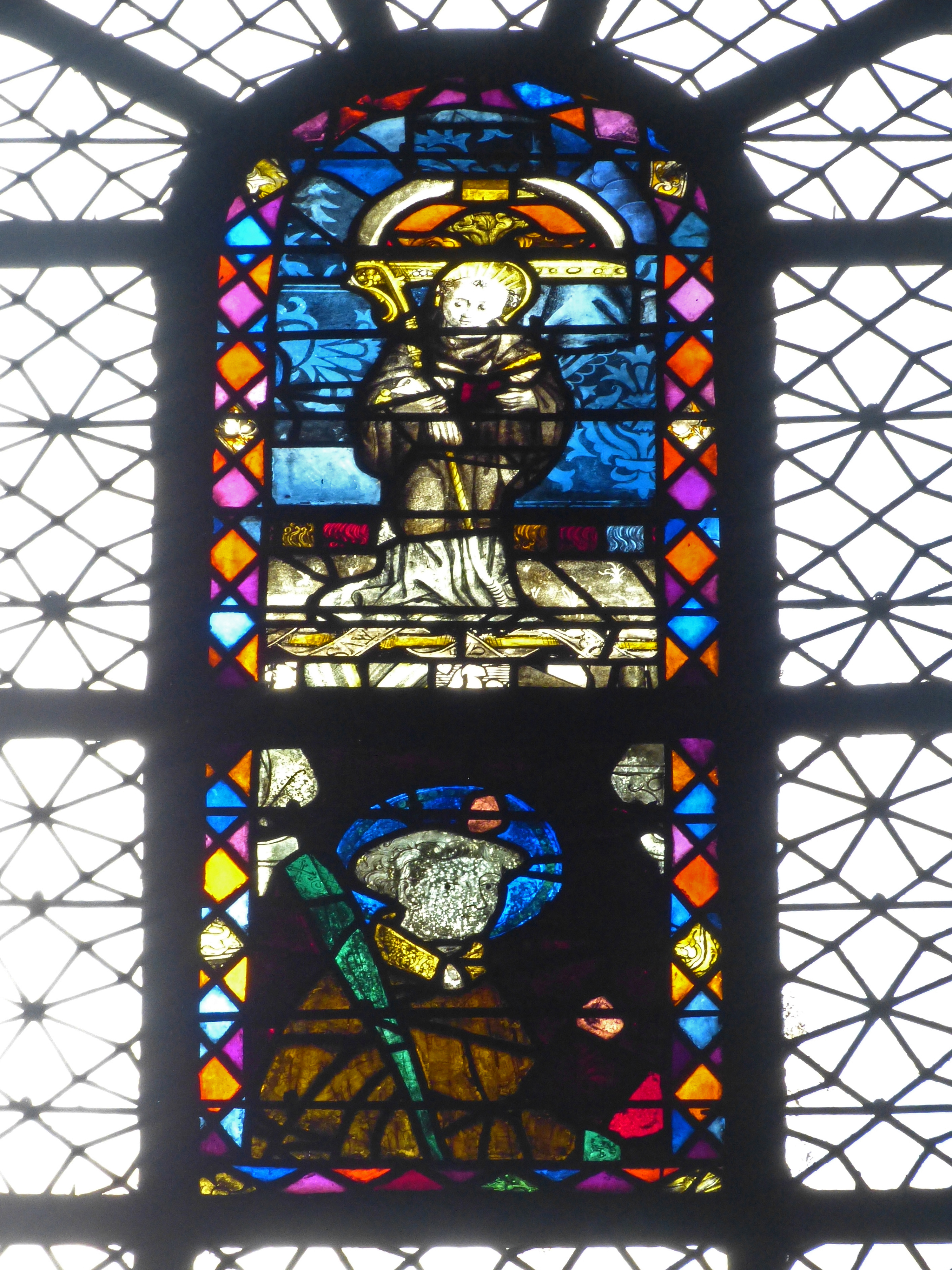
Saint Benoît et saint Étienne (détails).

#### Les vitraux de la nef
La nef contient six vitraux à motifs étoilés, encastrés eux aussi dans un vitrail plus grand.

Les vitraux de la nef
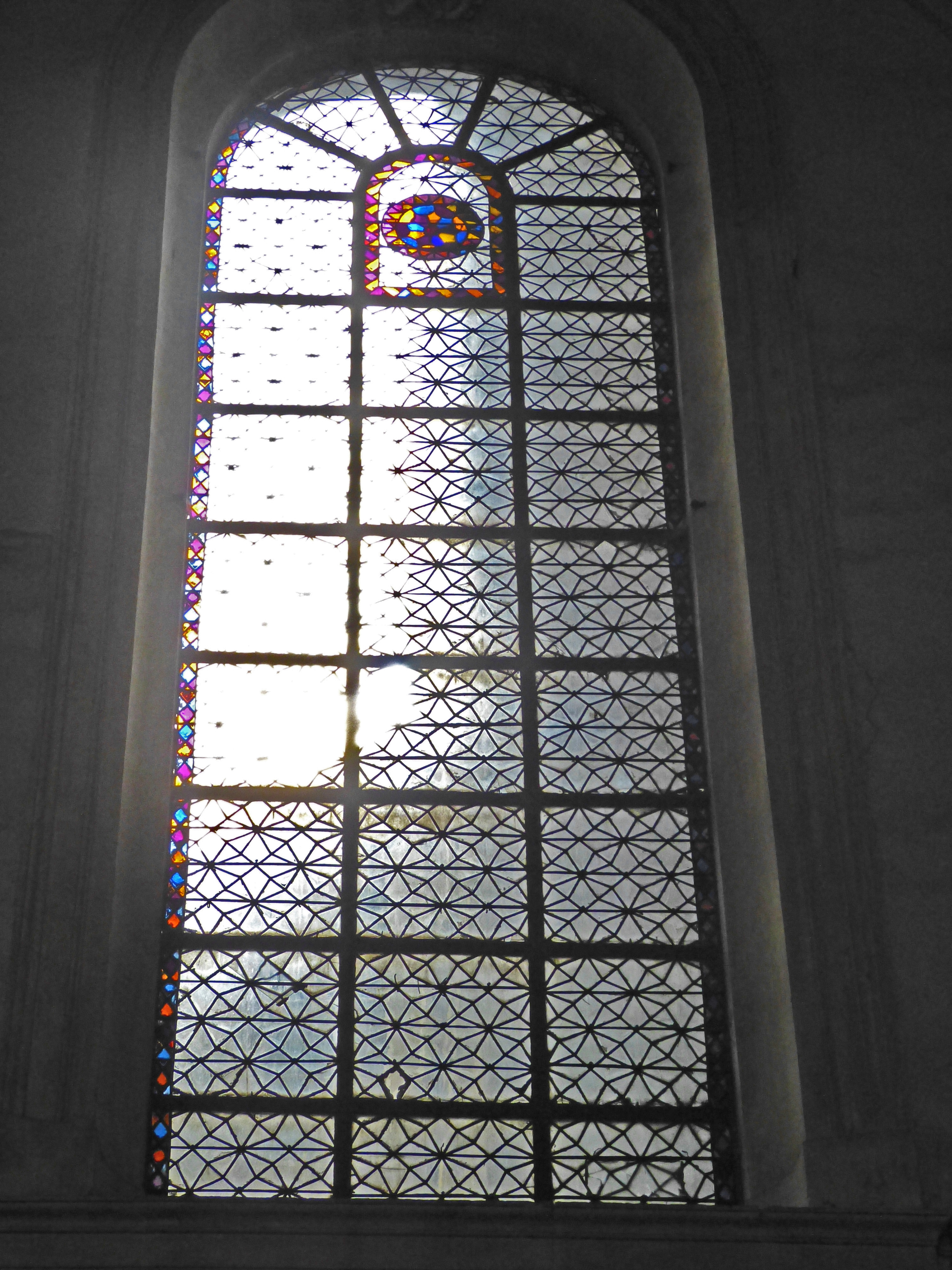
Vue générale.
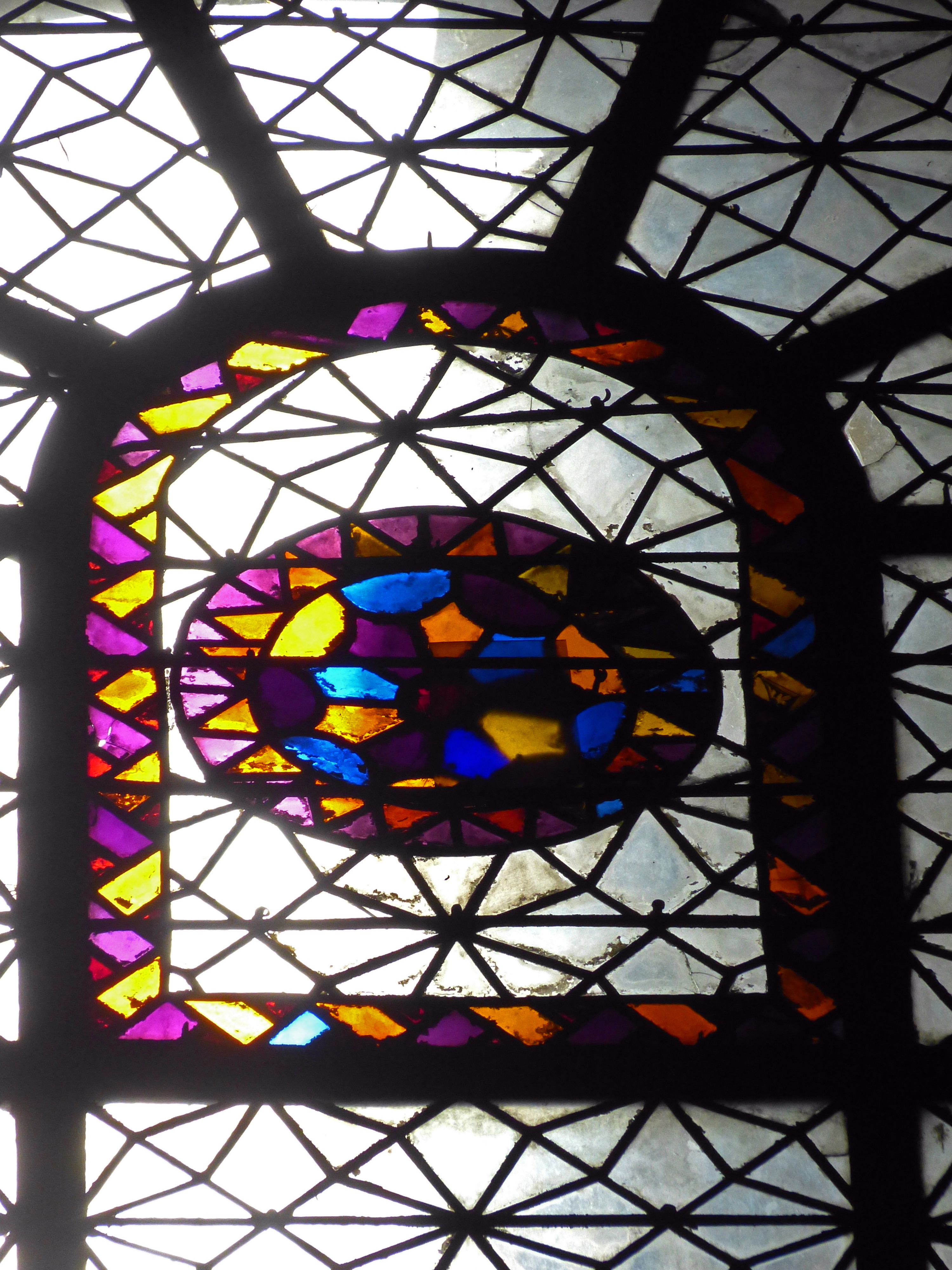
Motif.
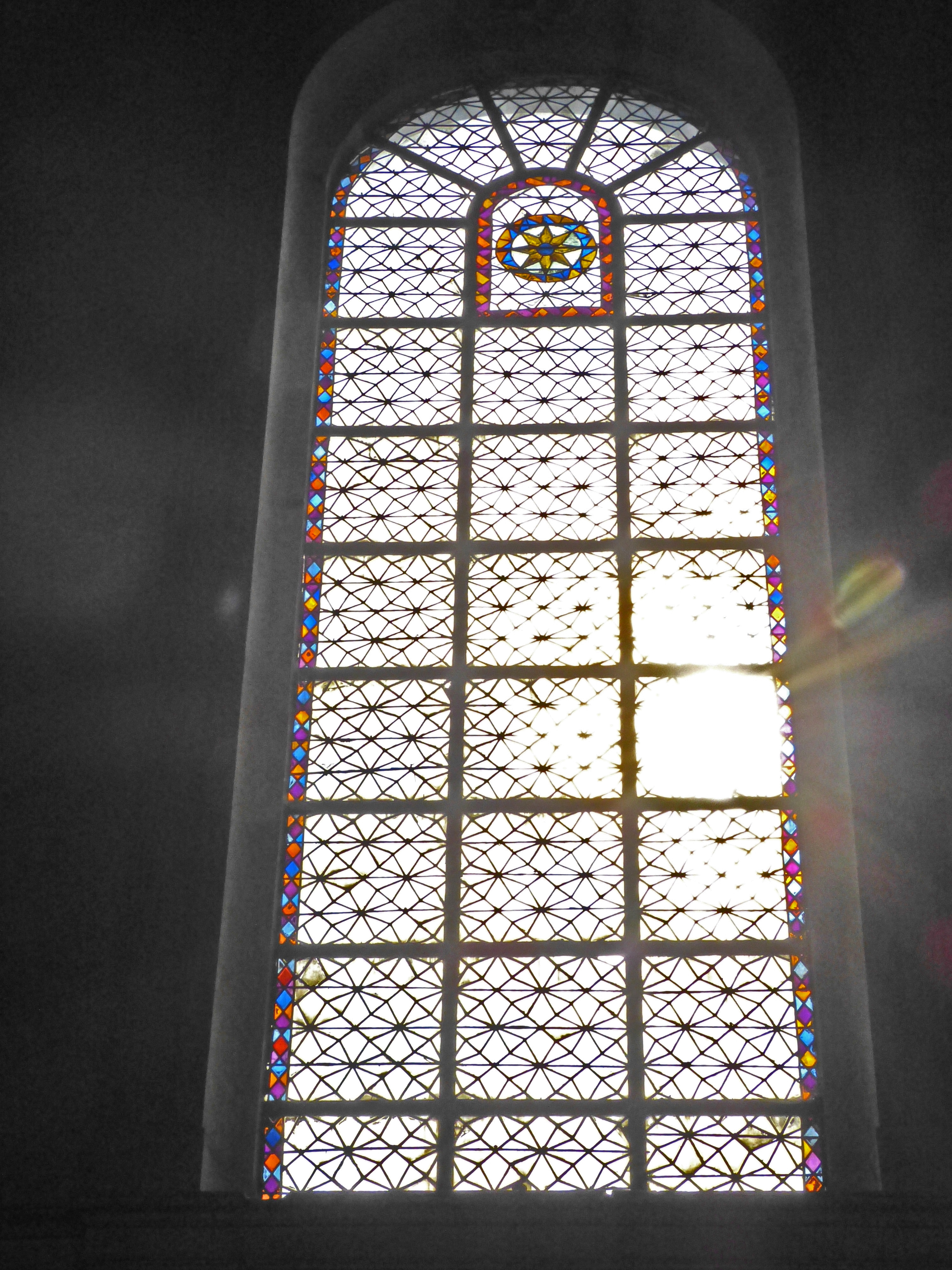
Vue générale.
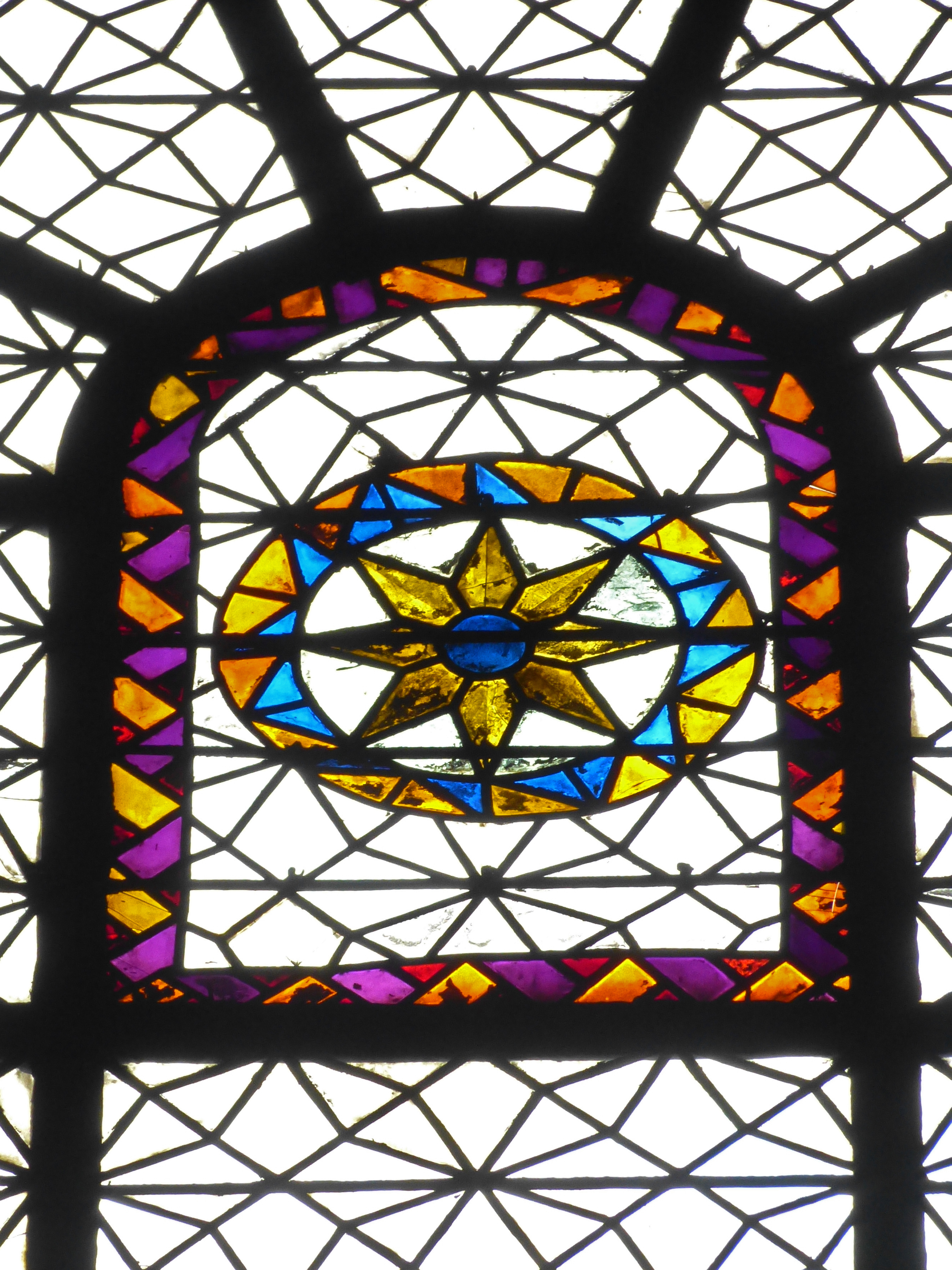
Motif.
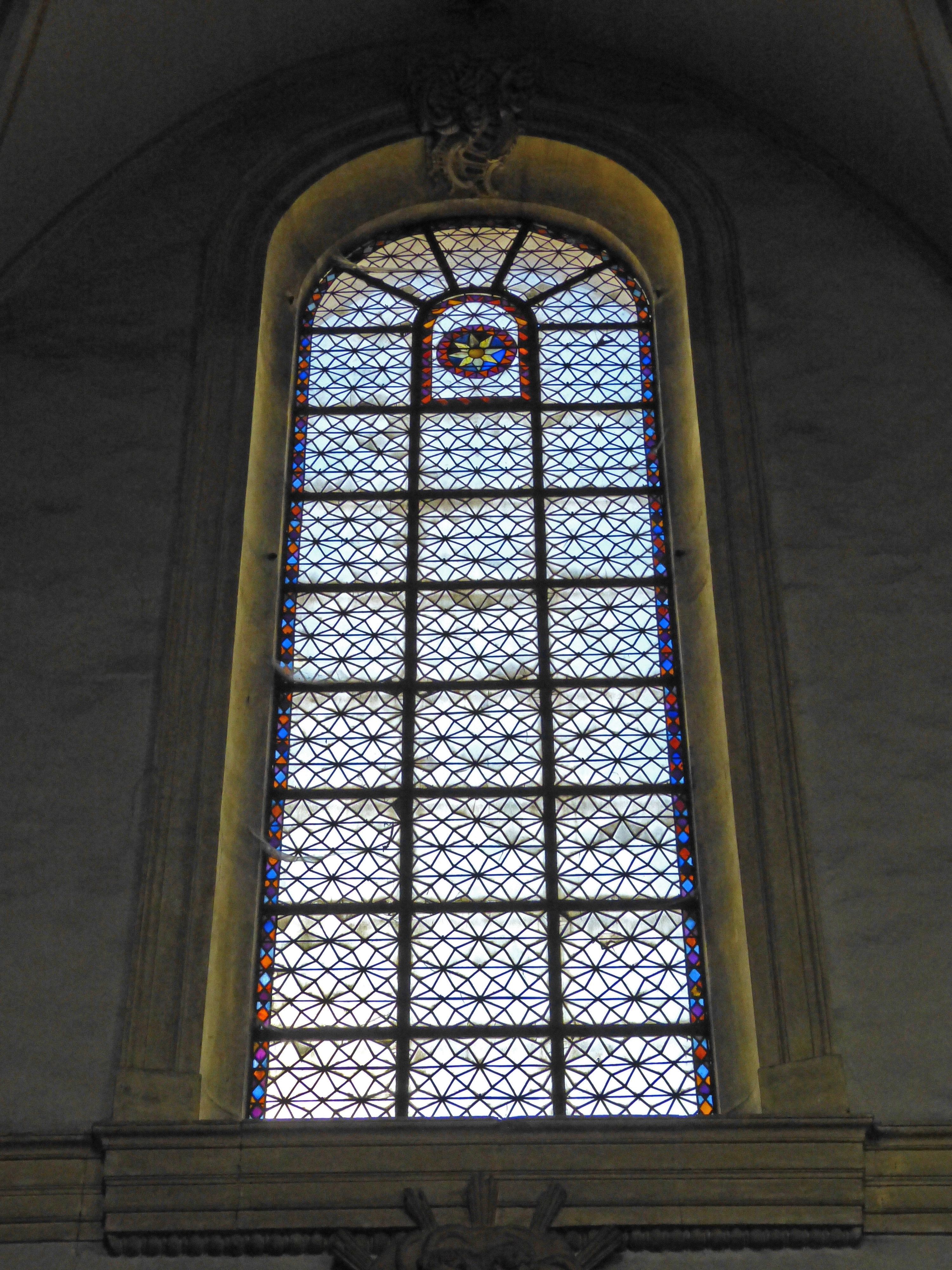
Vue générale.
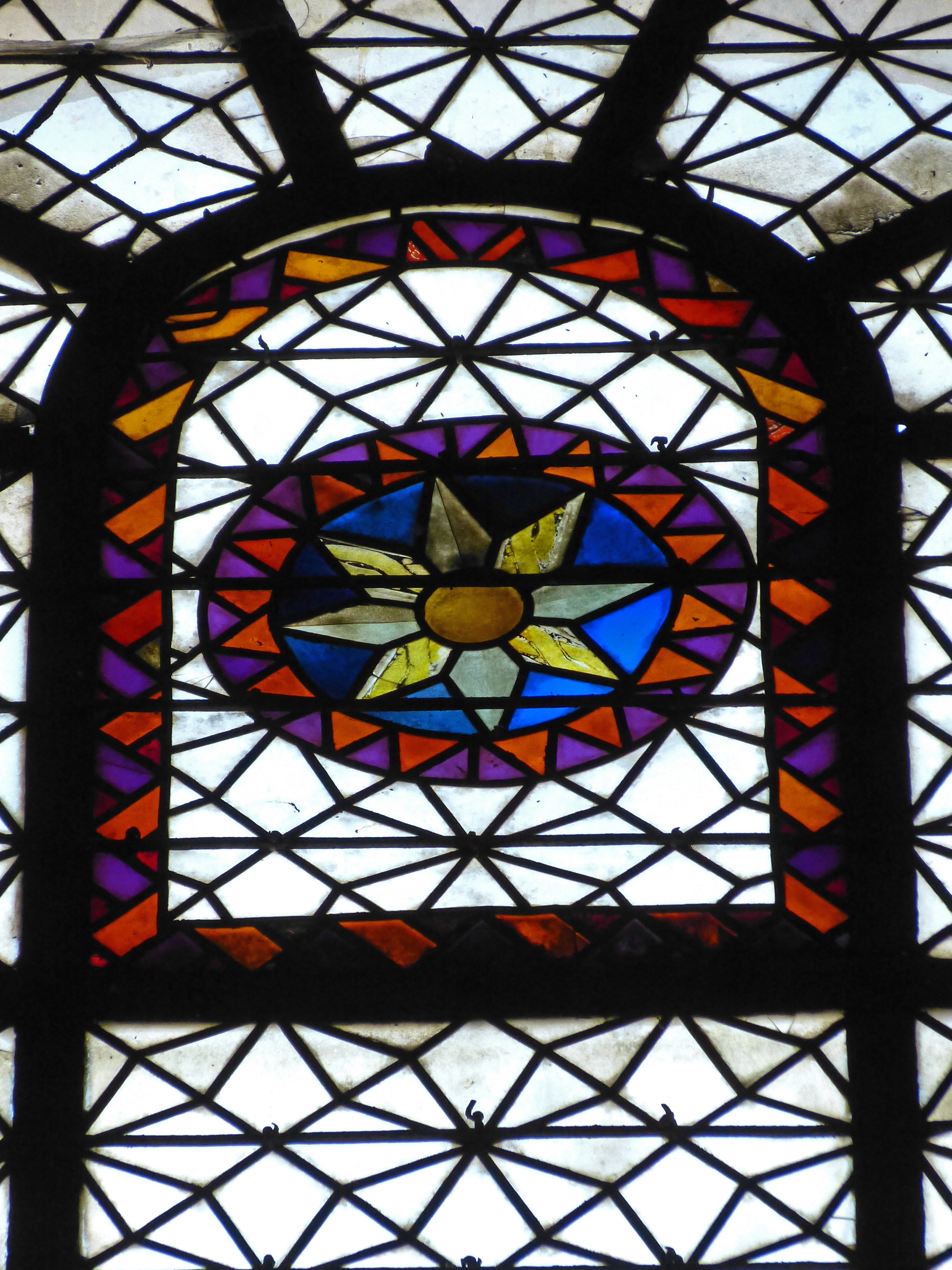
Motif.
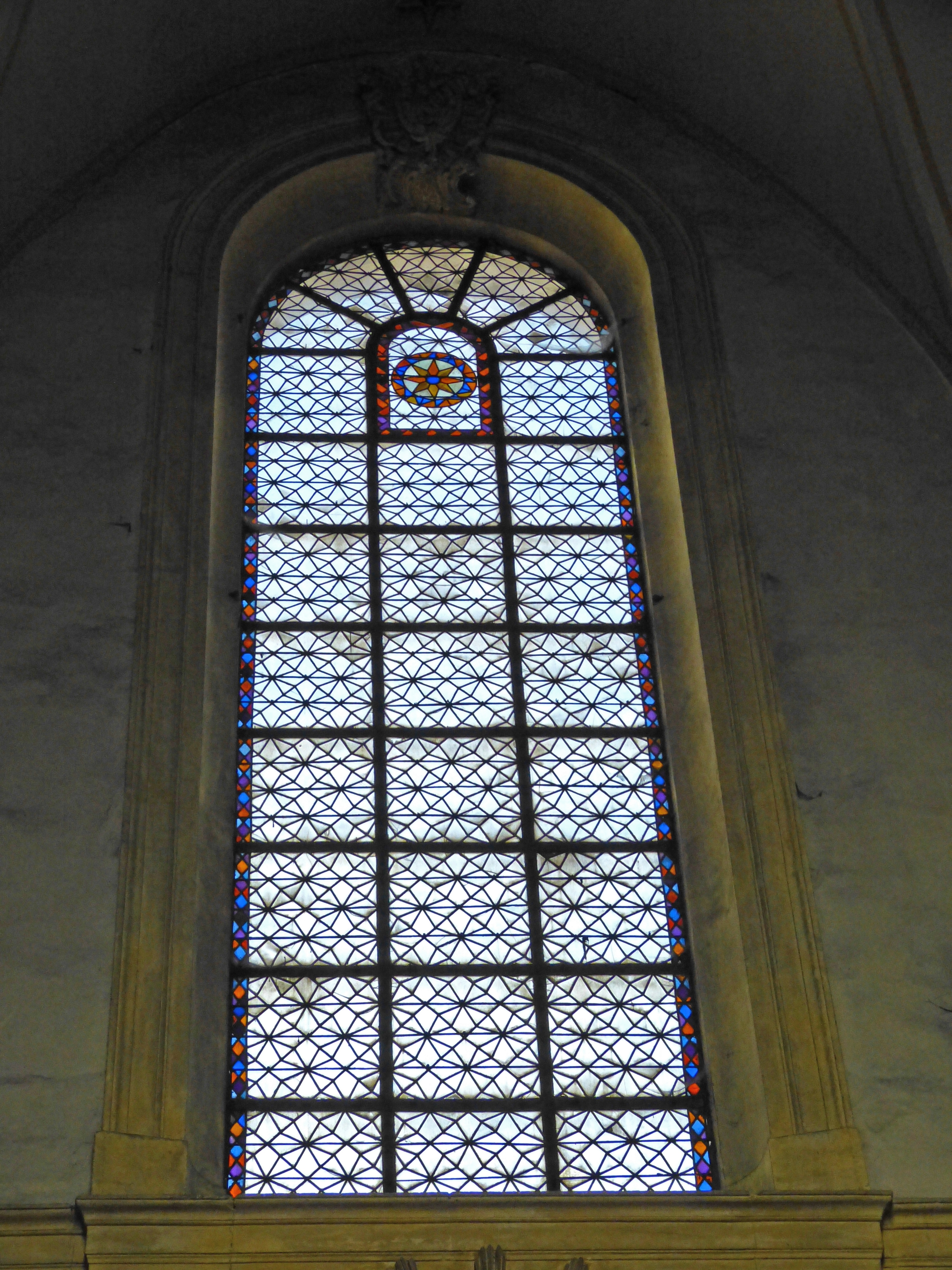
Vue général.e
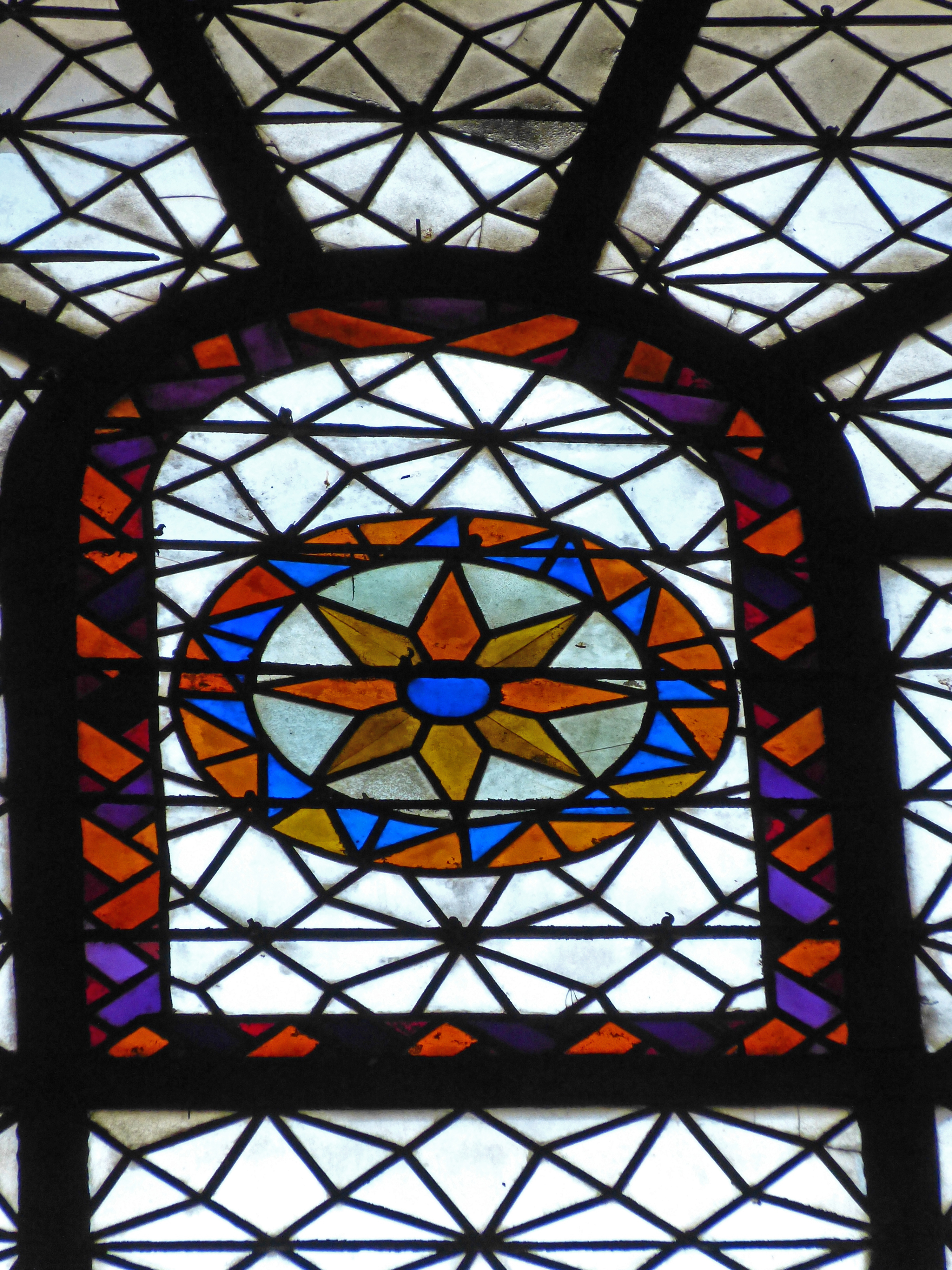
Motif.
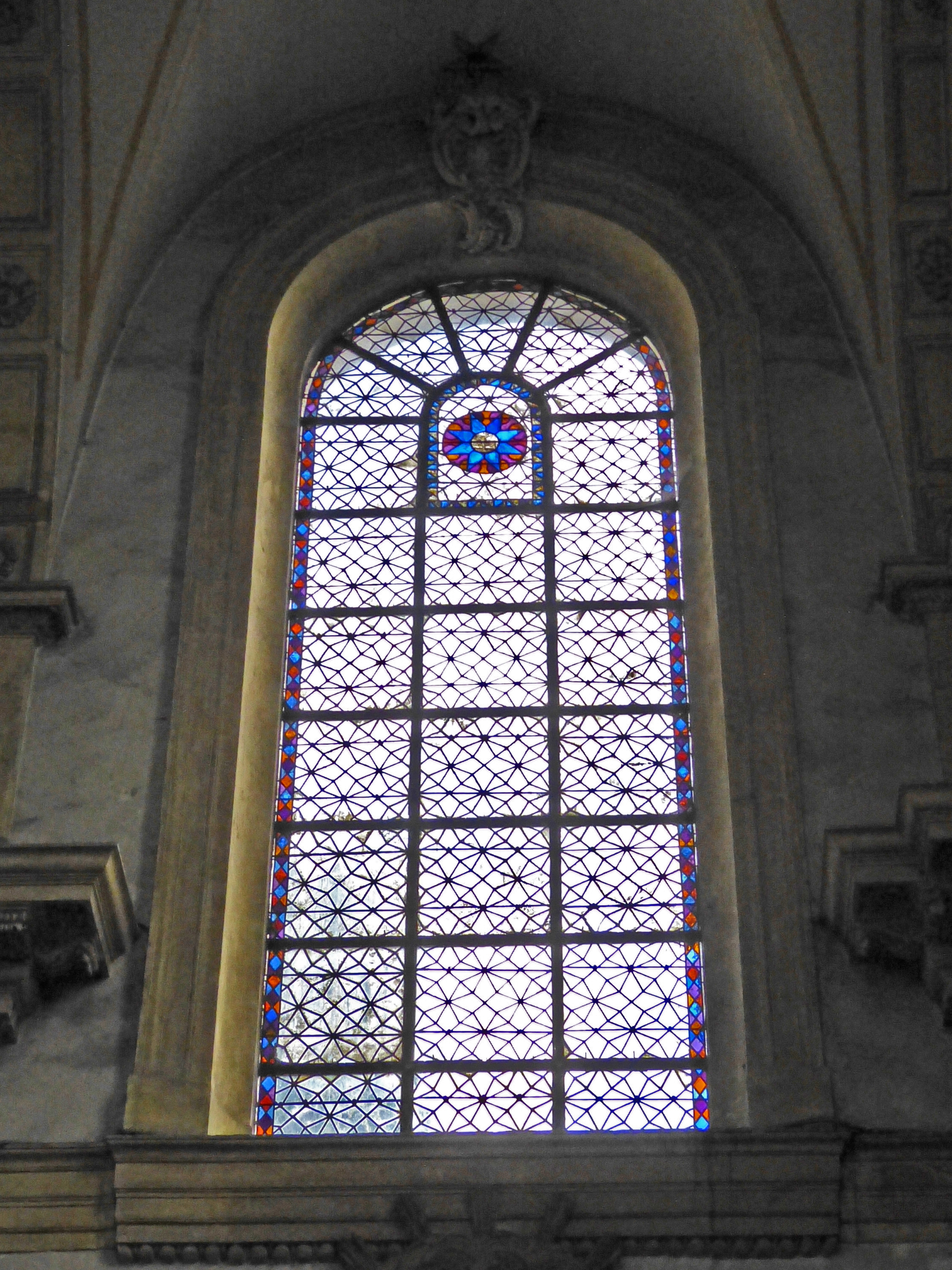
Vue générale.
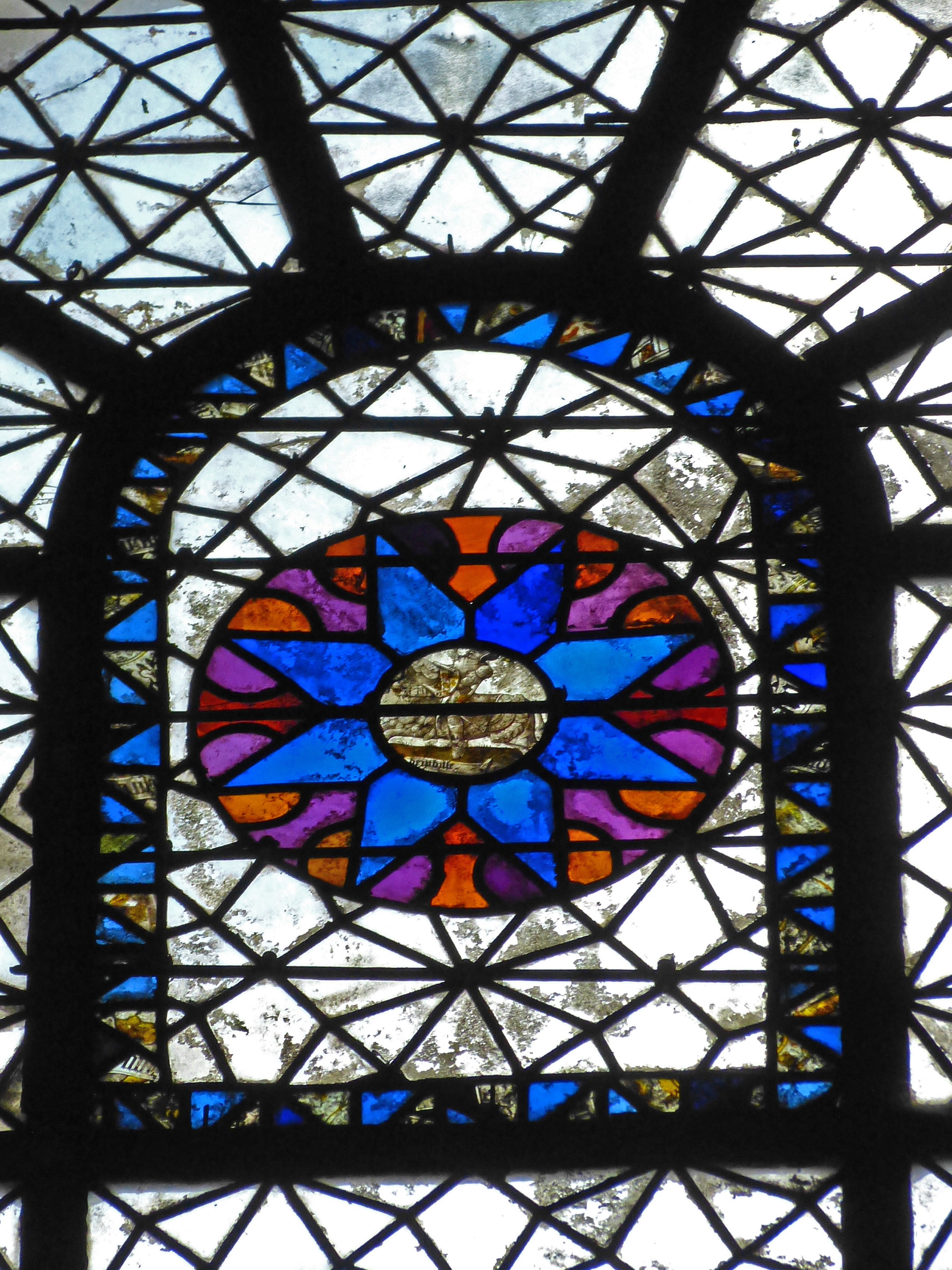
Motif.
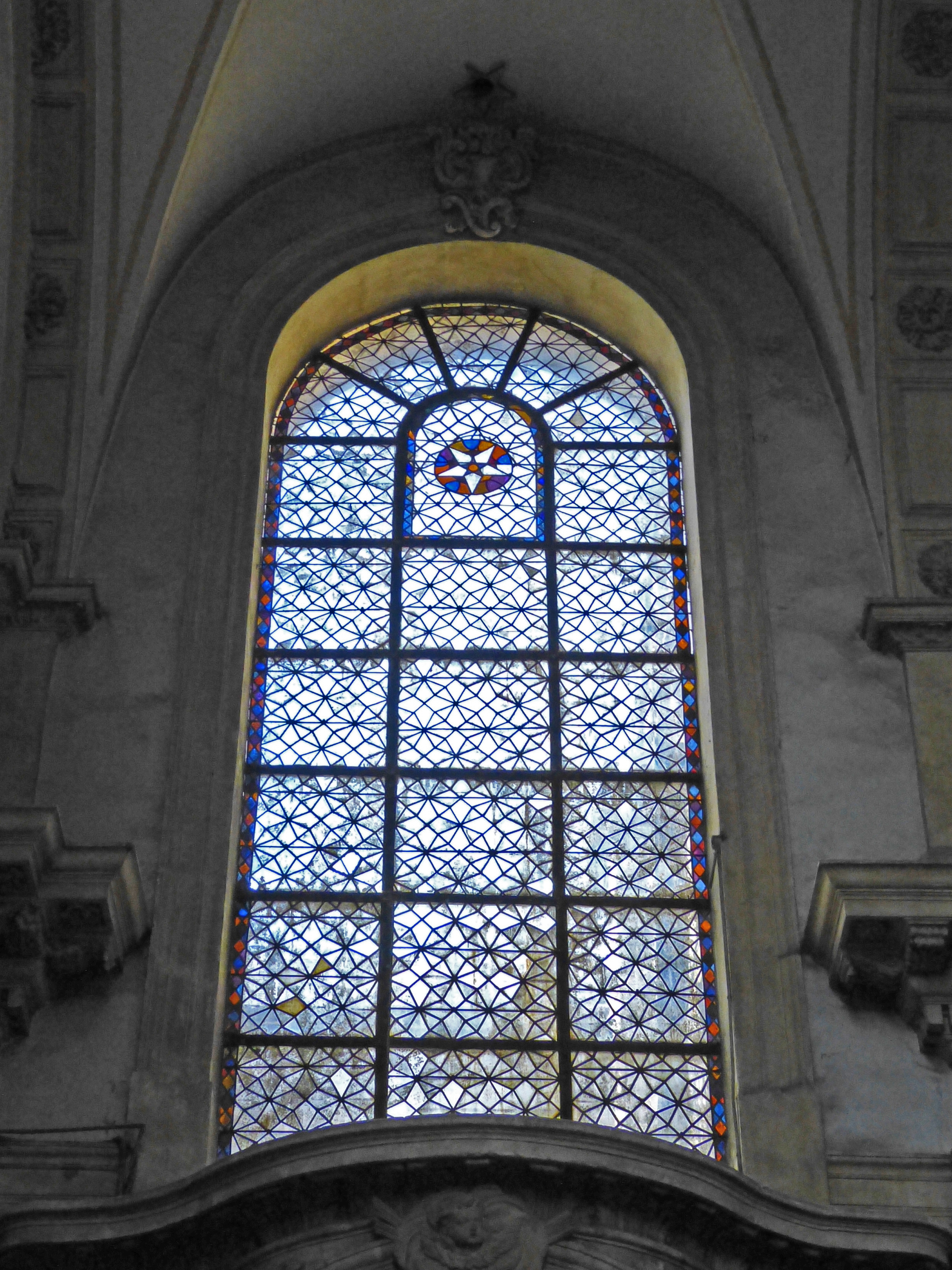
Vue générale.
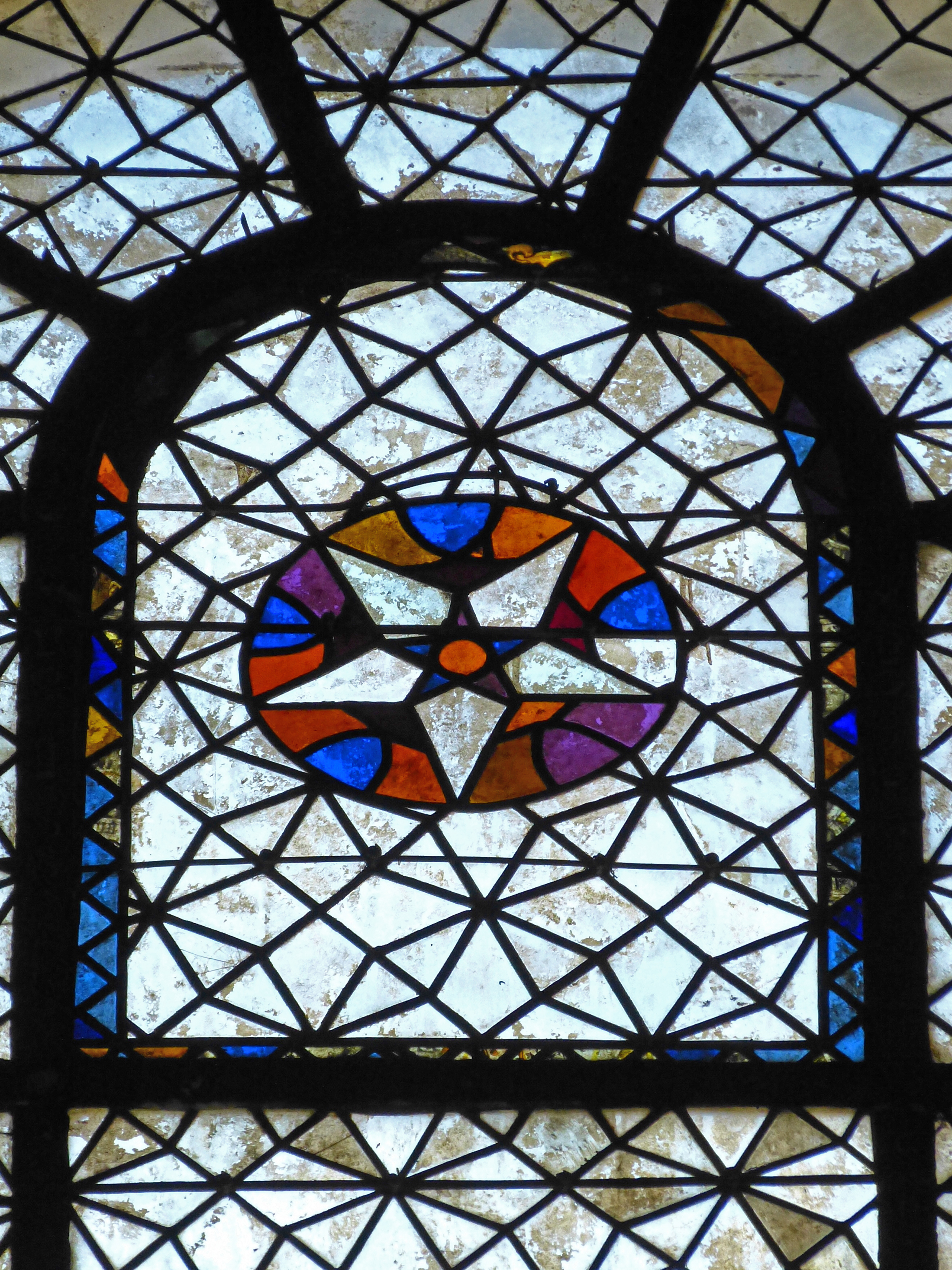
Motif.

#### Les vitraux de saint Arnoult et saint Chrodegang
Au-dessus de leur autel respectif se trouvent les vitraux de saint Arnoul,et saint Chrodegang, évêques de Metz.

Les vitraux des évêques de Metz
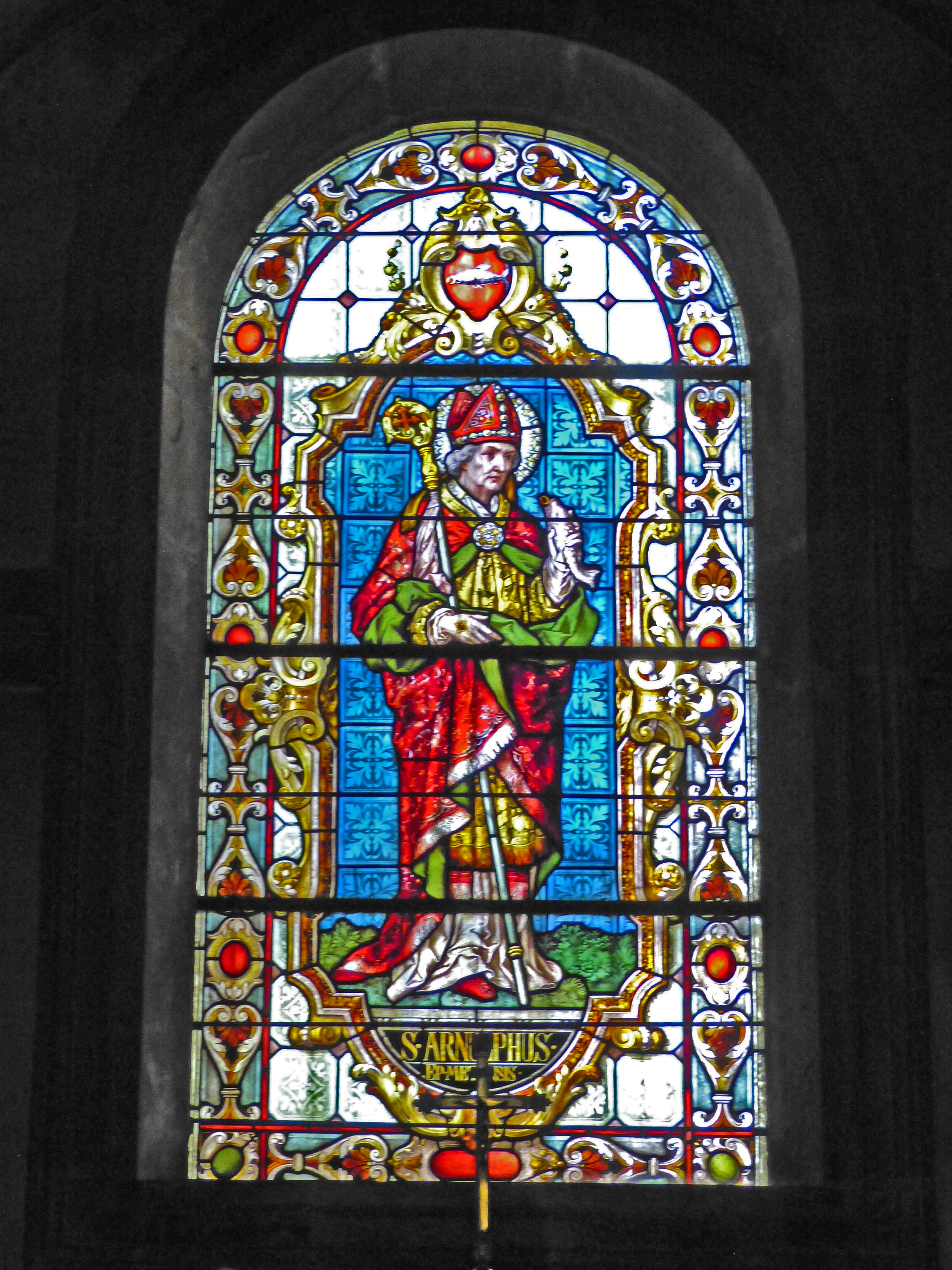
Saint Arnoul.
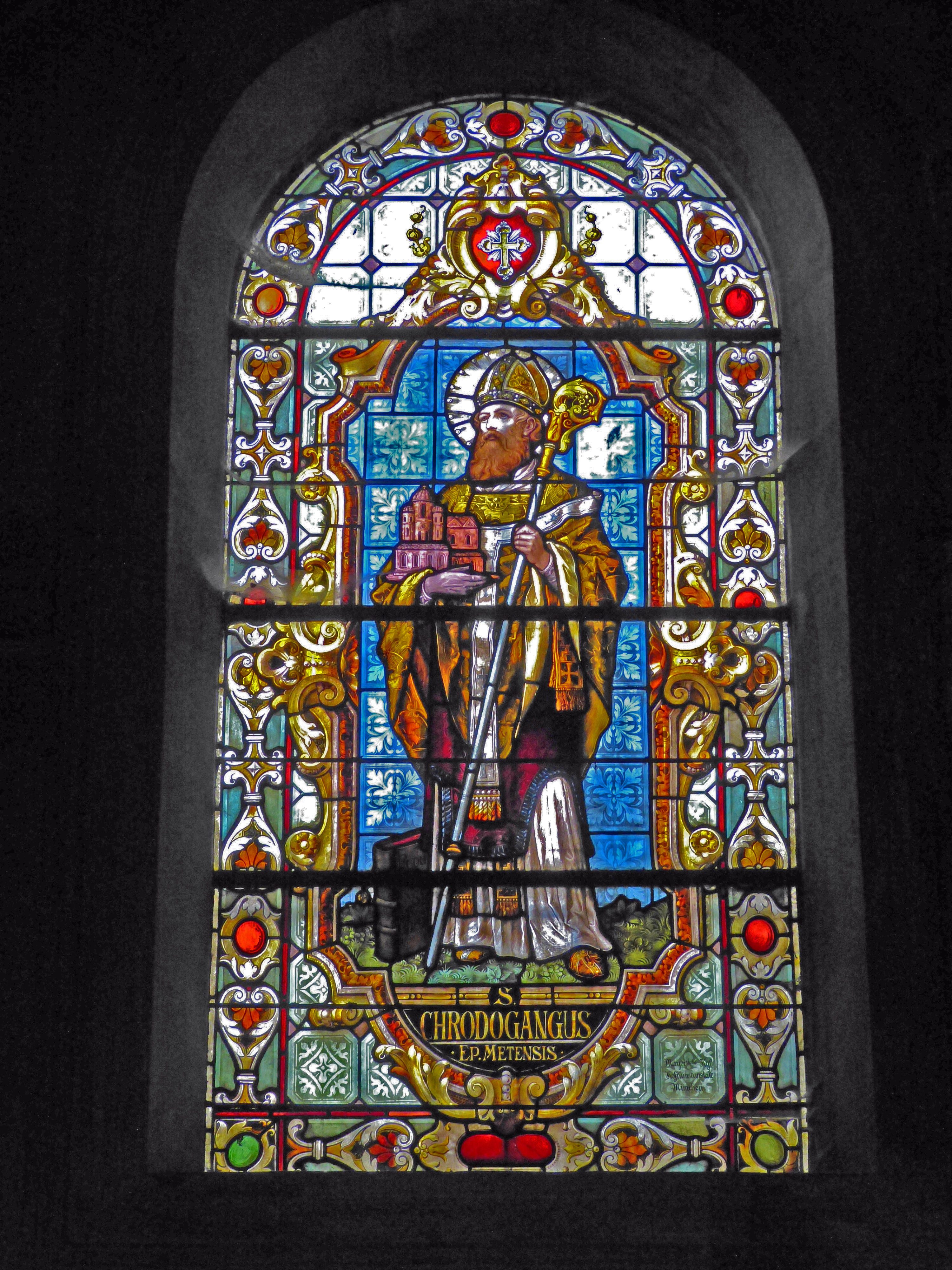
Saint Chrodegang.

### Les orgues
Dans l'arrière de la nef trônent sous le tableau de sainte Glossinde un orgue Cavaillé-Coll du XIXe siècle, ainsi qu'un harmonium.
L'orgue est installé en 1864 alors que la maîtrise de la cathédrale occupe une partie des locaux. L'orgue possède deux claviers de 54 notes (Grand-orgue et Récit) qui peuvent être accouplés et un pédalier de 20 notes, avec douze tirettes de registres : Prestant 4, Montre 8, Bourdon 16 (B et D), Flûte harmonique 8 pour le Grand-orgue ; Cor de Nuit 8, Voix céleste 8, Gambe 8, Basson-hautbois 8, Flûte octaviante 4, Octavin 2, Trompette 8 pour le Récit. En 1917, les tuyaux de façade sont réquisitionnés pour l'armement.
L'harmonium possède un seul clavier sans pédalier, avec 16 registres de sonorités.

L'orgue et l'harmonium
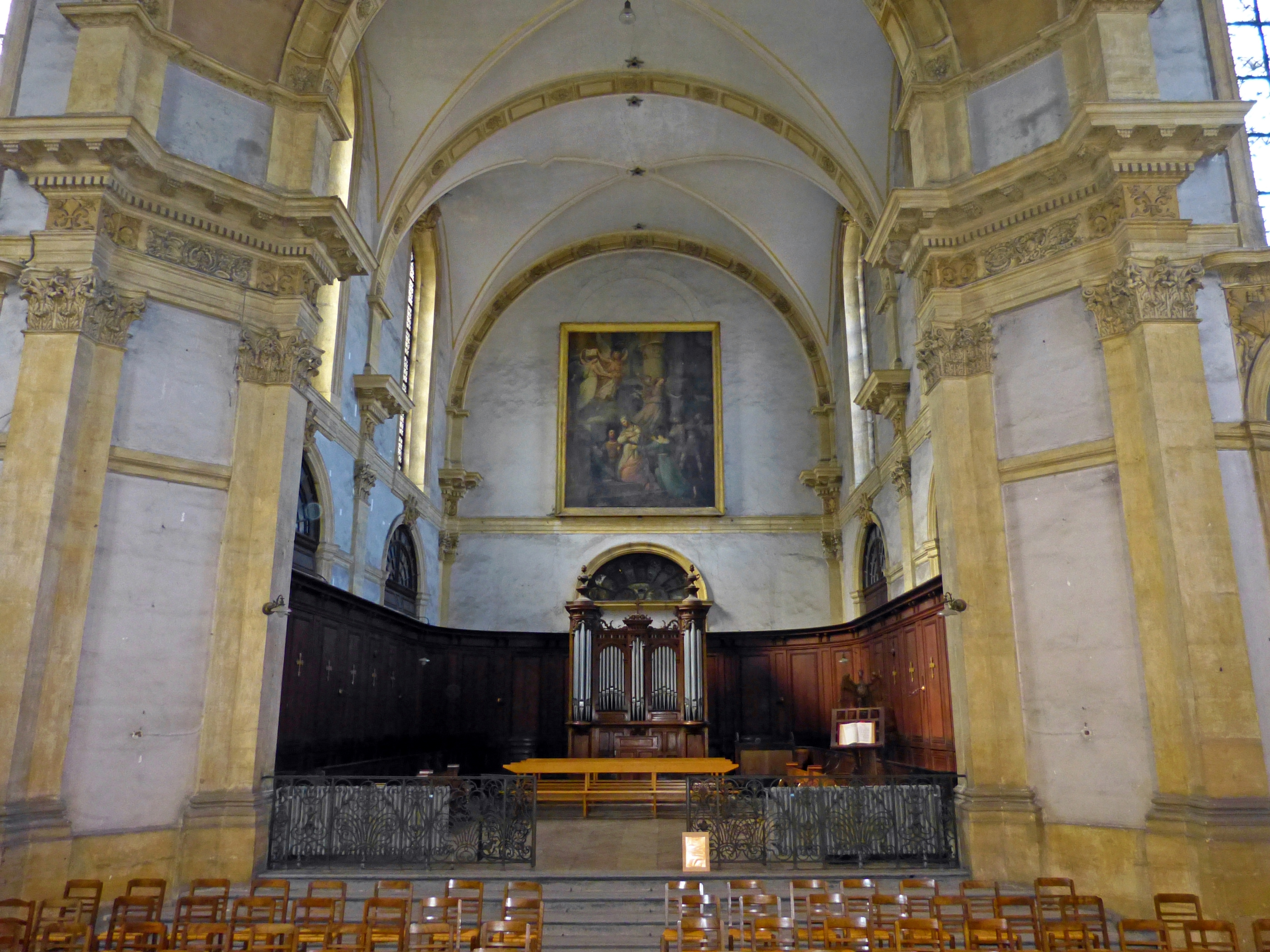
La position des orgues.
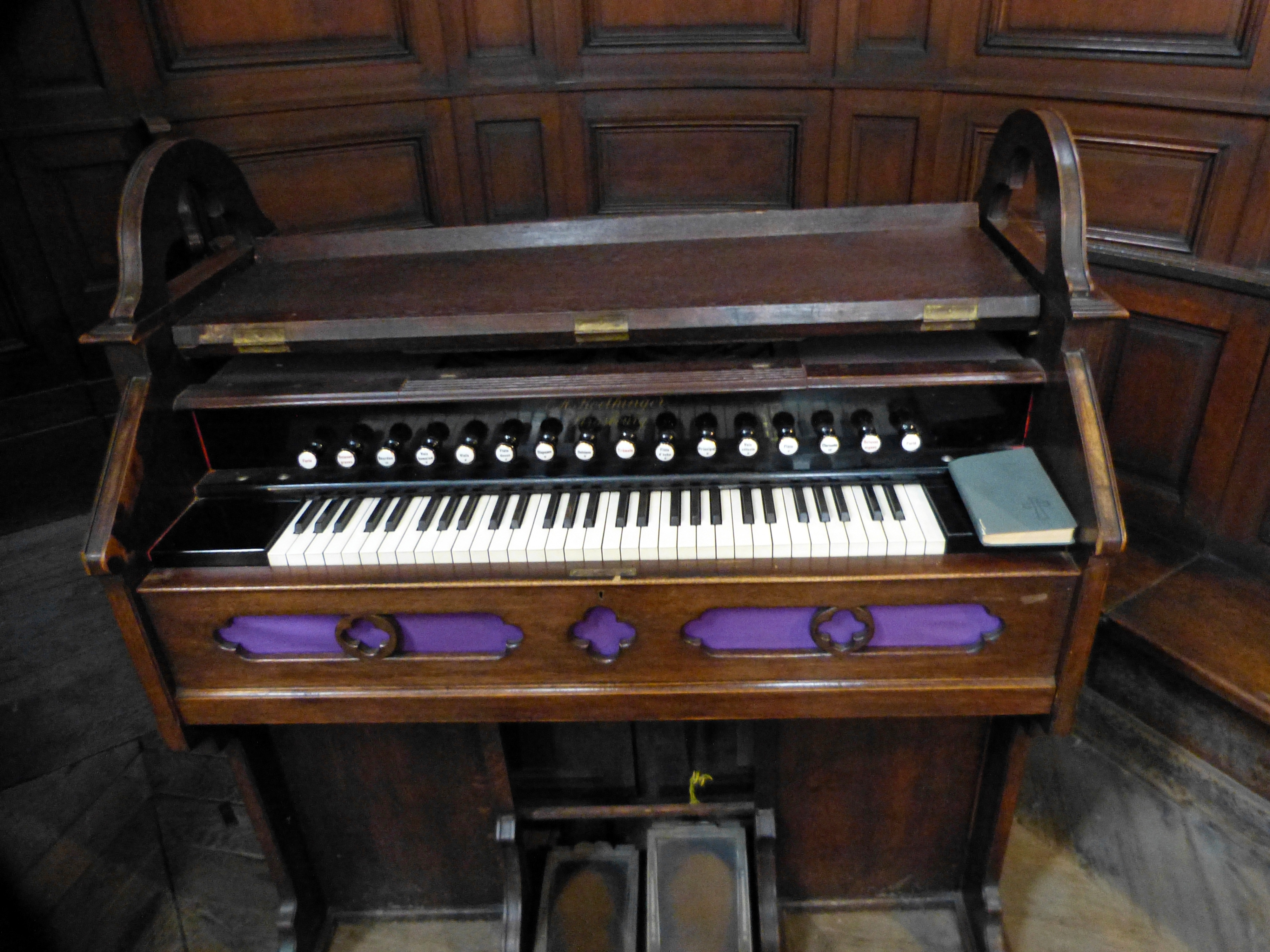
L'harmonium.
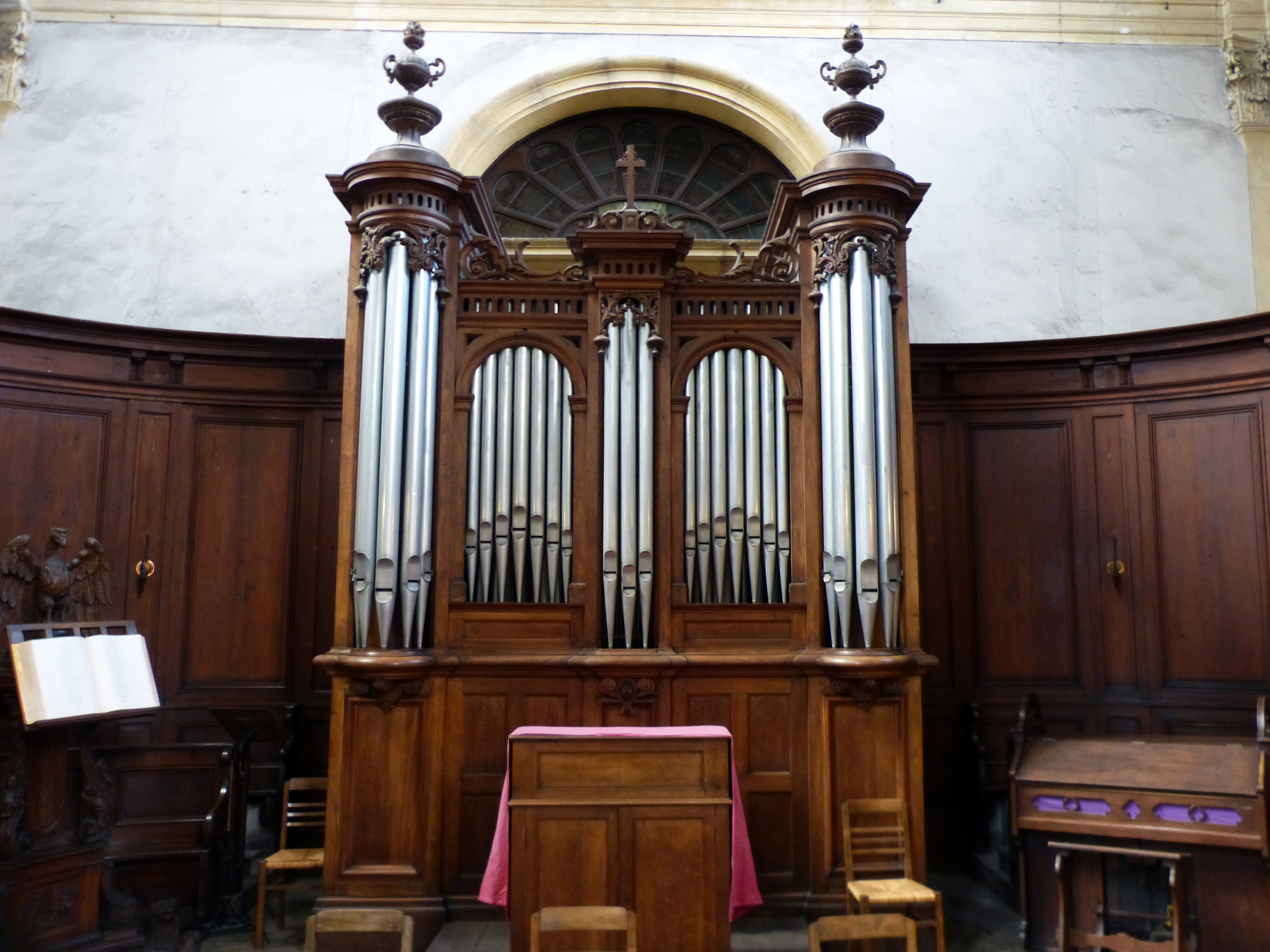
L'orgue à tuyaux, avec à droite l'harmonium.
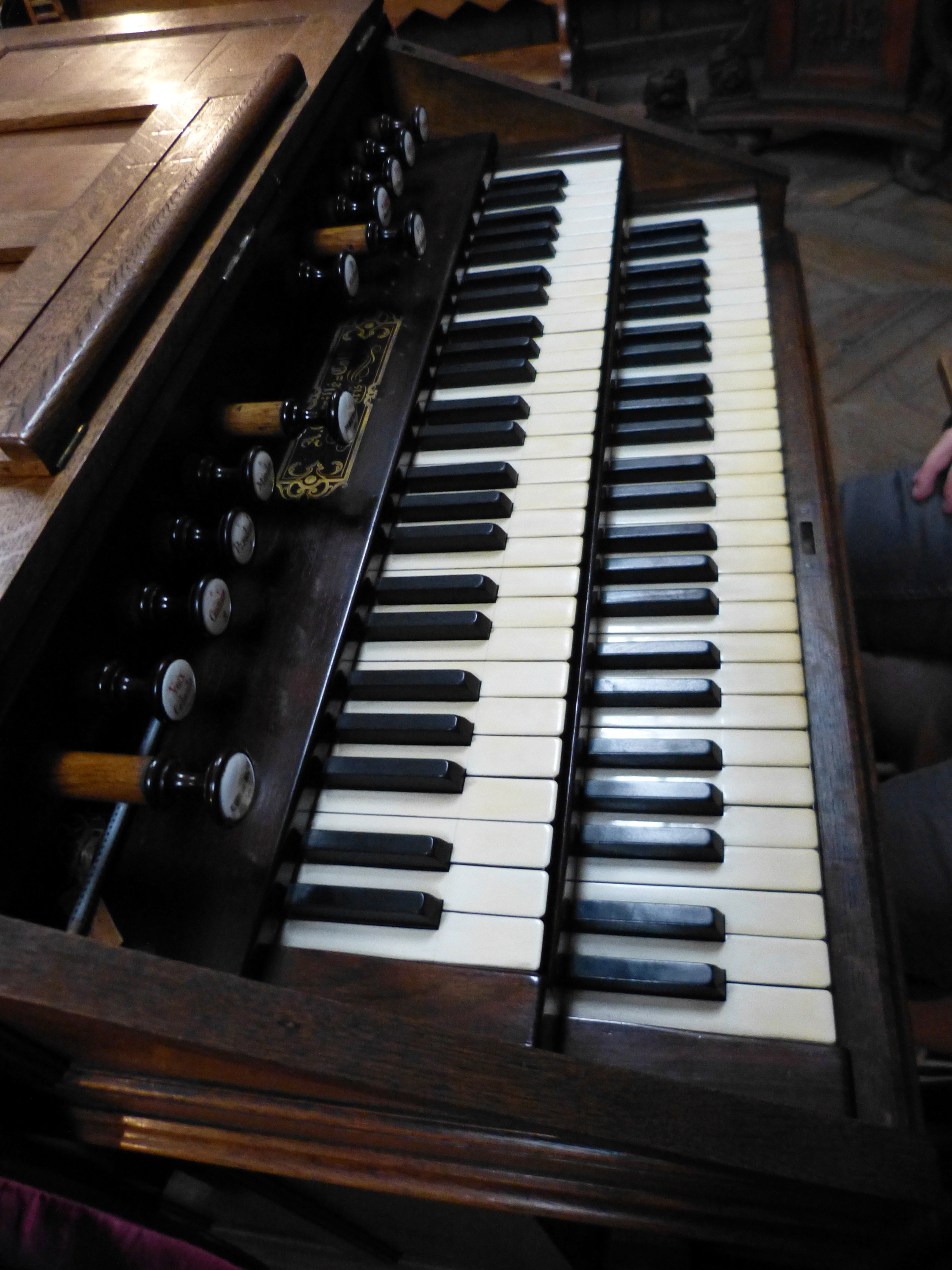
Les claviers de l'orgue.
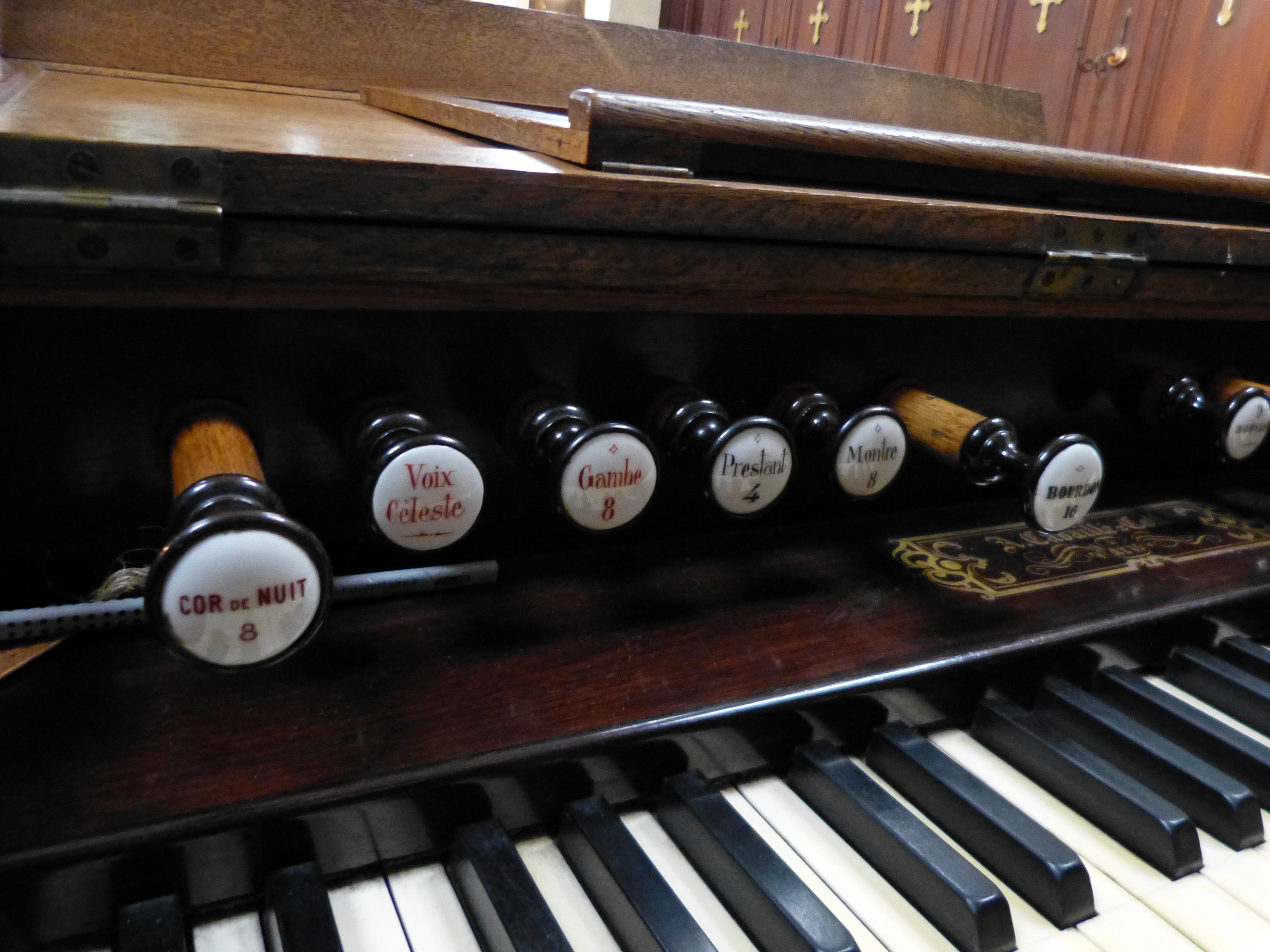
Les registres de l'orgue.
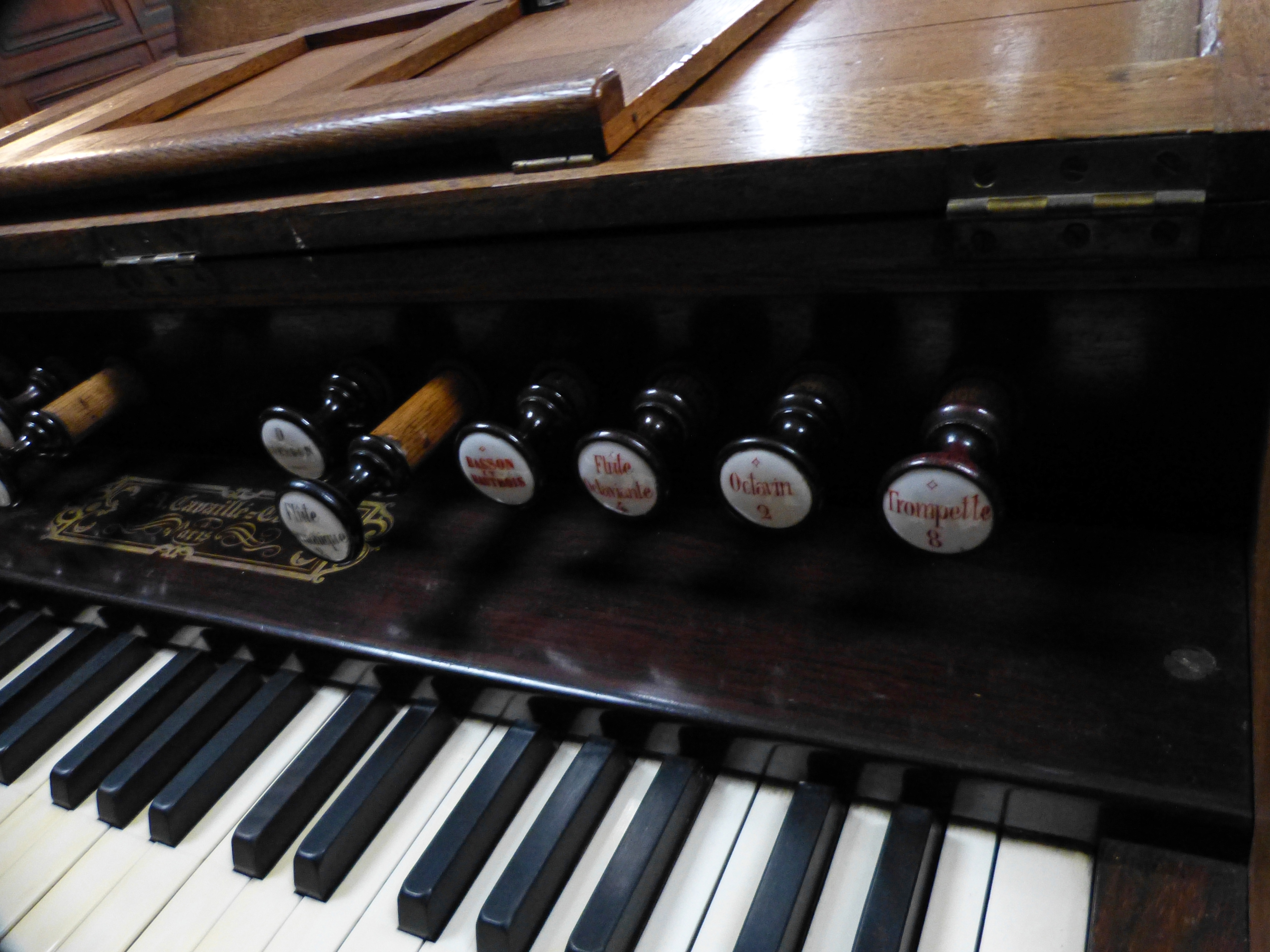
Les registres de l'orgue.

### Autels et statues
Outre une statue de Sainte Glossinde, l'abbatiale contient plusieurs autels et statues consacrés à divers personnages religieux : saint Joseph ; la Vierge à l'enfant ; le Sacré-Cœur de Jésus ; saint Clément, premier évêque de Metz (IIIe siècle); saint Arnoul, évêque de Metz (VIIe siècle) ; saint Chrodegang (VIIIe siècle), évêque de Metz.

Autels et statues
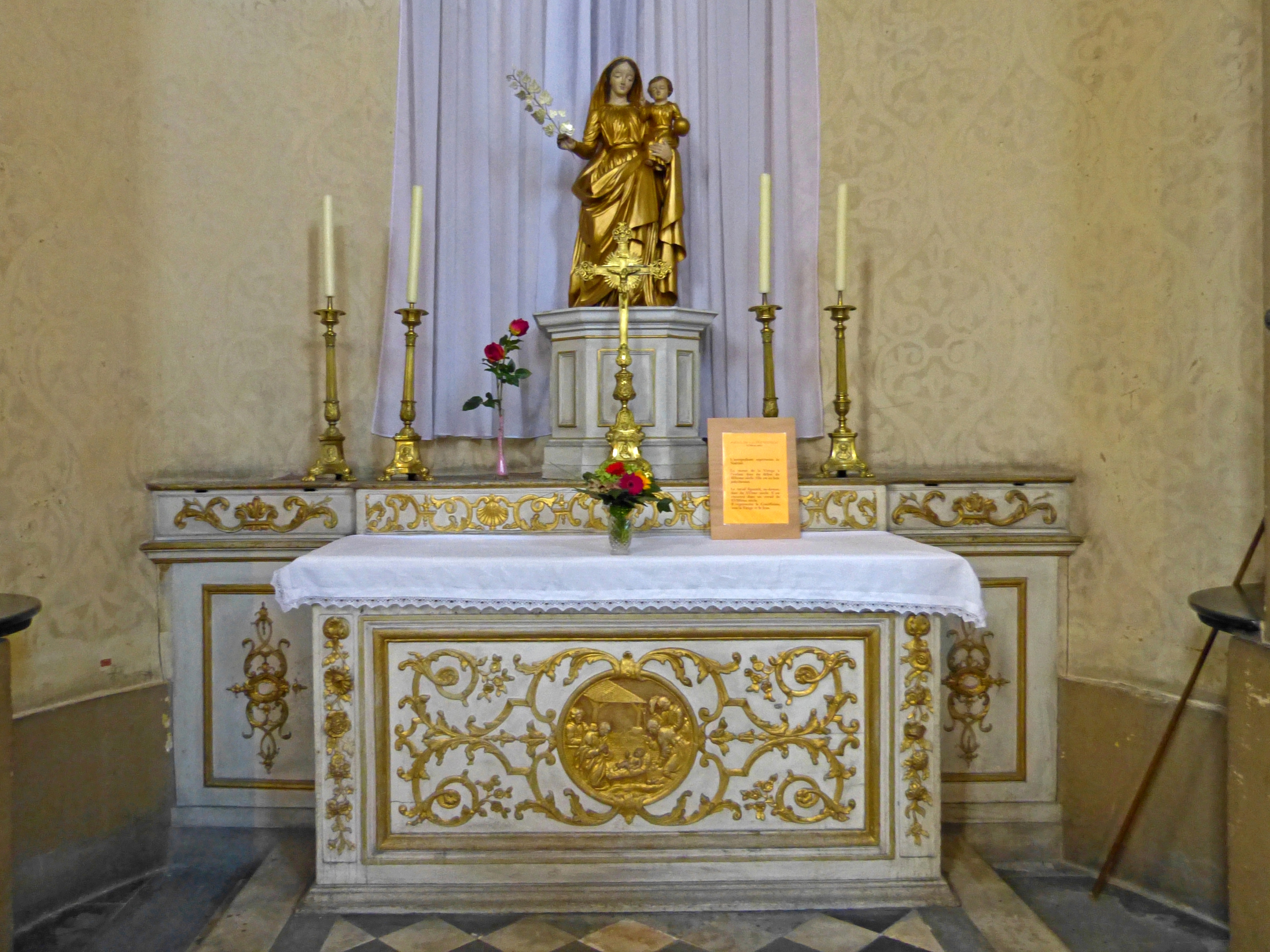
Autel et statue à la Vierge à l'Enfant, avec en antepedium de l'autel, la Nativité.
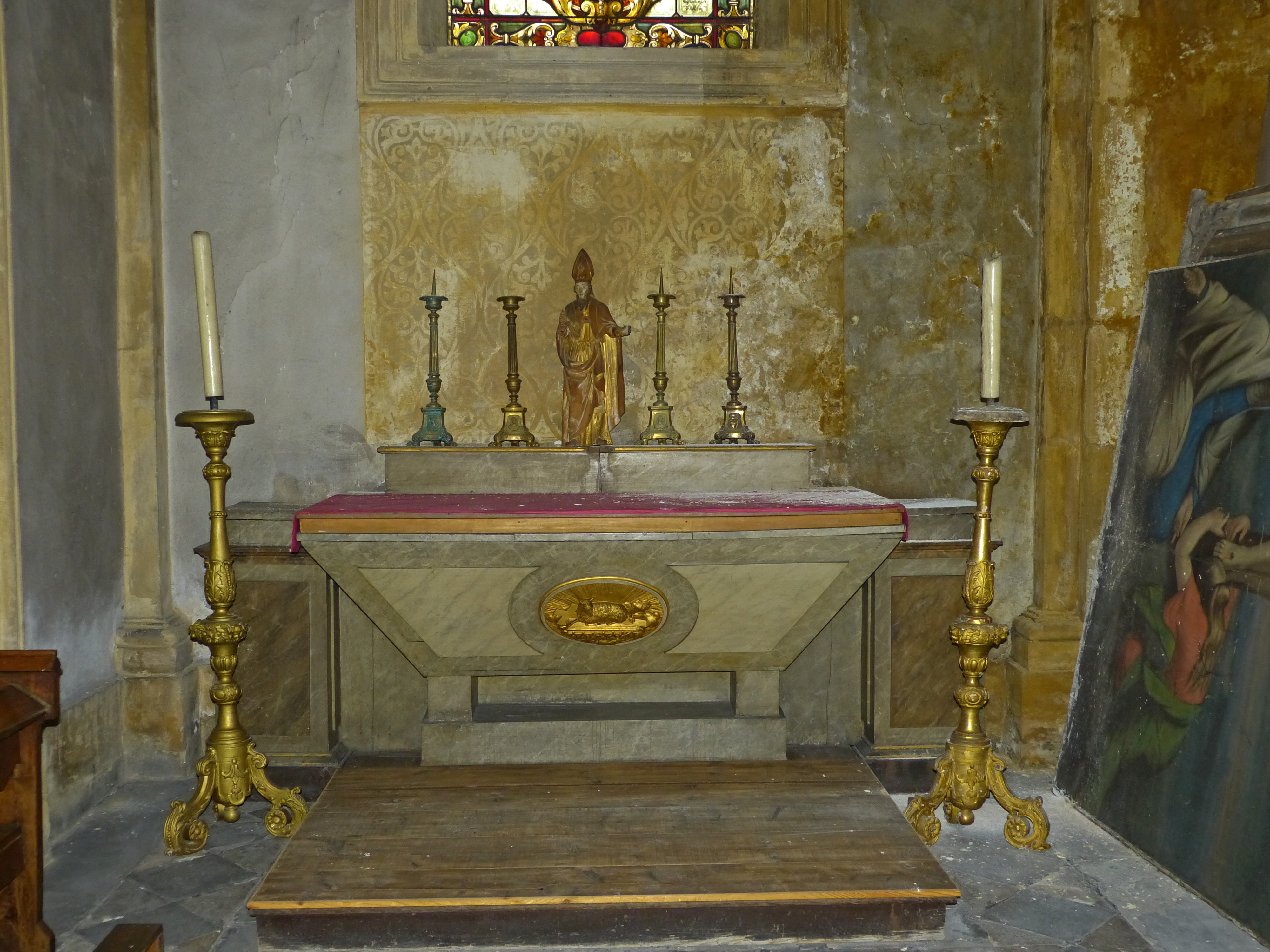
Autel et statue de saint Chrodegang.
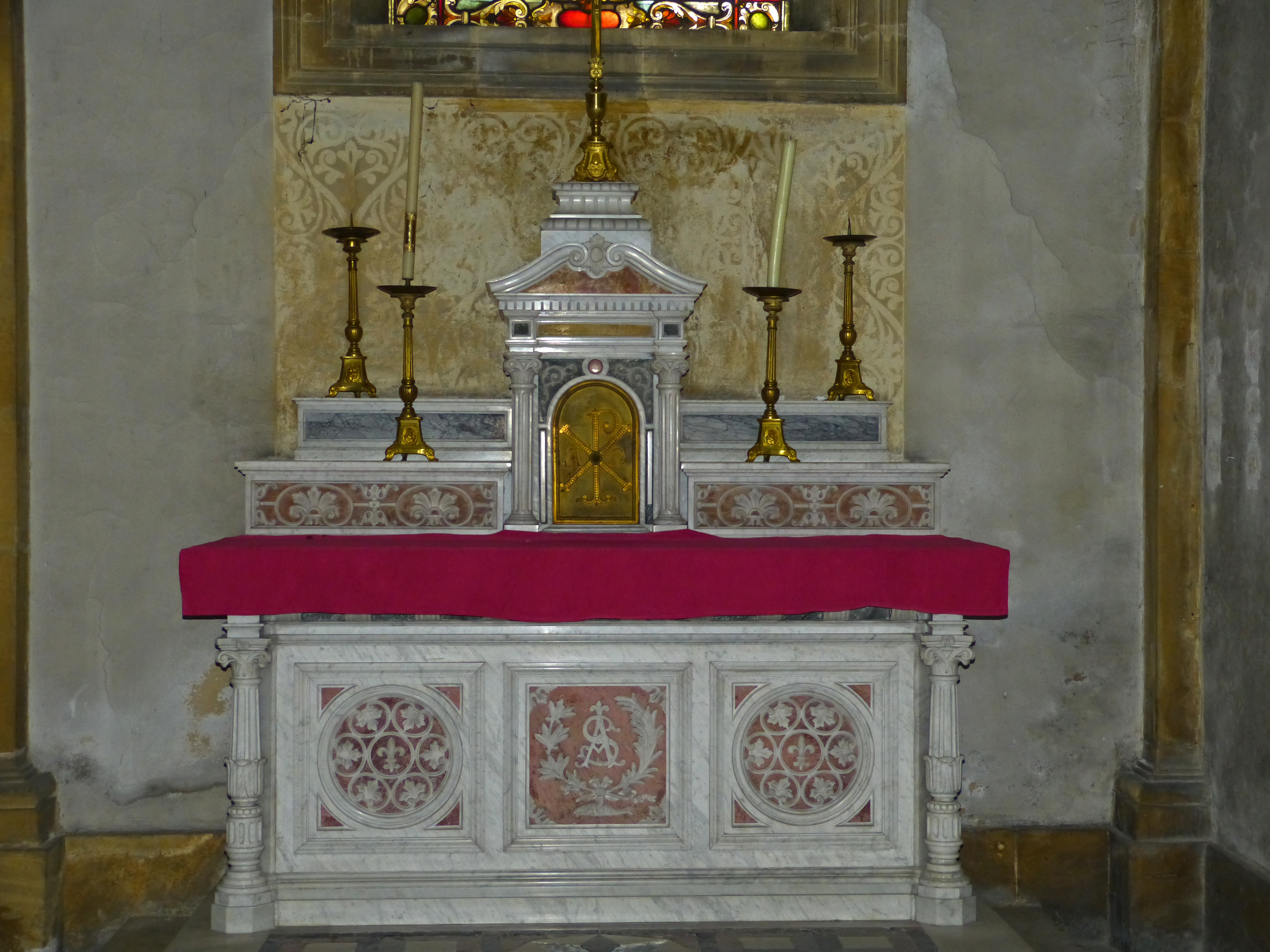
Autel de saint Arnoul.
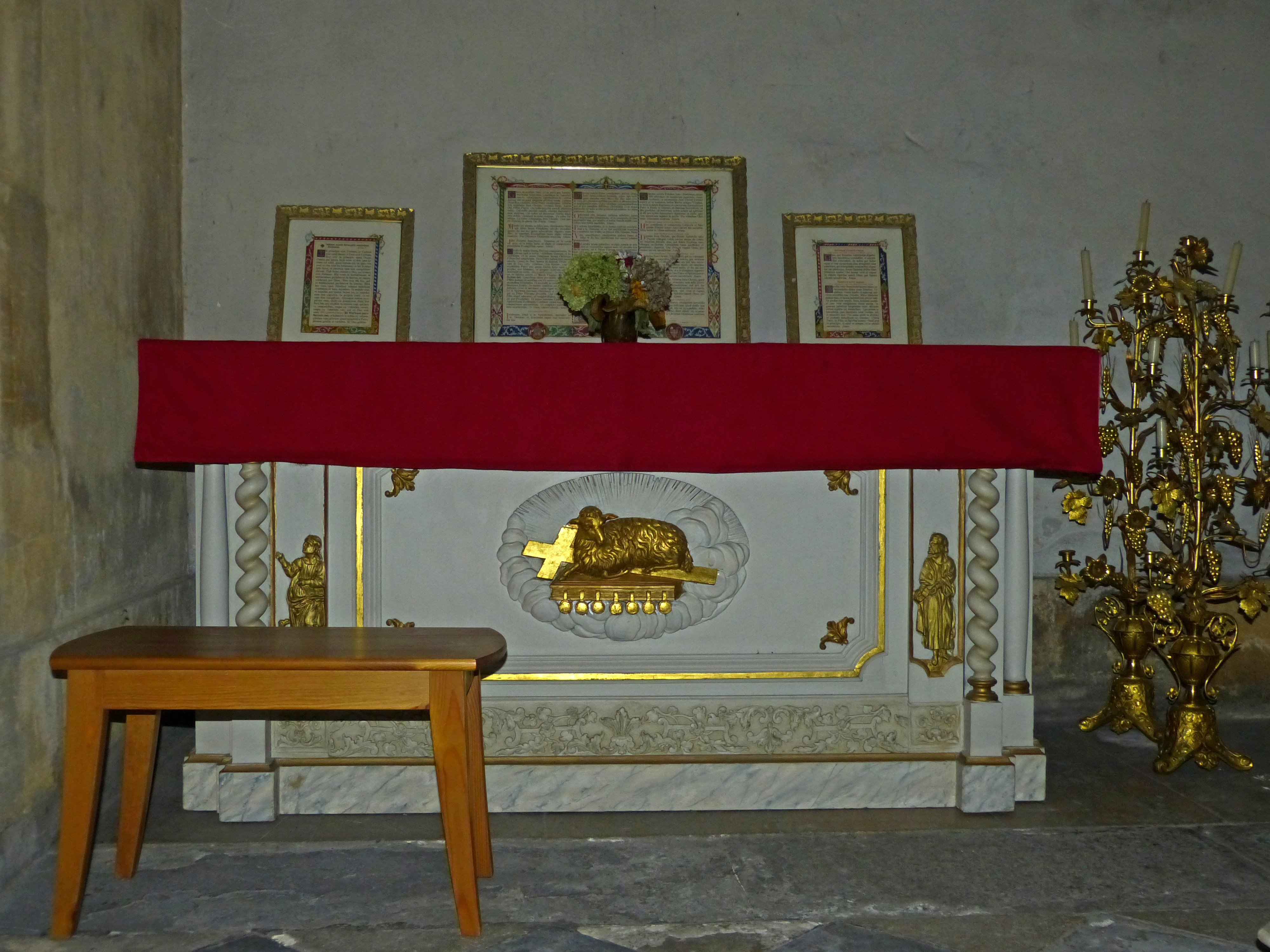
Autel avec représentation de l'Agneau de Dieu.
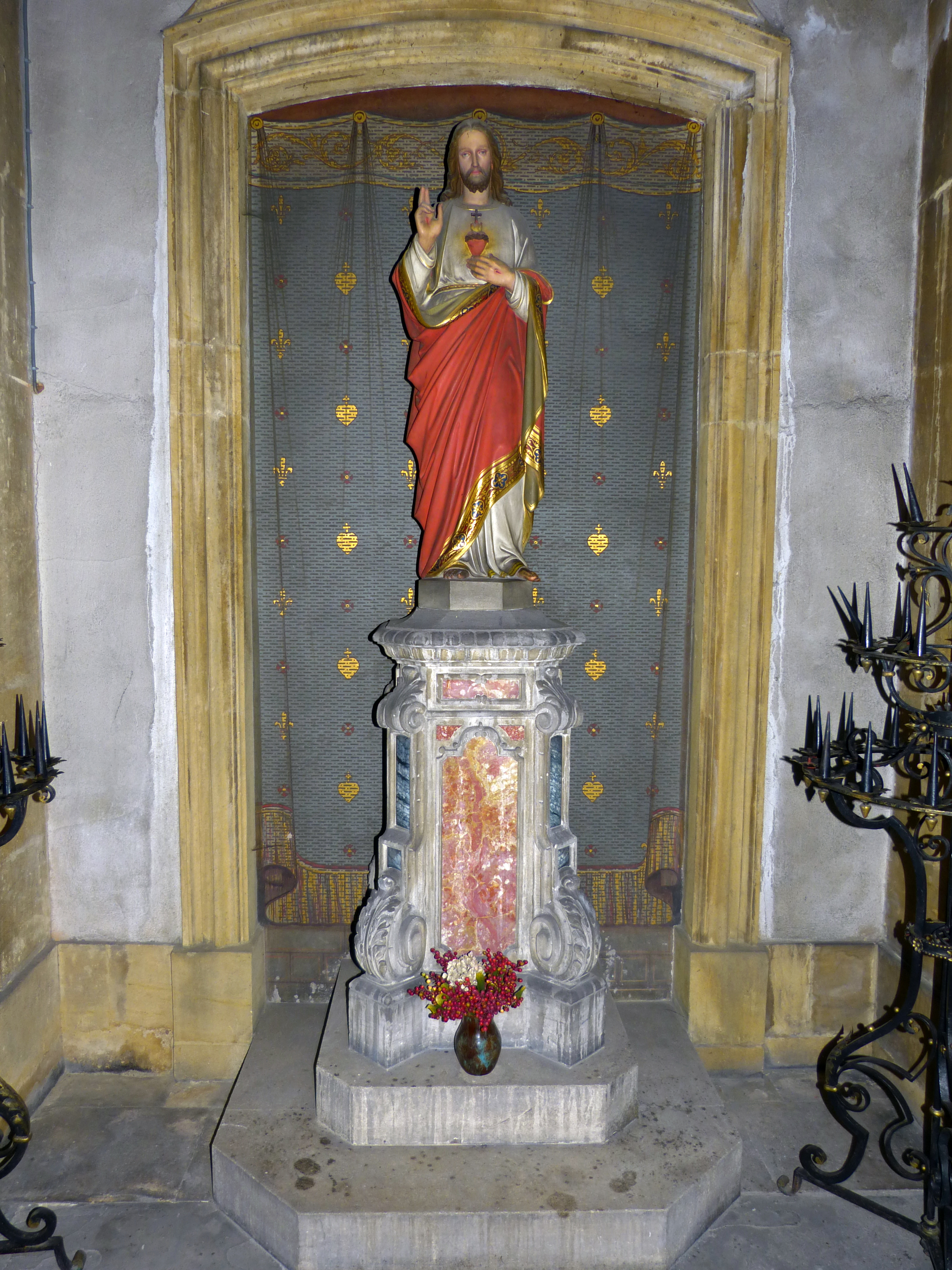
Statue du Sacré-Cœur de Jésus.
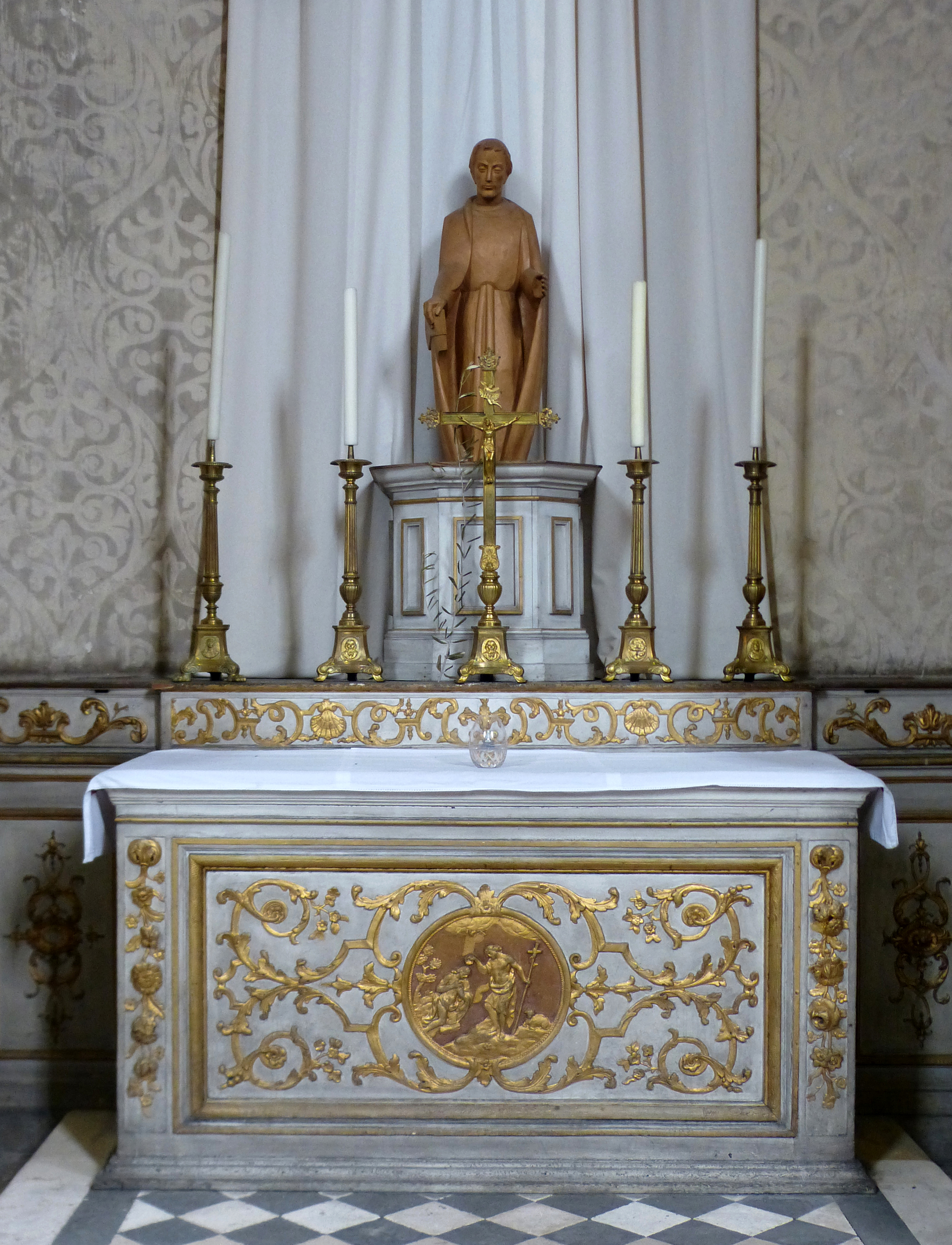
Autel et statue de saint Joseph, avec en antependium de l'autel le baptême de Jésus.
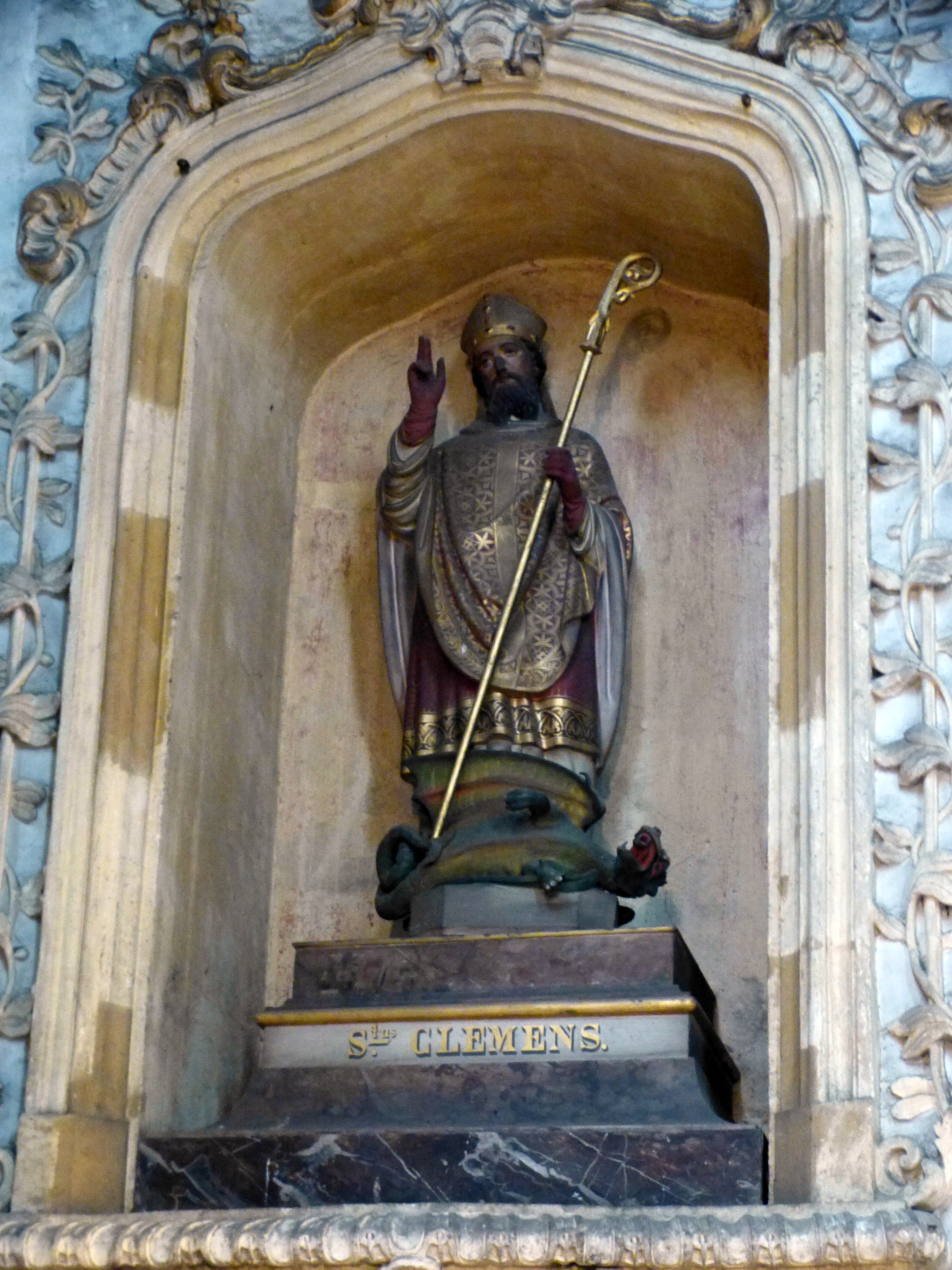
Statue de saint Clément écrasant le Graoully, dans le chœur.

### Le lutrin, la chaire et autre mobilier en bois
Dans le nef, on trouve du mobilier en bois sculpté : le lutrin surmonté d'une tête d'aigle ; la chaire décorée d'une tête de Christ ; un fauteuil avec différents motifs.

Le mobilier en bois
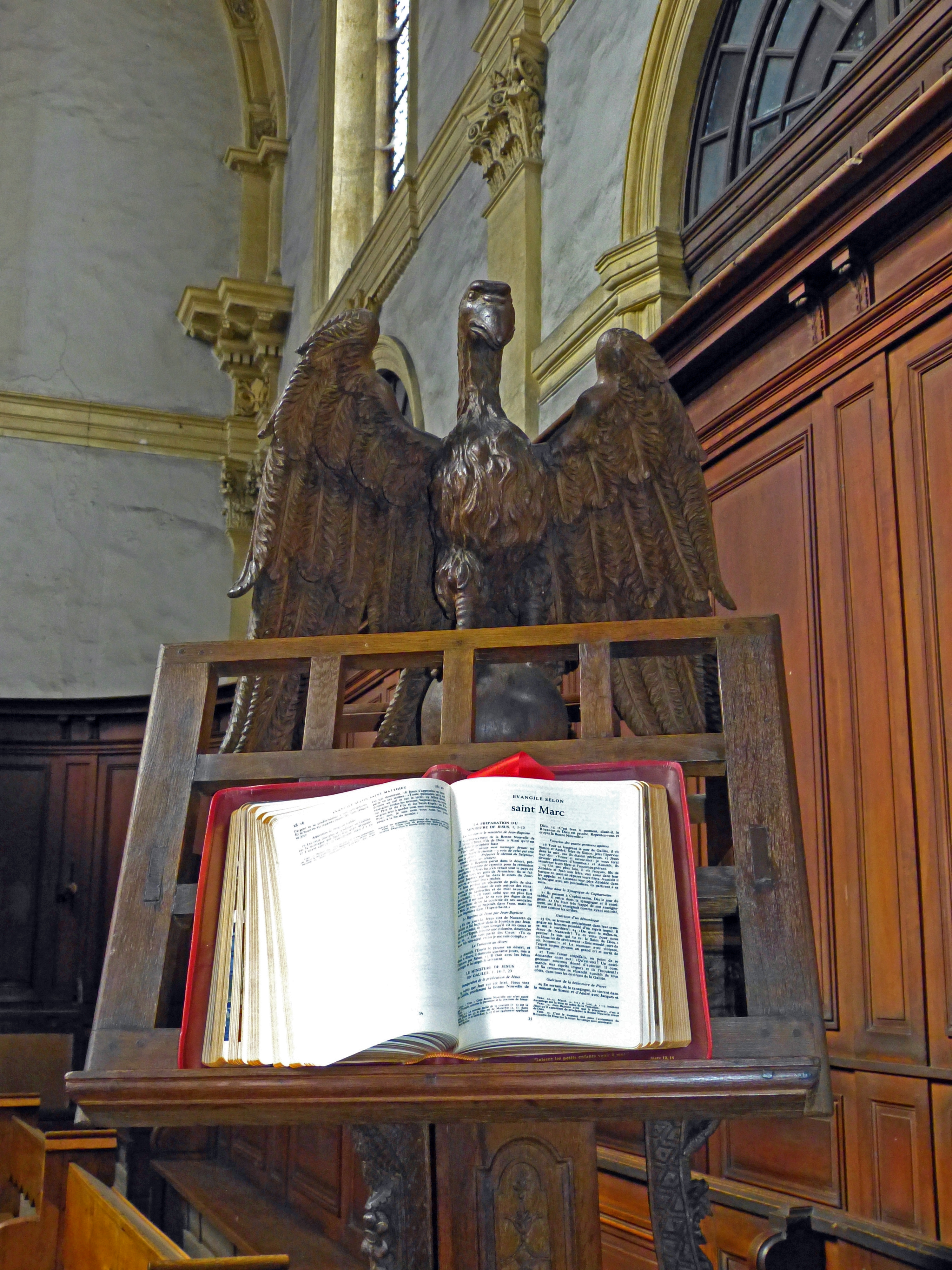
Le lutrin, vu de face.
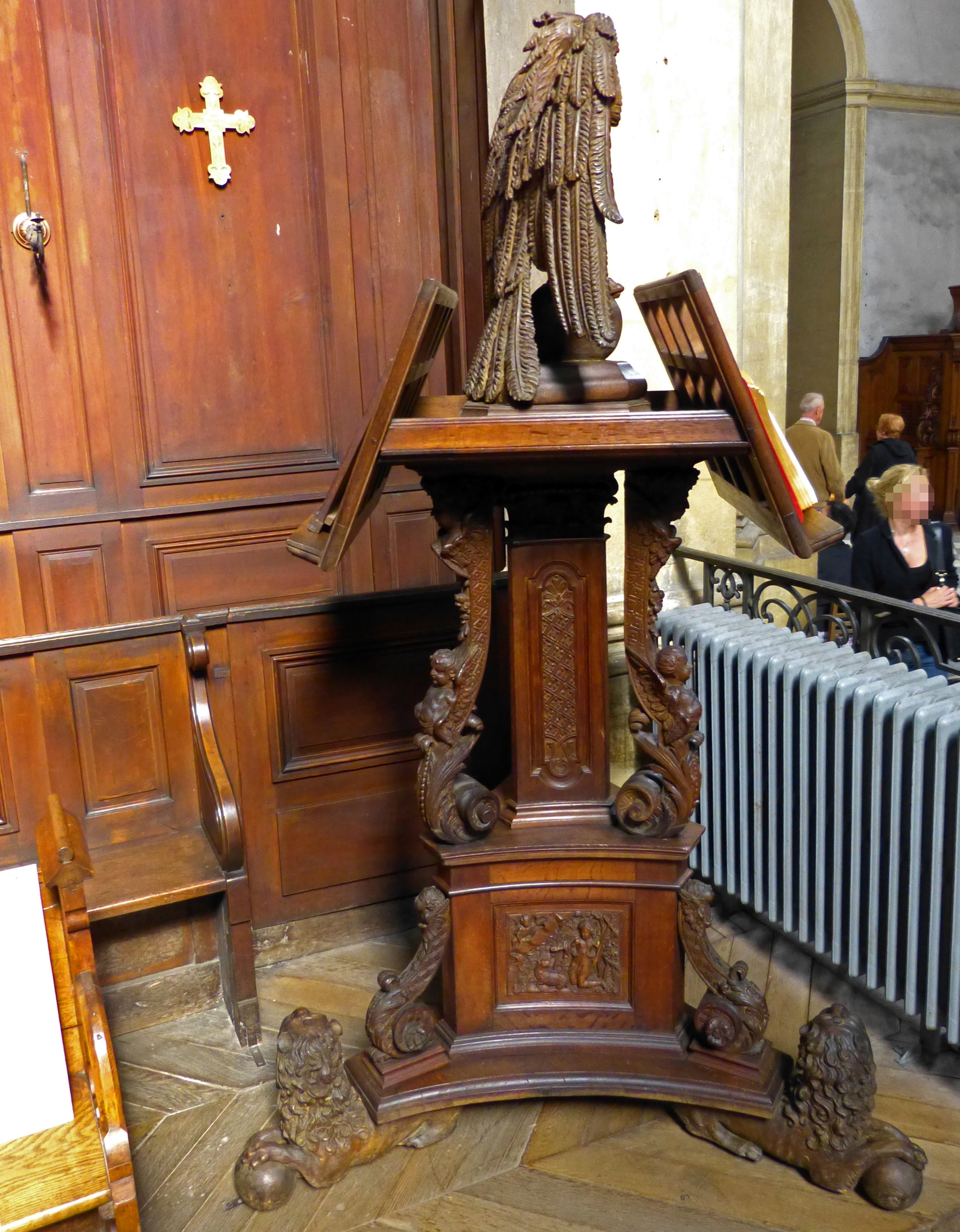
Le lutrin, vu de côté.
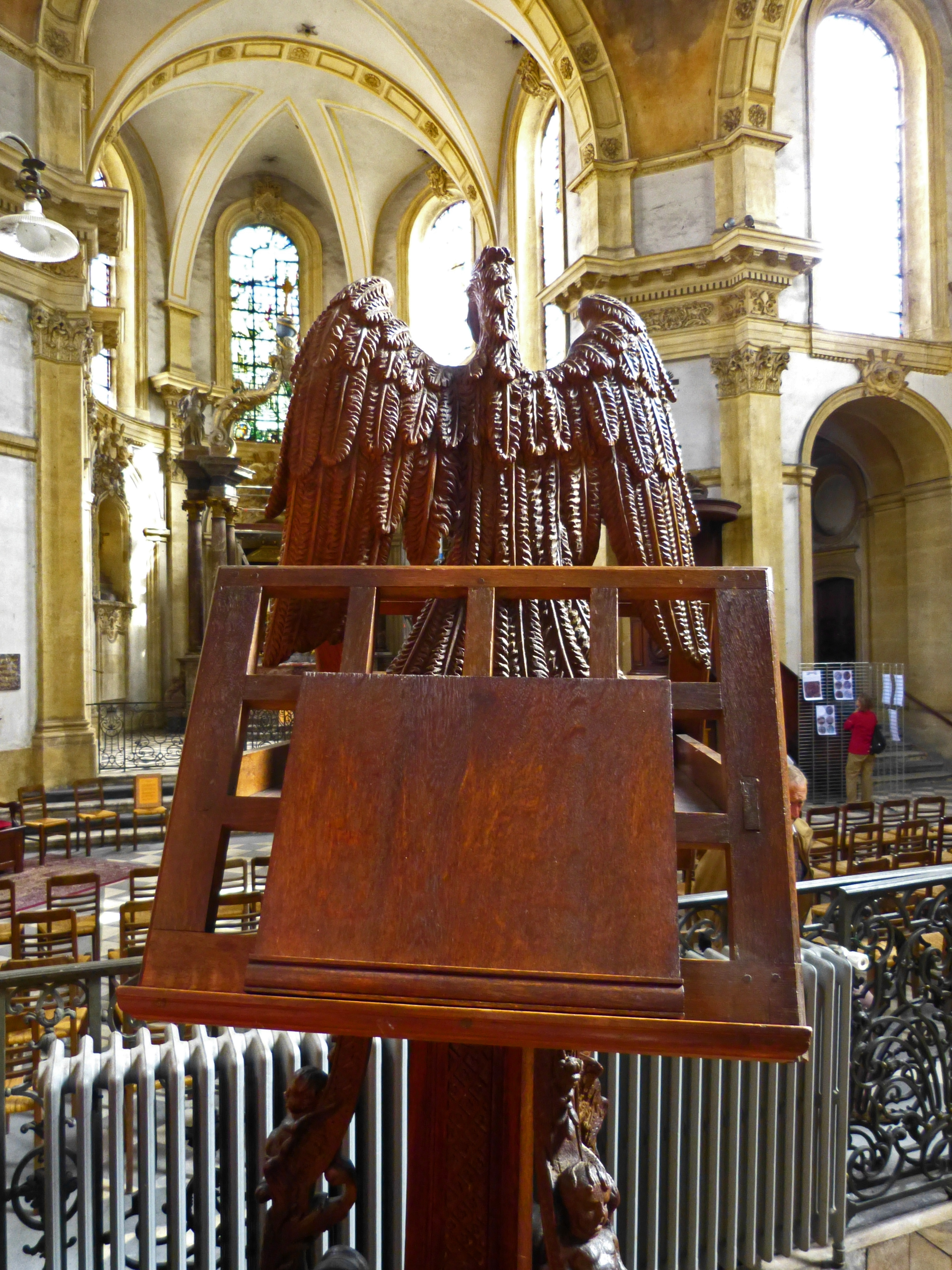
Le lutrin, vu de dos.
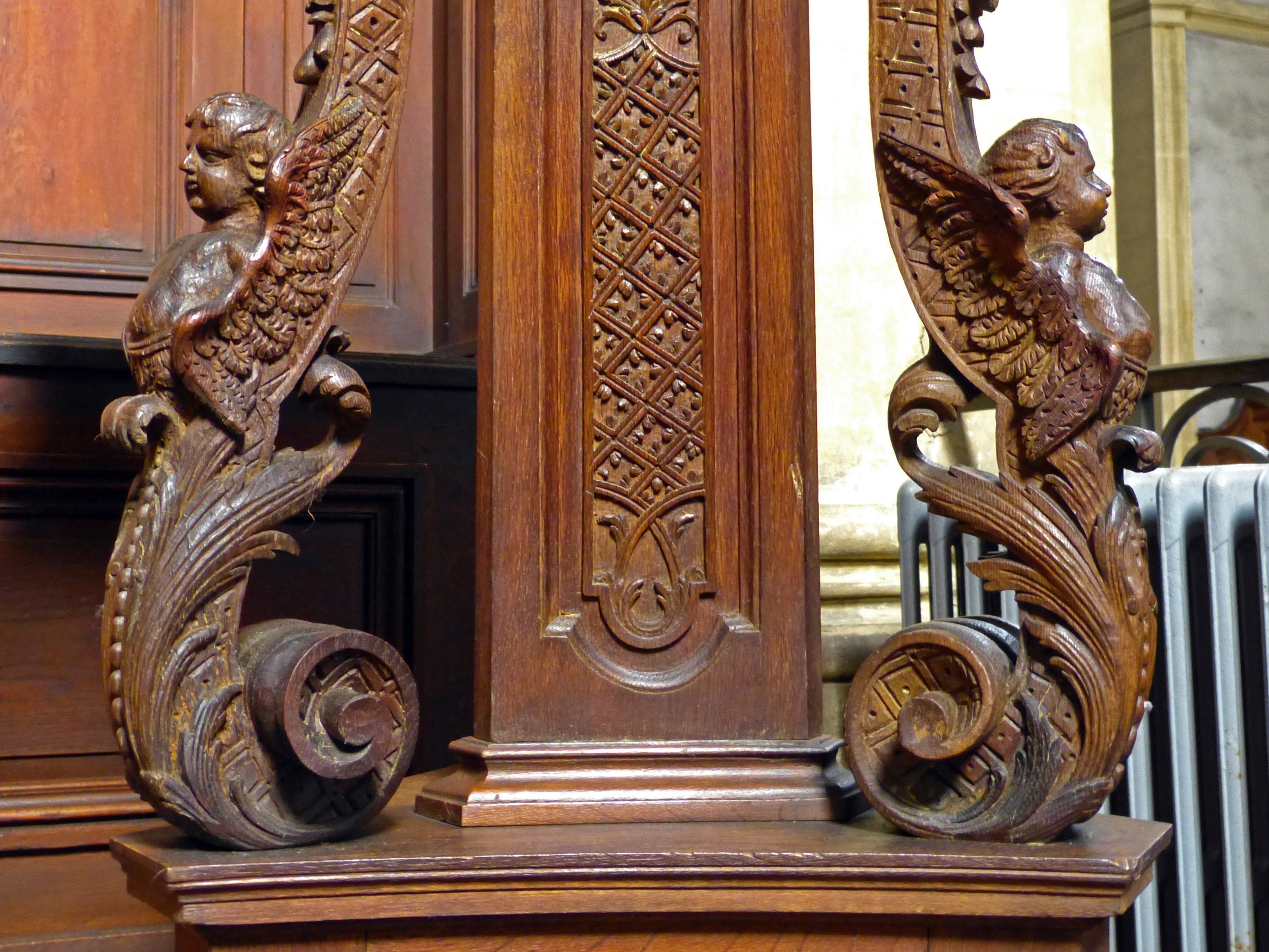
Angelots sculptés sur le luterin.
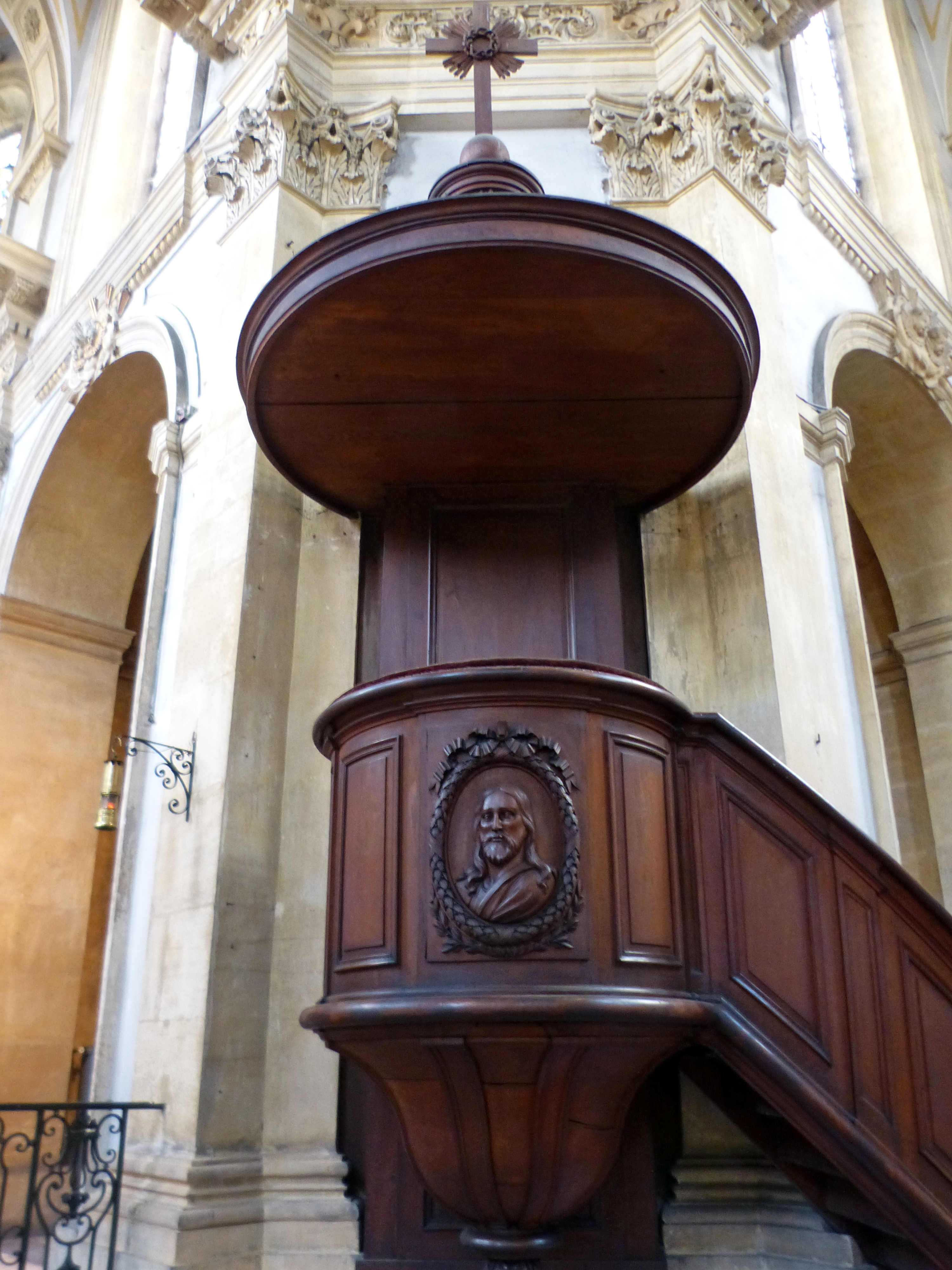
La chaire à tête de Christ.
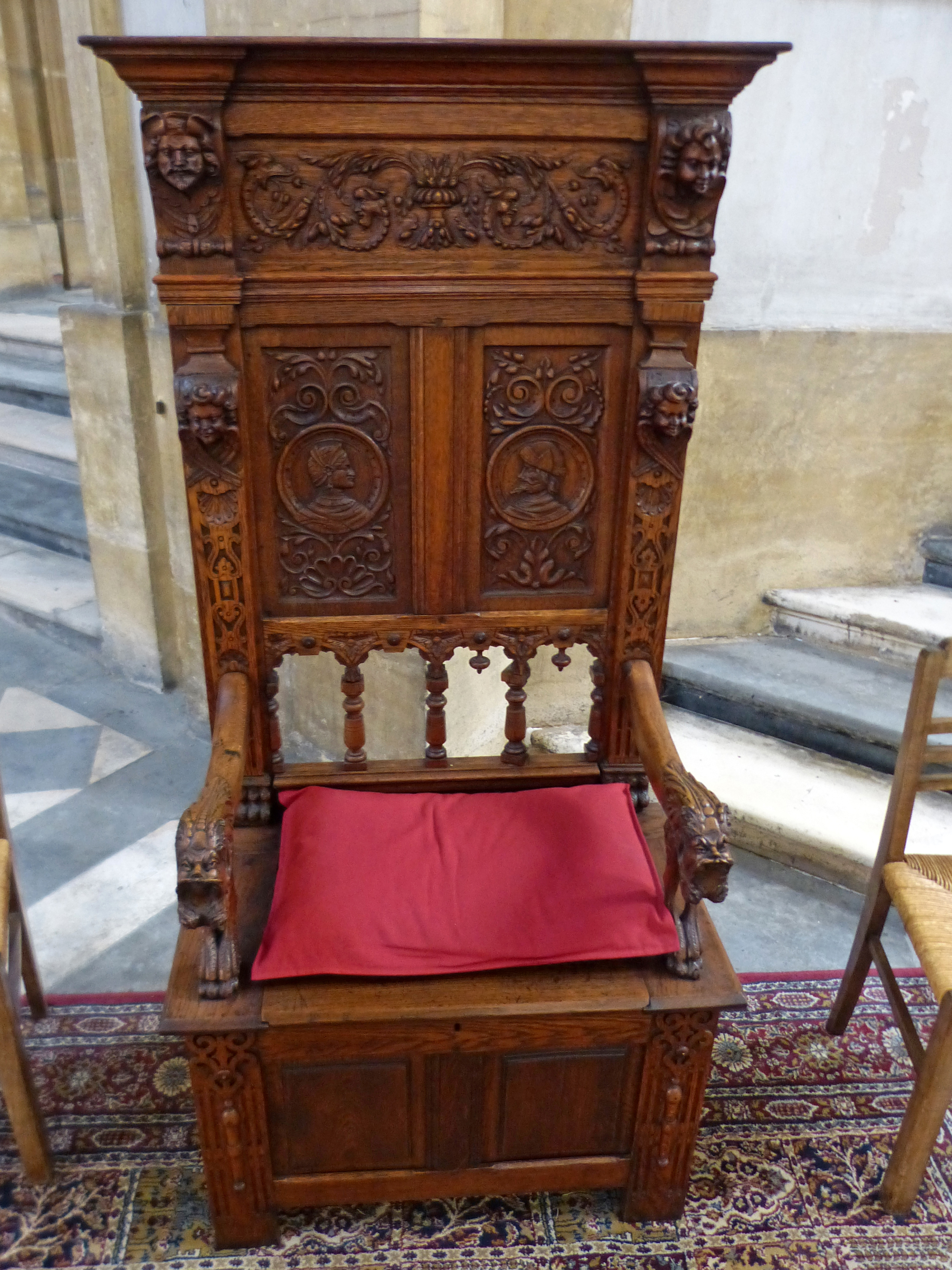
Un fauteuil sculpté.

### Les confessionnaux
De part et d'autre des autels de la Vierge à l'enfant et de saint Joseph se trouvent des confessionnaux en bois sculpté.

Les confessionnaux
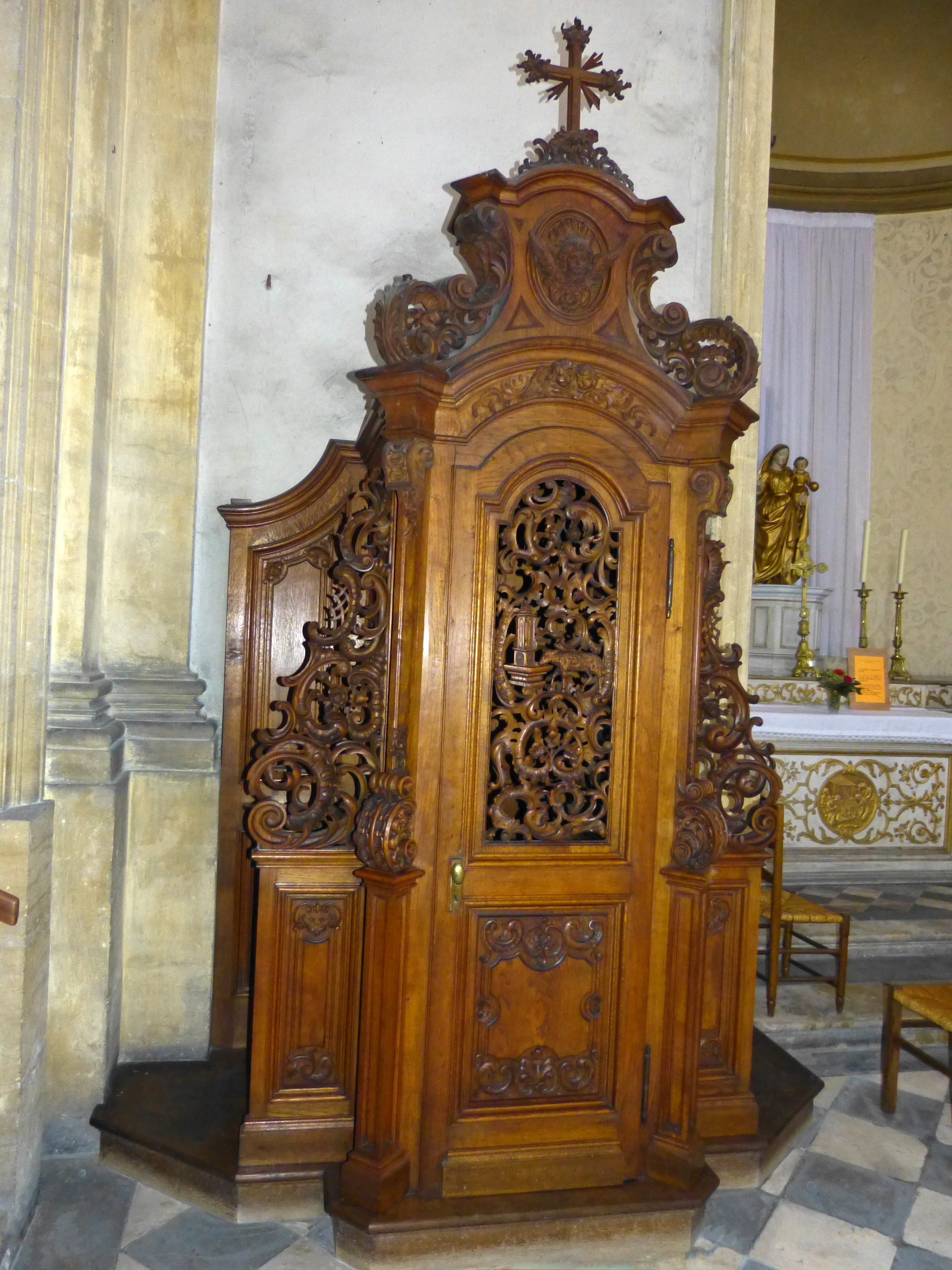
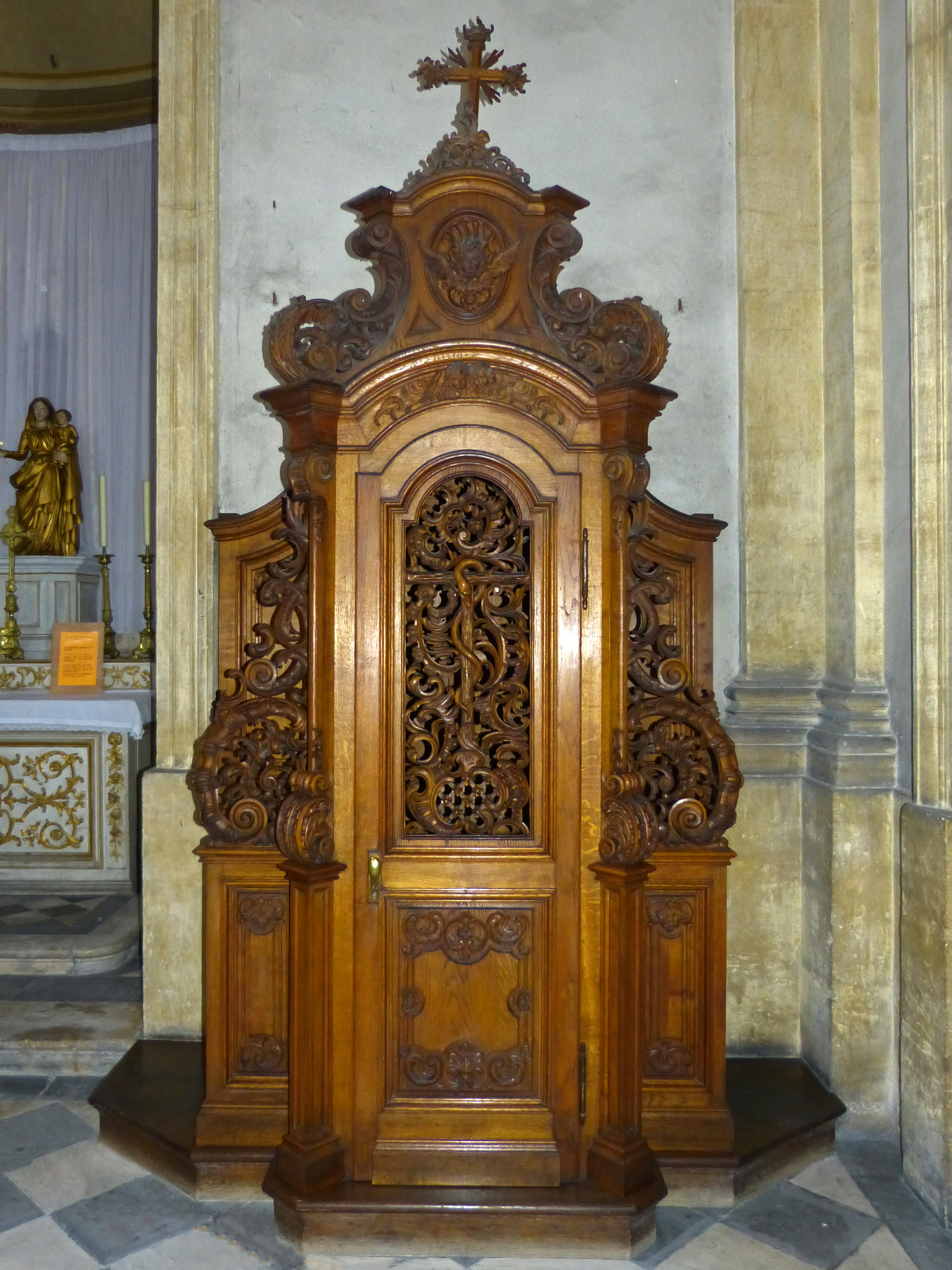
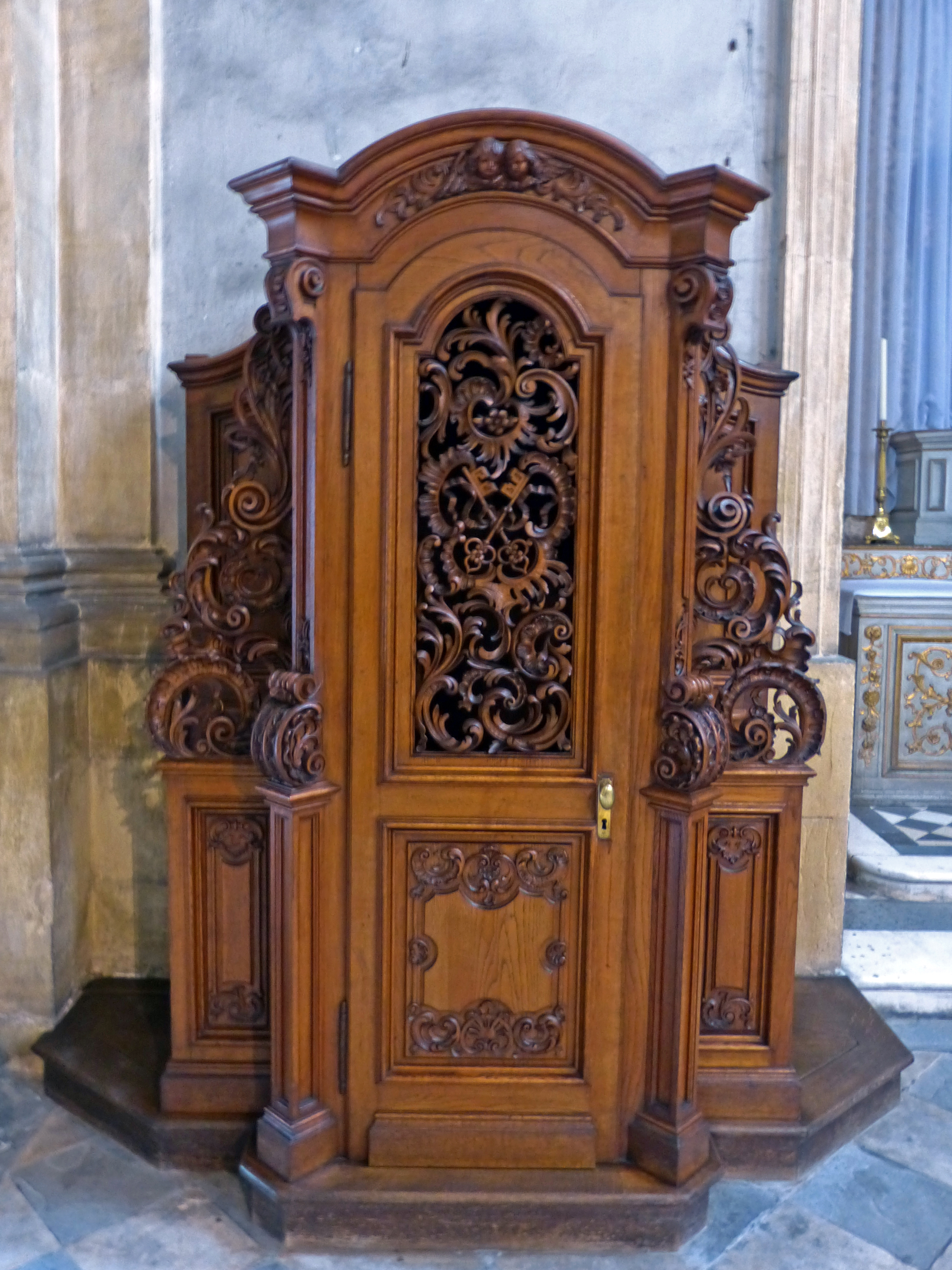
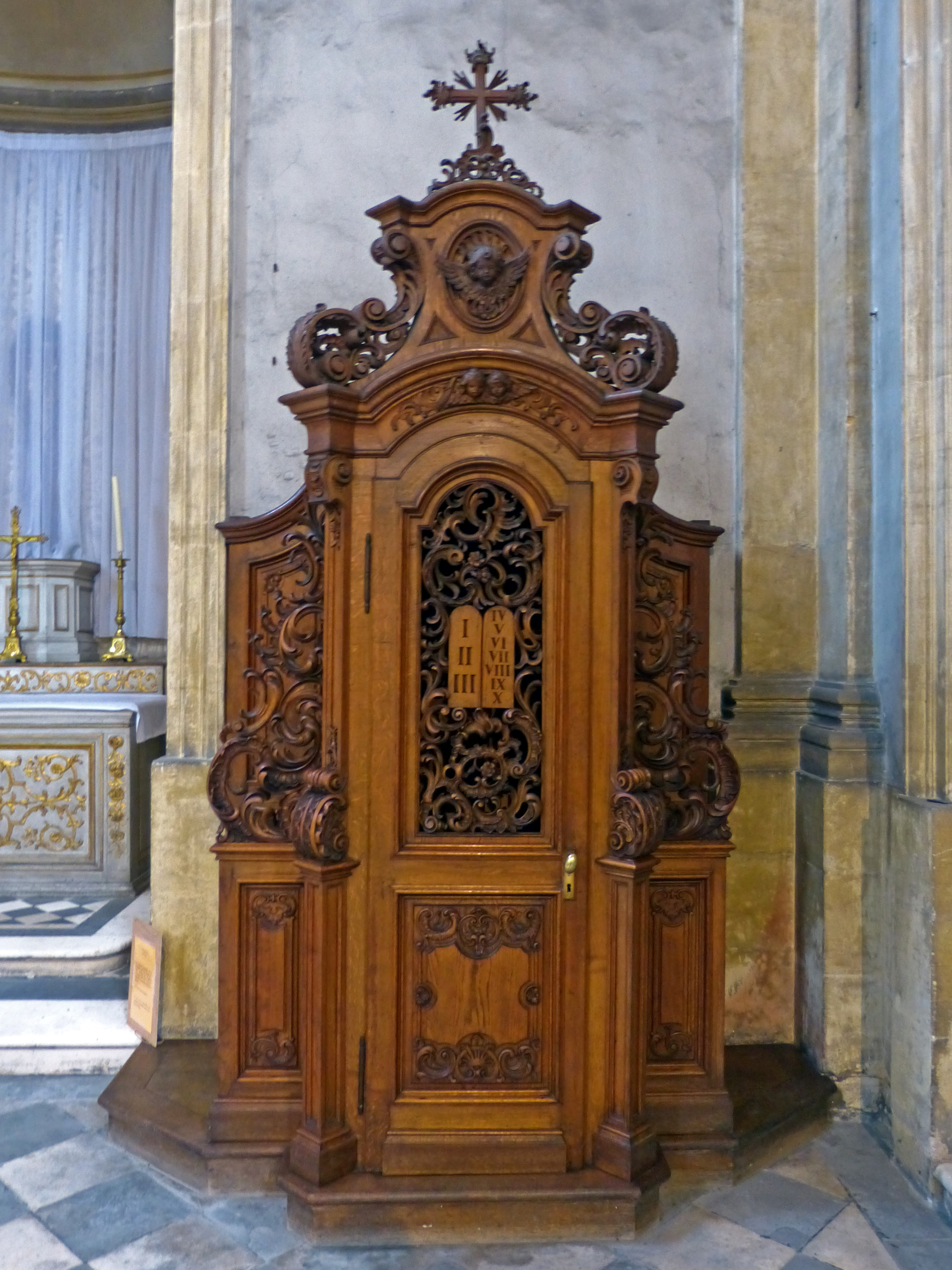

### L'armoire-autel
Dans une pièce en arrière de la chapelle se trouve une armoire-autel datant de la Révolution. Elle est richement décorée avec des fresques religieuses sur les portes et à l'intérieur.

L'armoire-autel
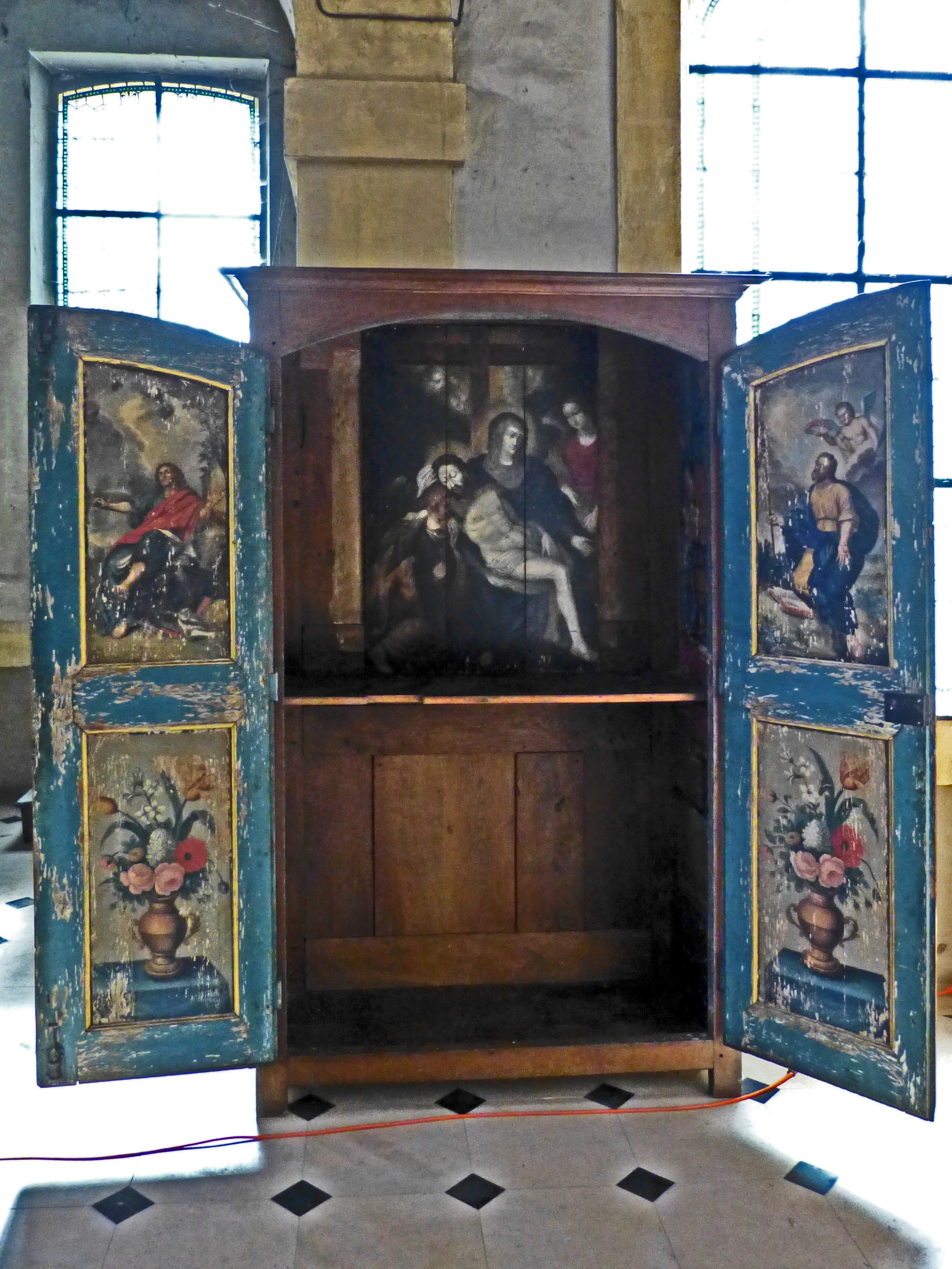
Vue générale.
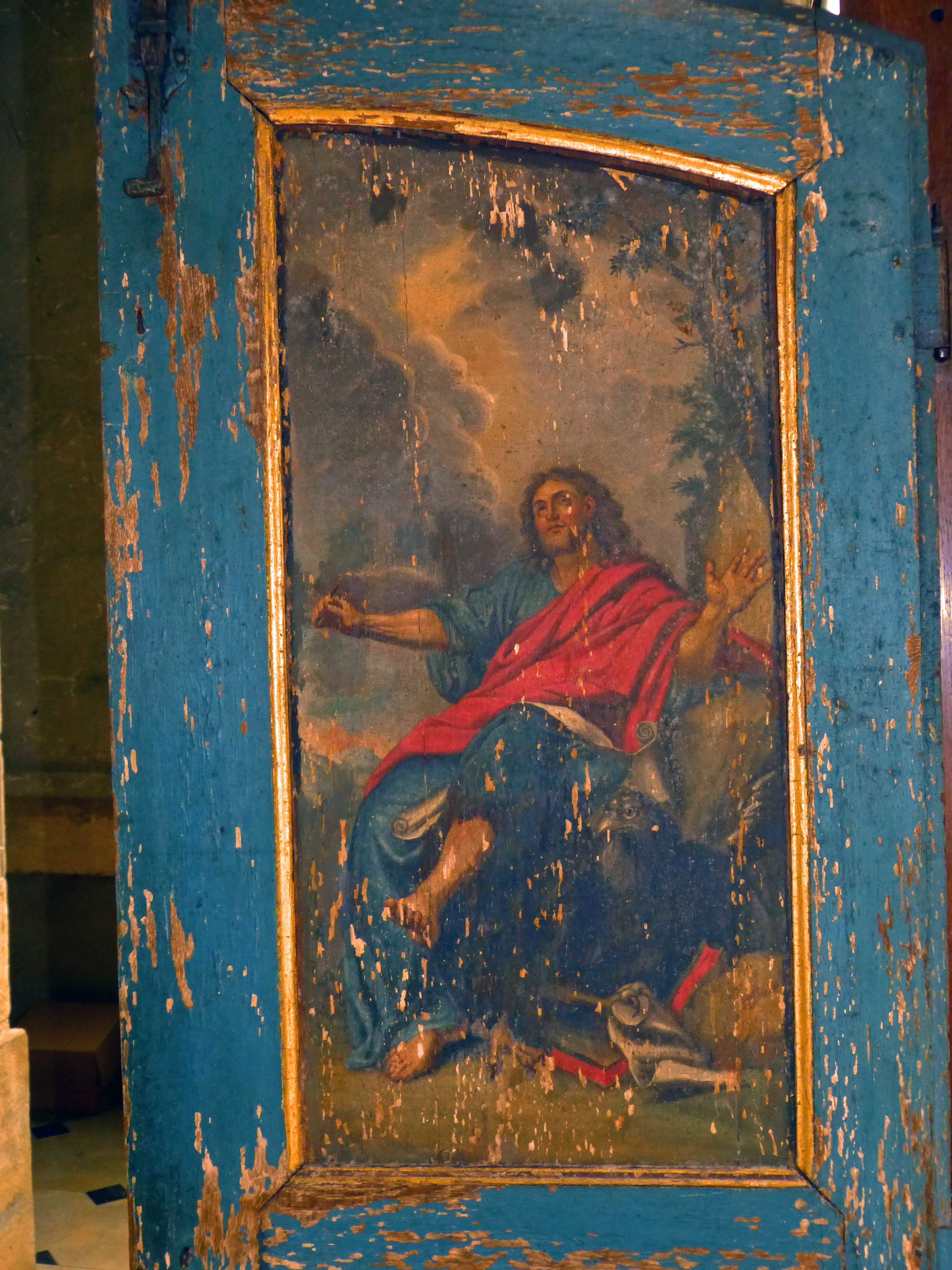
Porte gauche (supérieur).
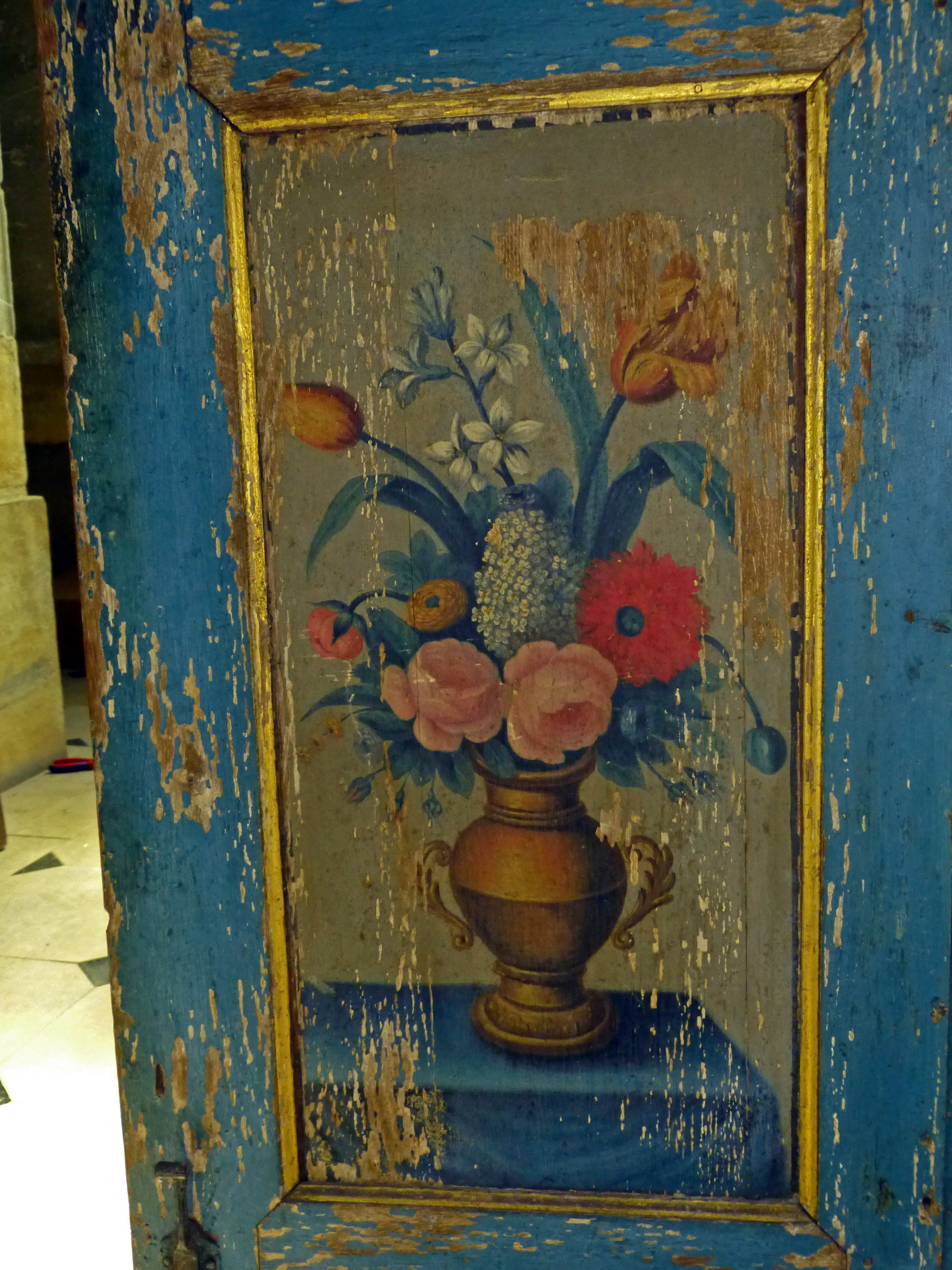
Porte gauche (inférieur).
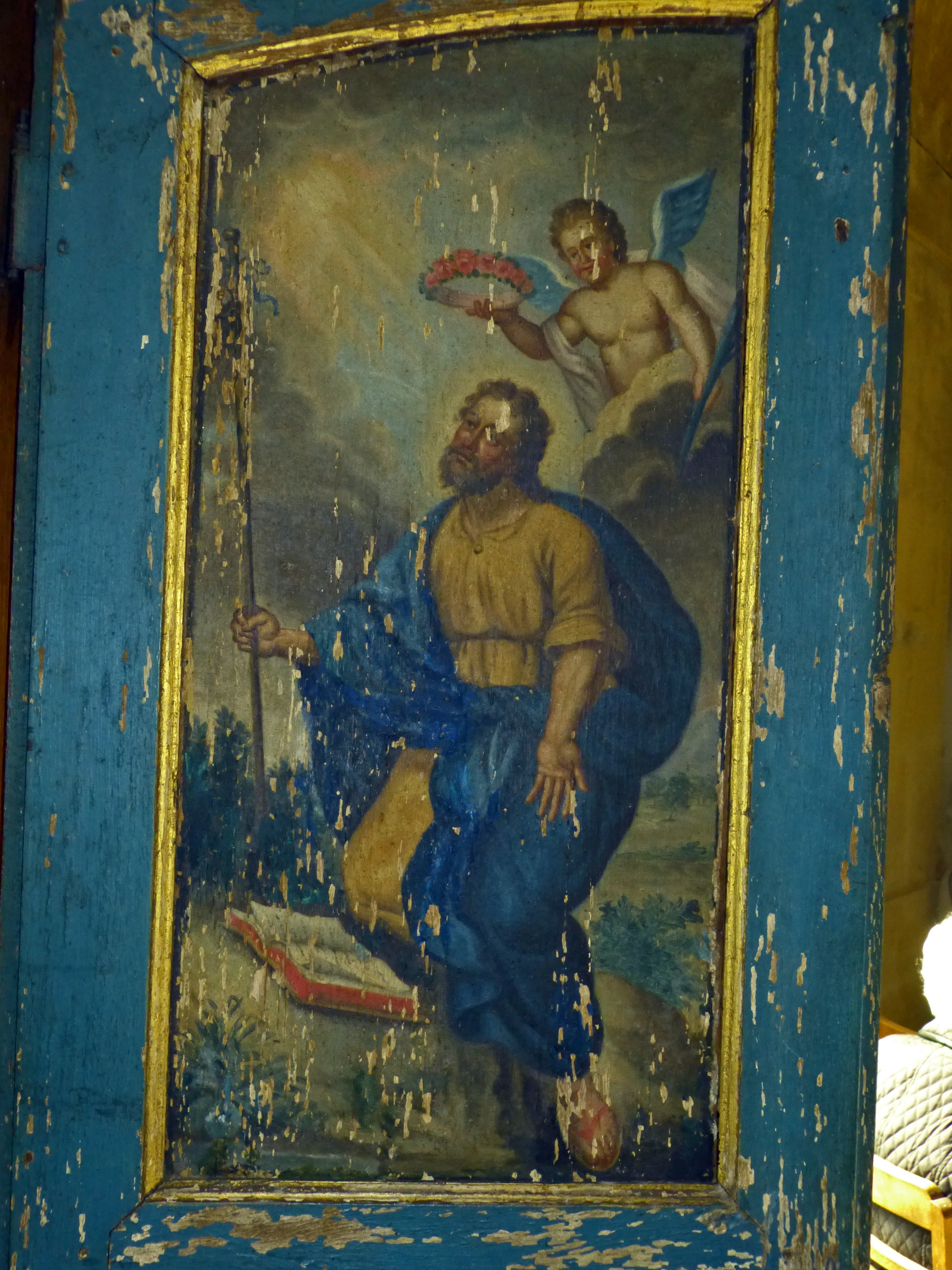
Porte droite (supérieur).
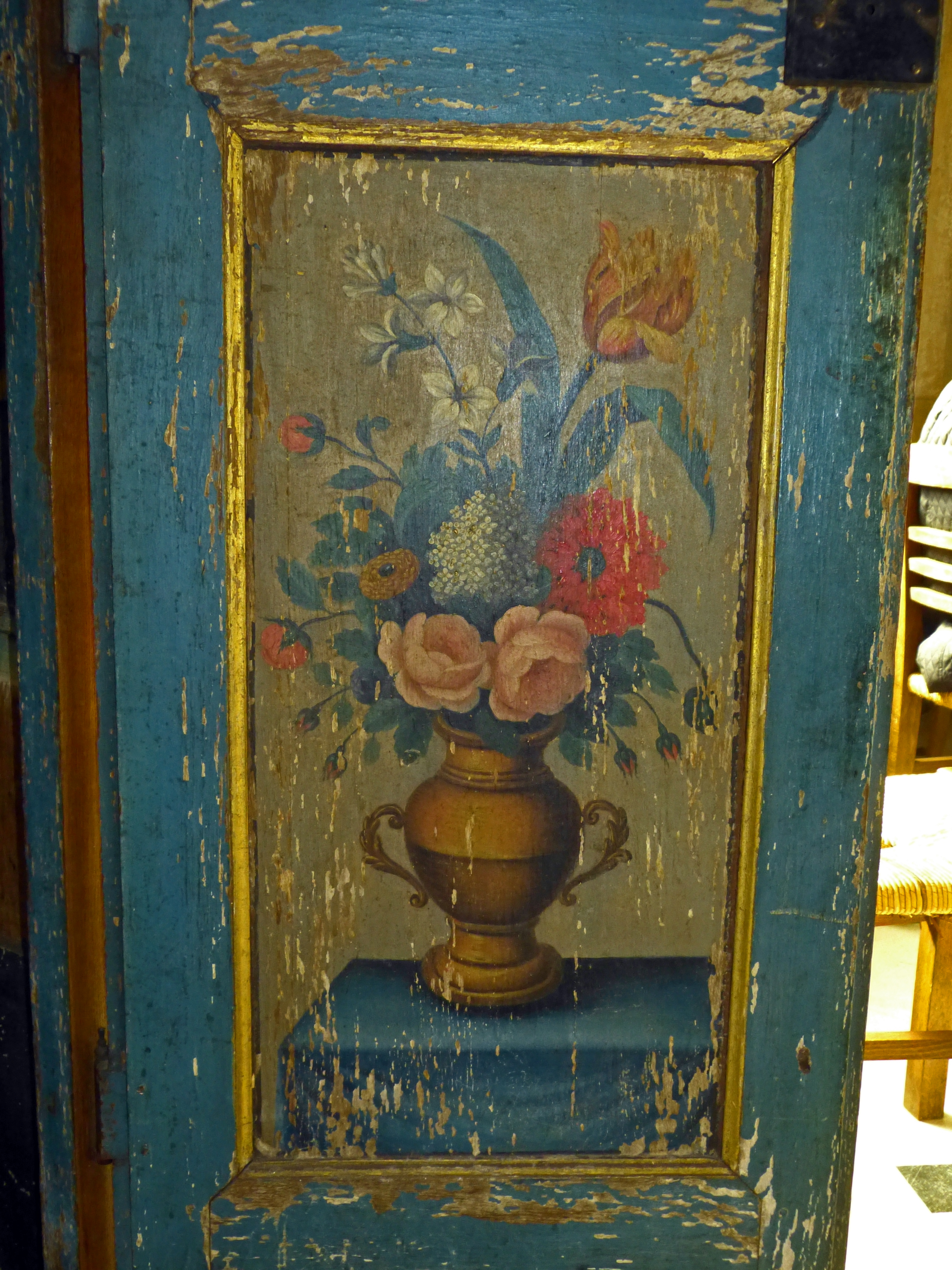
Porte droite (inférieur).
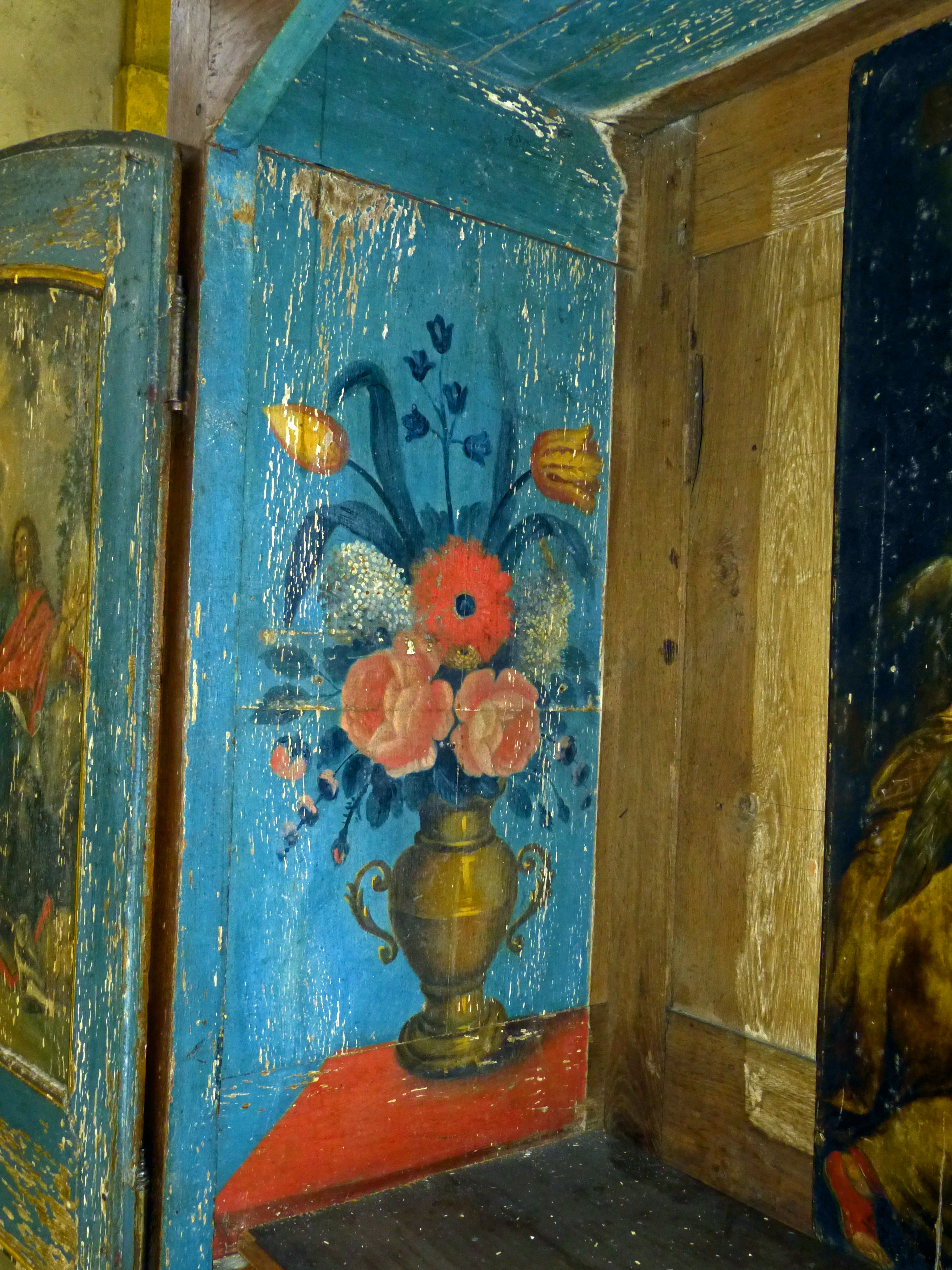
Intérieur gauche.
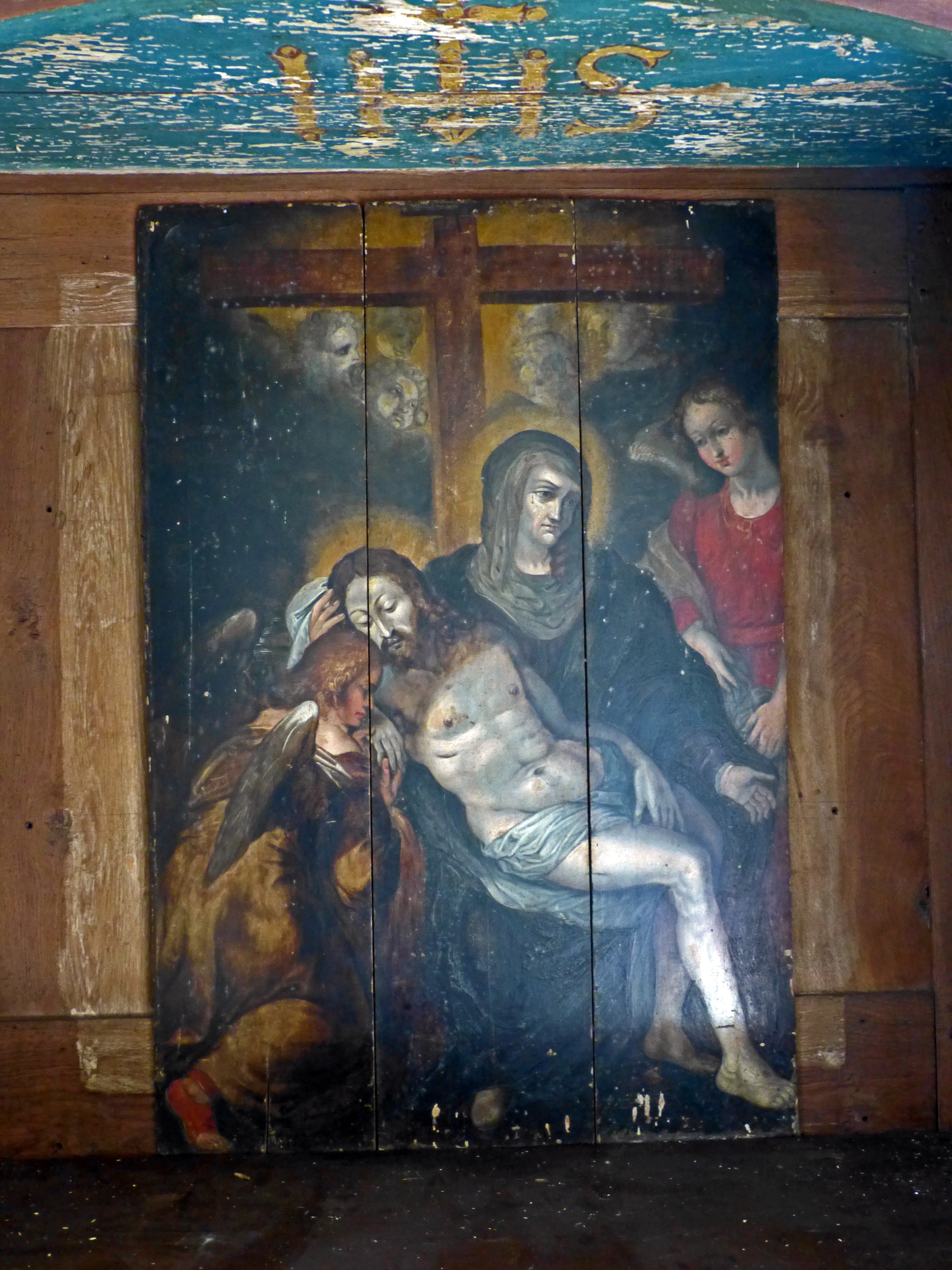
Fresque centrale.
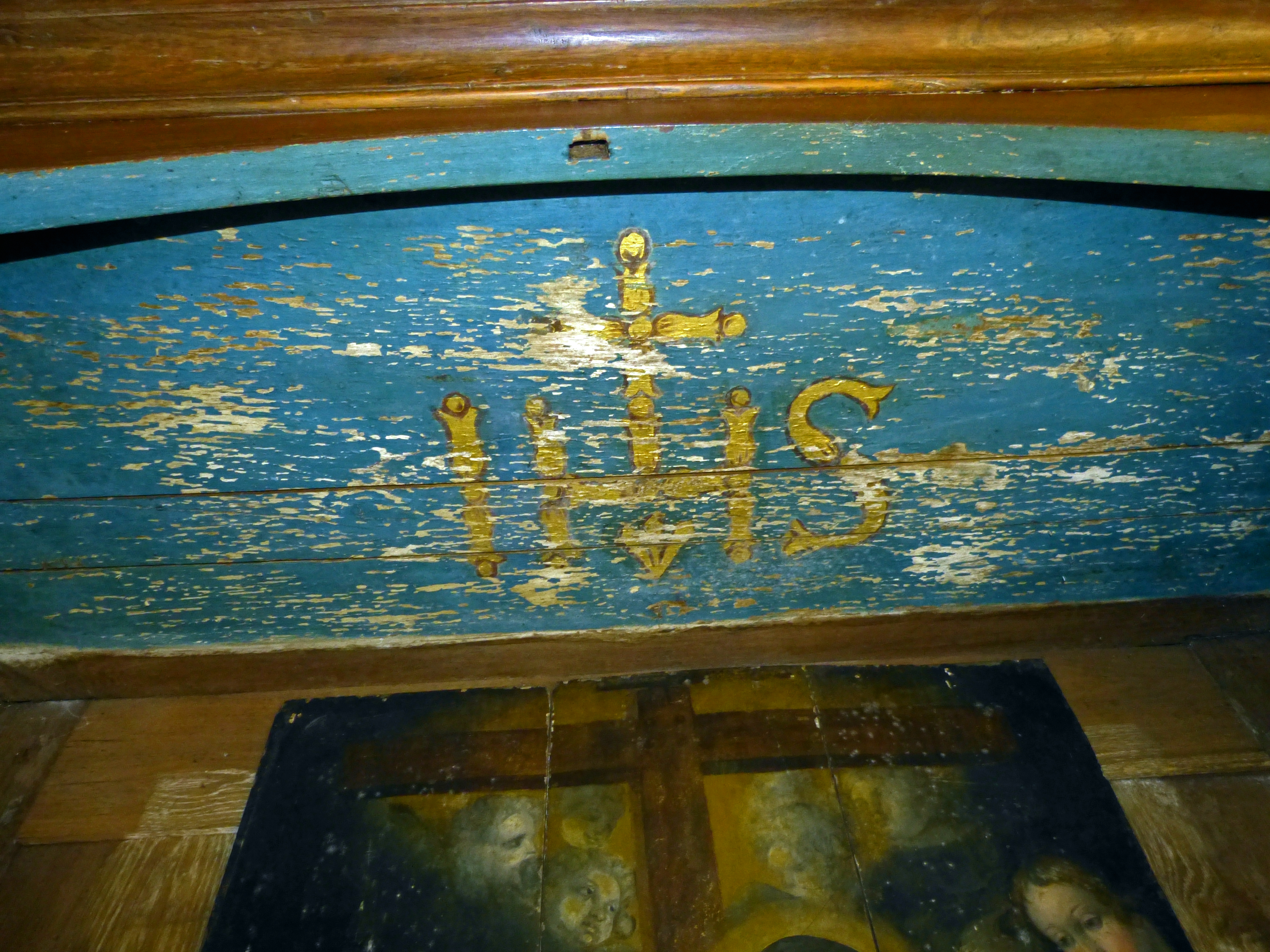
Plafond de l'intérieur.
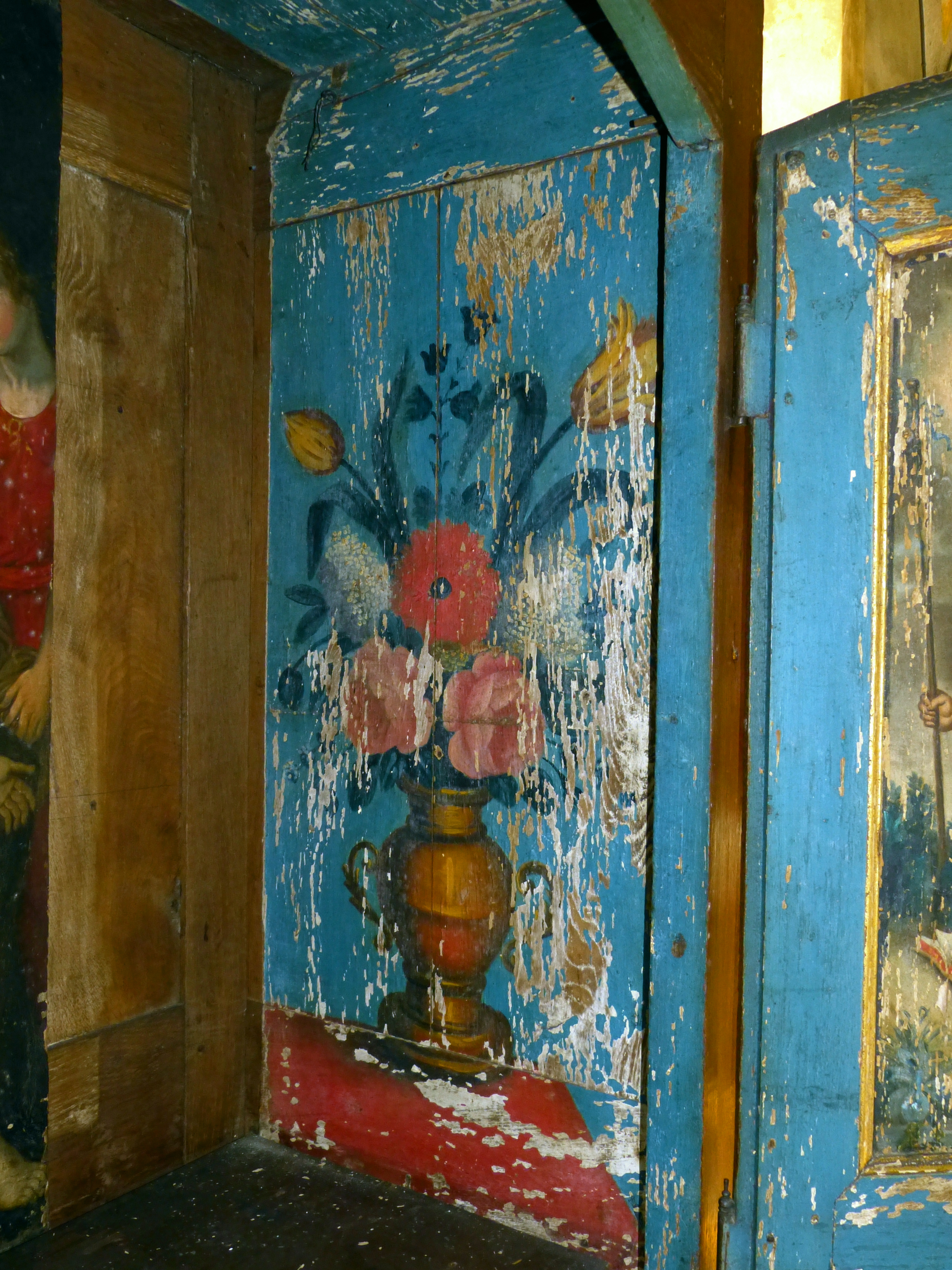
Intérieur droit.

## Abbesses

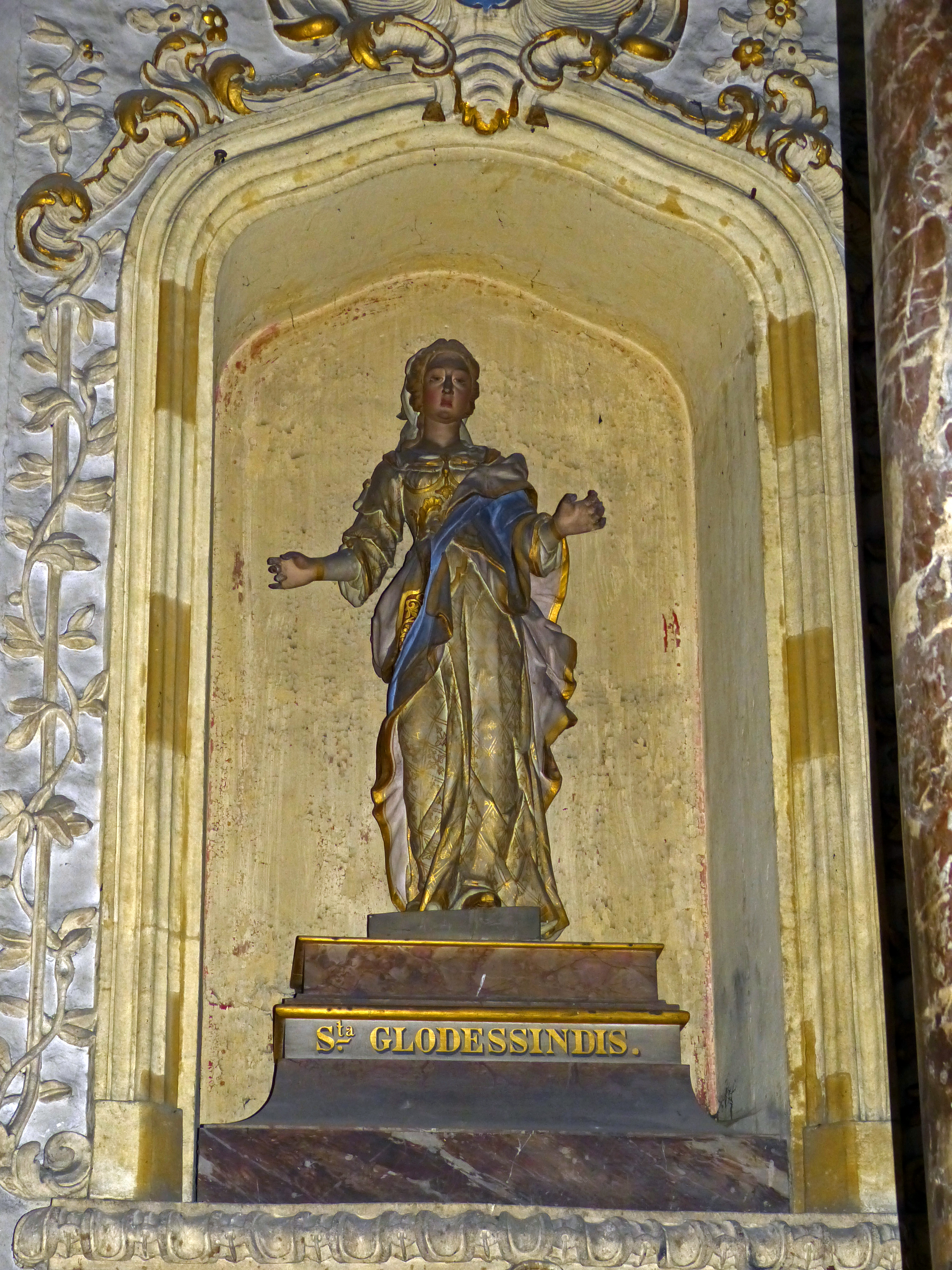
Statue de sainte Glossinde dans l'abbatiale homonyme.

- Statue de sainte Glossinde dans l'abbatiale homonyme.604 - 25 juillet 610 - Glossinde de Champagne
- v.945-975 - Himiltrude, nièce d'Adalbéron I, évêque de Metz.
- 975-???? - Vode ou Ode.
- 1085-1112 - Hodierne.
- 1112-1128 - Hermentrude.
- 1128-1150 - Agnès.
- 1150-1151 - Marguerite.
- 1151-1170 - Agnès.
- 1170-1180 - Lorre ou Lorrette.
- 1180-1200 - Hawy.
- 1200-1215 - Vode ou Ode.
- 1215-1240 - Image.
- 1240-1260 - Nicole.
- 1260-1275 - Alix.
- 1275-1290 - Mathiate.
- 1290-1312 - Marguerite de Condé.
- 1312-1328 - Cécile Marchand. Elle démissionne en 1328.
- 1328-1331 - Marguerite Jacques.
- 1331-1345 - Marguerite d'Oyex ou d'Oxey.
- 1345-1367 - Lorette de Laitre.
- 1367-1390 - Marguerite Boileau.
- 1390-1404 - Marguerite de Faux ou de Fay.
- 1404-1414 - Alexie ou Alix d'Echt (d'Eltz ?)
- 1414-1422 - Marguerite de Bourguien.
- 1422-1427 - Marguerite de Loguierre.
- 1427-1453 - Isabelle de Larde.
- 1453-1468 - Isabelle de Randac ou Raudey. Elle mourut en 1472.
- 1468?-1472 - Catherine de Toullon.
- 1472-1478 - Isabelle d'Echt (d'Eltz ?)
- 1478-1505 - Perrette Papparel.
- 1505-1520 - Alexie ou Alix de Dommartin. Elle fut d'abord abbesse de Juvigny.
- 1520-15?? - Salomée ou Salomone du Châtelet.
- 15??-1549 - Catherine du Châtelet.
- 1549-1577 - Madeleine du Châtelet.
- 1577-1596 - Françoise du Châtelet.

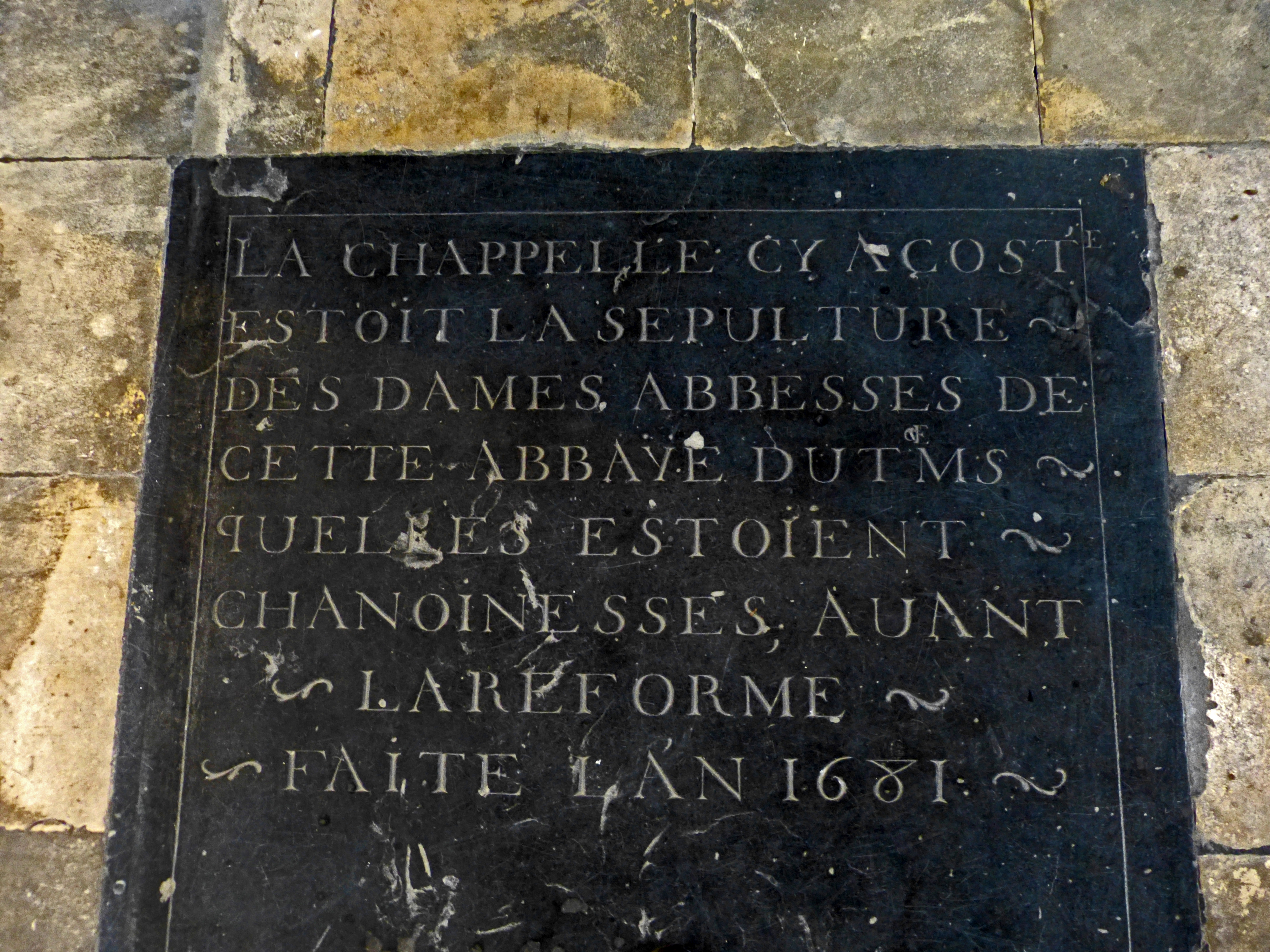
Épitaphe de la tombe des abbesses de l'abbatiale : « La chappelle cy acosté estoit la sépulture des dames abbesses de cette abbaye du tems quelles estoient chanoinesses, avant la réforme faite l'an 1681 ».

- 1596-1602 - Guillemette de Chauvirey.
- 1602-1606 - Françoise de Foix-Candale, fille de Henri de Foix, comte de Candale, et de Marie de Montmorency.
- 1606-1647 - Louise de La Valette[5], nièce de la précédente.
- 1647-1654 - Françoise de Lénoncourt.
- 1654-1680-1701 - Louise de Foix-Candale. Exilée en 1680, elle meurt en 1701 aux ursulines de Ligny.
- 1680-1681 - Marie Texier d'Hautefeuille. Religieuse de Chelles, nommée coadjutrice de Louise de Foix-Candale, exilée, pour réformer l'abbaye.
- 1681-1701-1719 - Catherine Texier d'Hautefeuille, sœur de la précédente qu'elle remplace en 1681 comme coadjutrice de Louise de Foix-Candale. Elle devient abbesse en 1701.
- 1719-1722 - Marguerite-Vincente de Hotman ou d'Hotman.
- 1723-1762 - Marguerite-Éléonore de Hotman ou d'Hotman.
- 1762-1790 - Isabelle-Claire de Choiseul-Beaupré. Dernière abbesse[6].